# Umění 20. století
Umění 20. století se vyznačuje nejen širokou pestrostí stylů a proudů, ale také proměnou přístupu a vnímání umění jako takového. Zatímco secese se od minulosti odkláněla ponejvíce novou dekorativností, moderna se již snaží zcela oprostit od tradice a umění postavit na nové základy.[zdroj?] Výtvarné dílo nezobrazuje vnější skutečnost, ale stává se samostatným předmětem s vlastním obsahem i výrazem. Reakcí na modernu je postmoderní umění, které se k historickému uměleckému dědictví vrací novým způsobem. Jinými tendencemi je například zdůraznění kontextu, ve kterém se umělecké dílo nachází, nebo důraz na pojetí (ideu) uměleckého díla (konceptuální umění).

## Umění první poloviny 20. století

### Secese

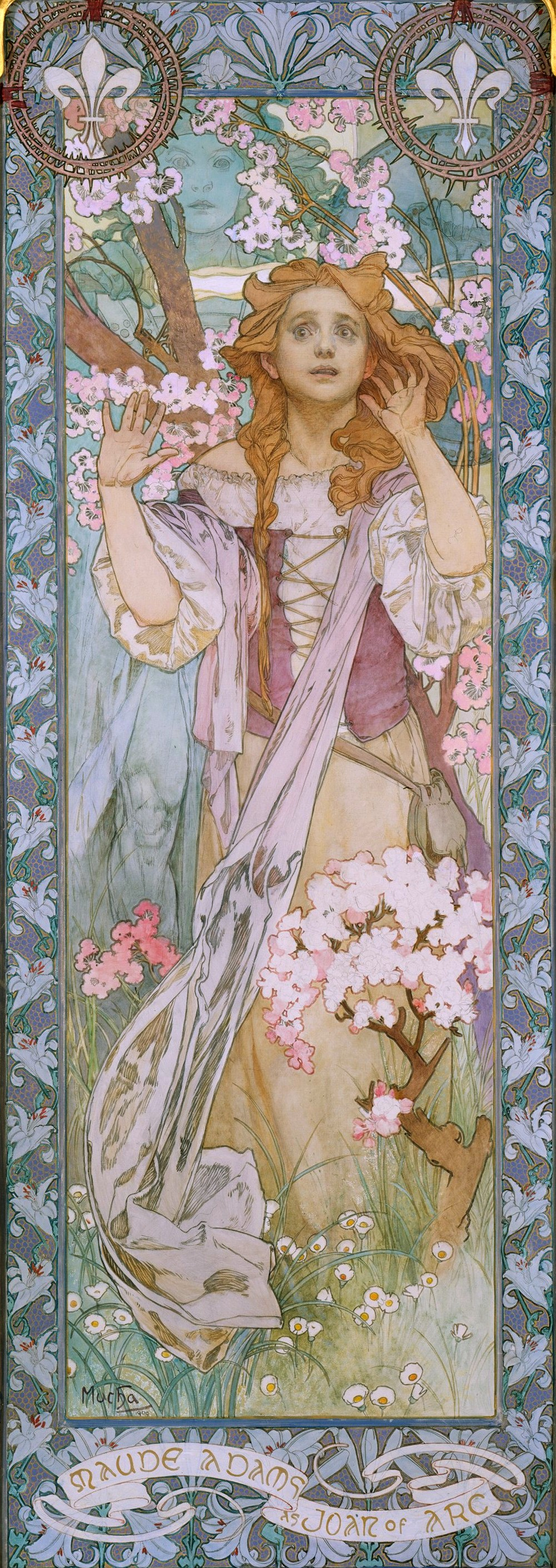
Alfons Mucha, Johanka z Arku (1909)

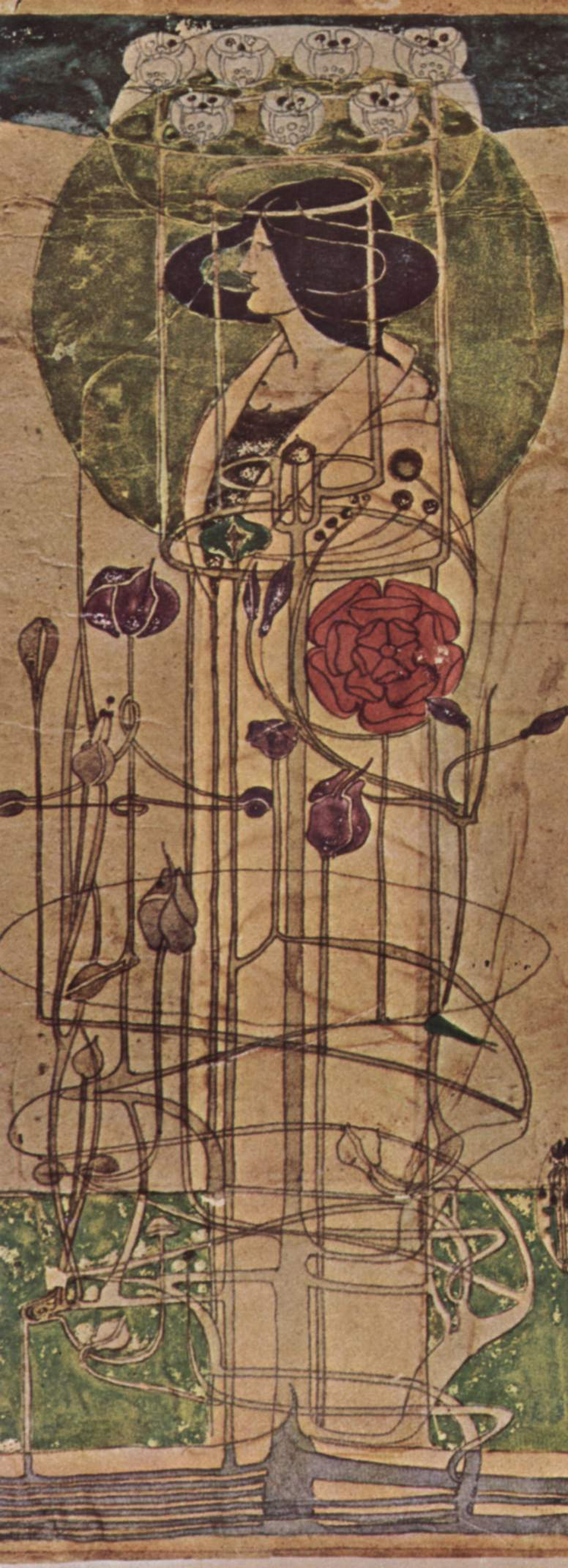
Charles Rennie Mackintosh, nástěnná dekorace (1898)

Secese, česky „odstoupení, odštěpení", bylo hnutí mladých umělců, kteří se cítili diskriminování akademickým světem výtvarného umění a prosazovali nový dekorativní styl, v Německu nazývaný Jugendstil, v západních zemích někdy Art nouveau (Nové umění). První secese vznikla 1892 v Mnichově, pro Rakousko a Čechy byla významná zejména Vídeňská secese (Wiener Secession, 1897), vedená Gustavem Klimtem.
Postupem času splynula se symbolismem v nové umělecké hnutí, které postupně ovládlo evropské umění, především užité a dekorativní umění, umělecká řemesla, sochařství, malířství a architekturu. Jako poslední z univerzálních mezinárodních výtvarných slohů se zapsala do tváře mnoha evropských měst (Praha, Paříž, Vídeň, Mnichov, Berlín), ovlivnila módu a životní styl konce 19. a začátku 20. století a stala se neodmyslitelnou součástí nejen evropské kultury ale i kultury Spojených států. V secesním slohu bylo vytvořeno mnoho děl s vysokou uměleckou hodnotou.

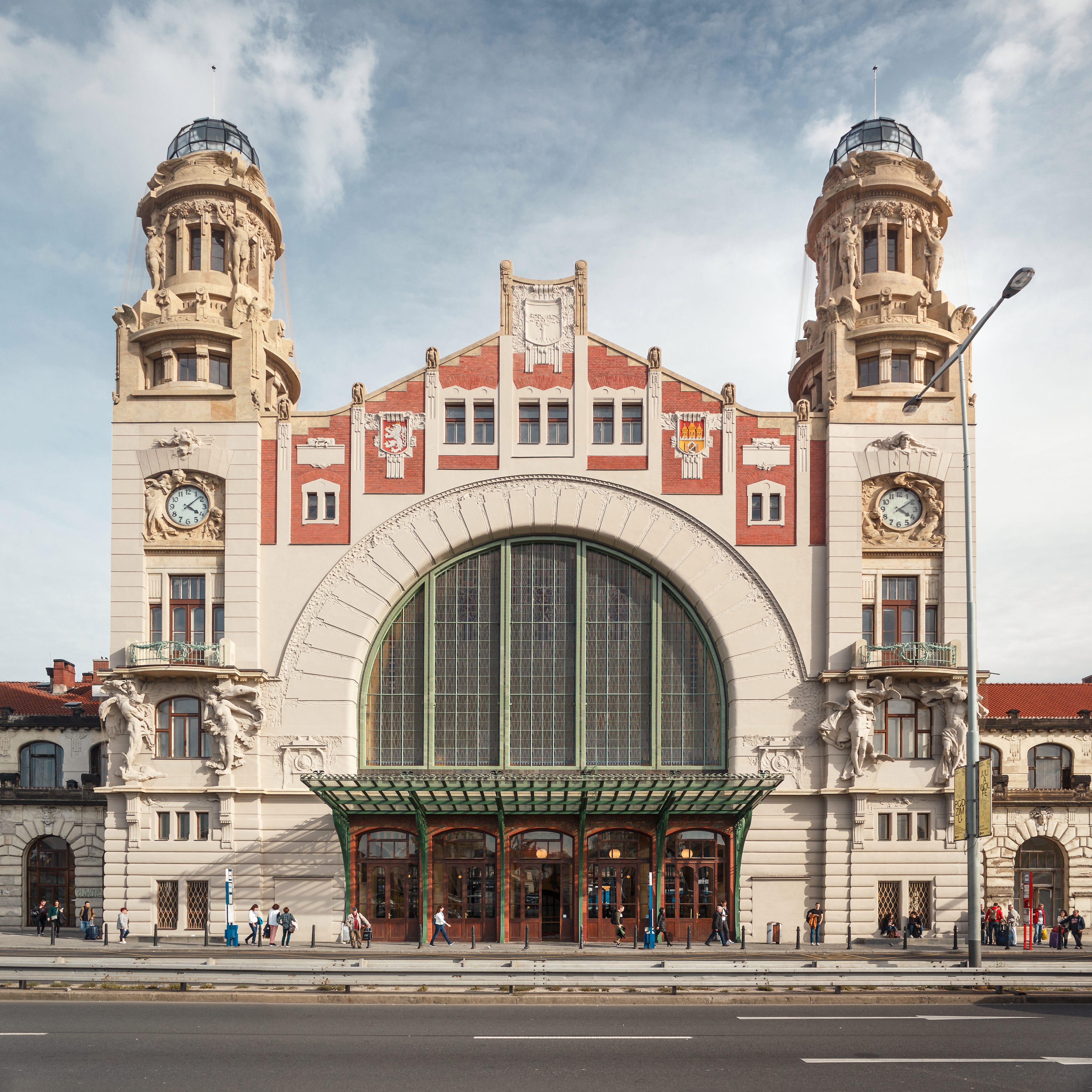
Josef Fanta, Průčelí hlavního nádraží v Praze (1909)
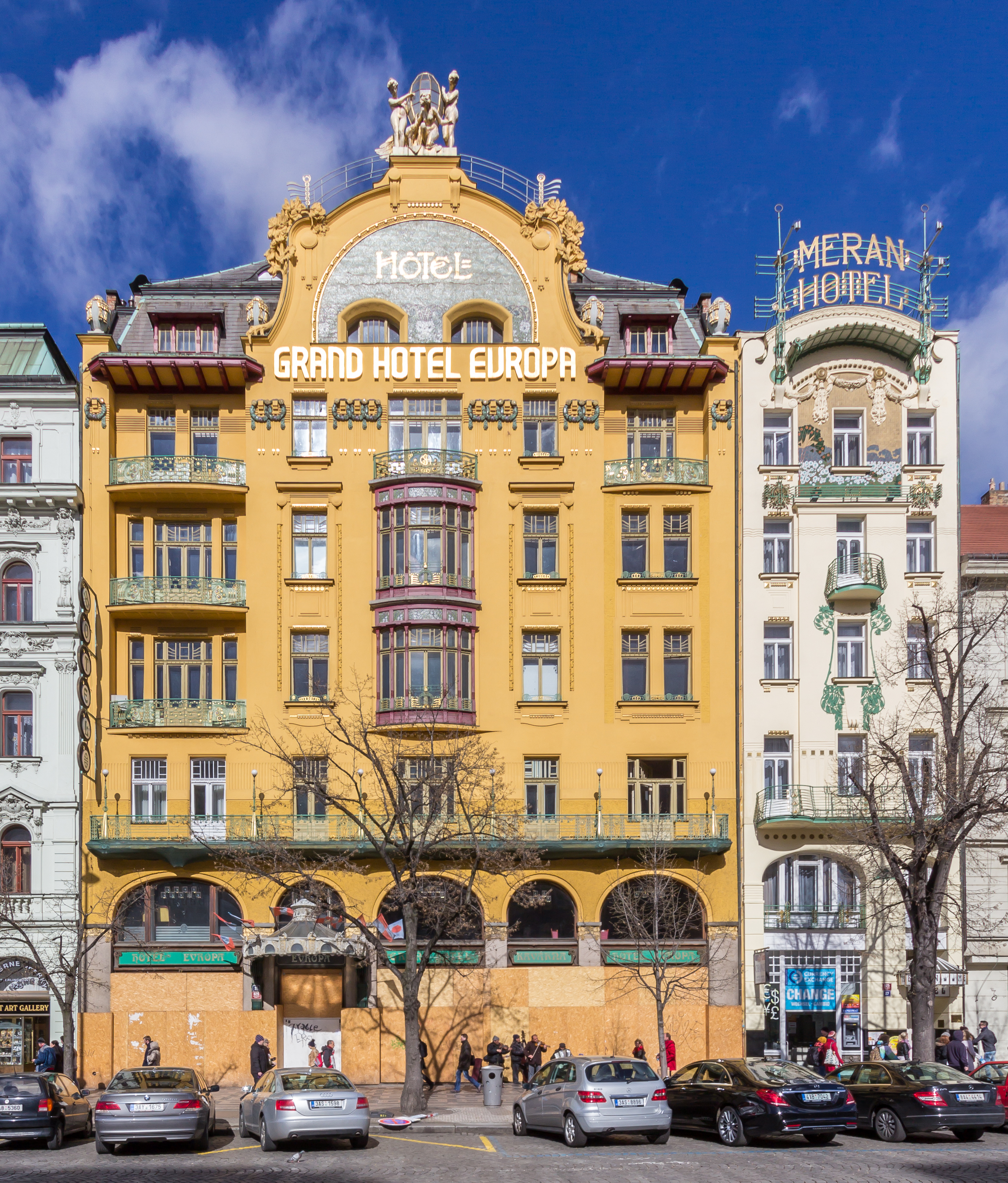
Bendelmeyer, Dryák aj., Grand hotel Evropa a Hotel Meran v Praze (1905)
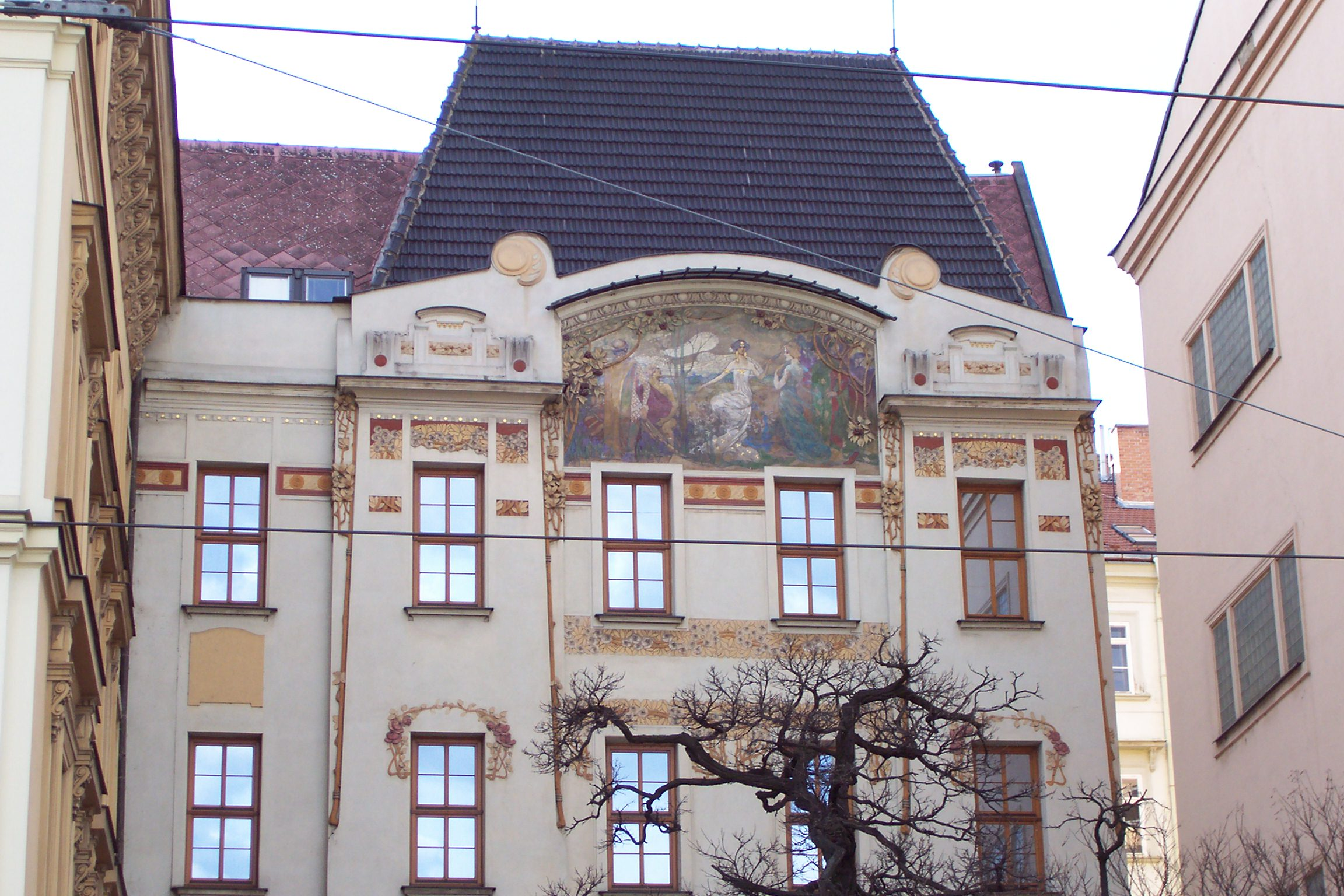
Fasáda hotelu Grand Brno
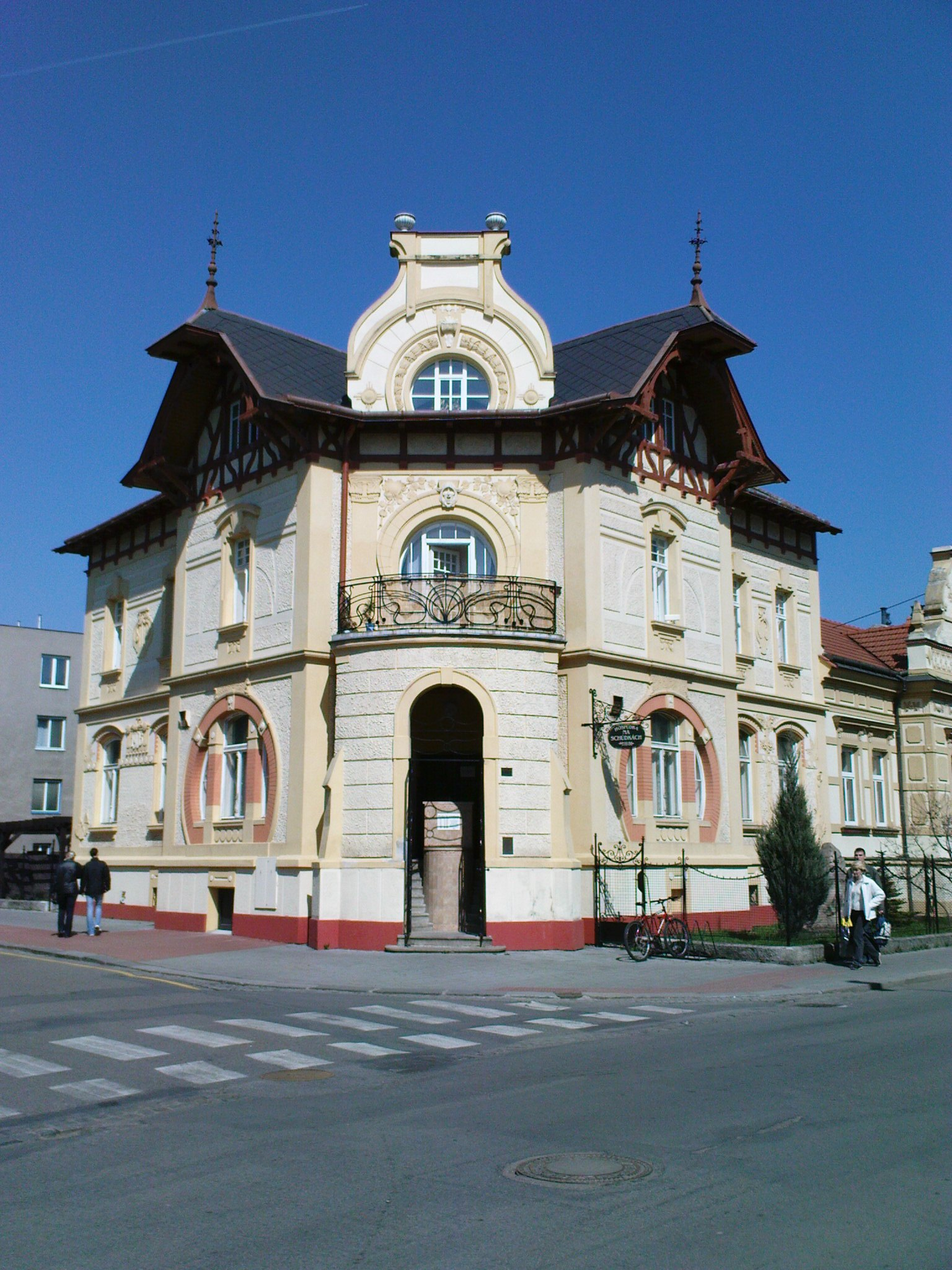
Hospůdka v Kroměříži

Hlavní znaky: vyvážení harmonie a kontrastu, průhlednost, dekorativnost a ornamentálnost s vlnícími se křivkami, záliba v neobyčejných barevných odstínech a v estetickém využití přírodních tvarů (listů, květů, lidských a zvířecích těl) i nových materiálů (železa, oceli, betonu a skla).
Sochařství: Stanislav Sucharda – pomník Františka Palackého v Praze, Ladislav Šaloun – sousoší Mistra Jana Husa na Staroměstském náměstí, Bohumil Kafka – Žižkův pomník v Praze a František Bílek – řada dřevěných soch a reliéfů.
Architektura: Victor Horta – Dům Tasselových v Bruselu, Hector Guimard – vstupy do pařížského metra, Antonín Balšánek a Osvald Polívka – Obecní dům v Praze.
Těžiště secese však nespočívalo ani tak v sochařství a v malbě, ale především v dekoraci a v užitém umění.
Výtvarné umění: Alfons Mucha – plakáty, cyklus obrazů Slovanská epopej, návrhy šperků a nábytku, Gustav Klimt – dekorativní malby, plakáty.
Užité umění: Émile Gallé – skleněné vázy, Charles Rennie Mackintosh – bytová zařízení.

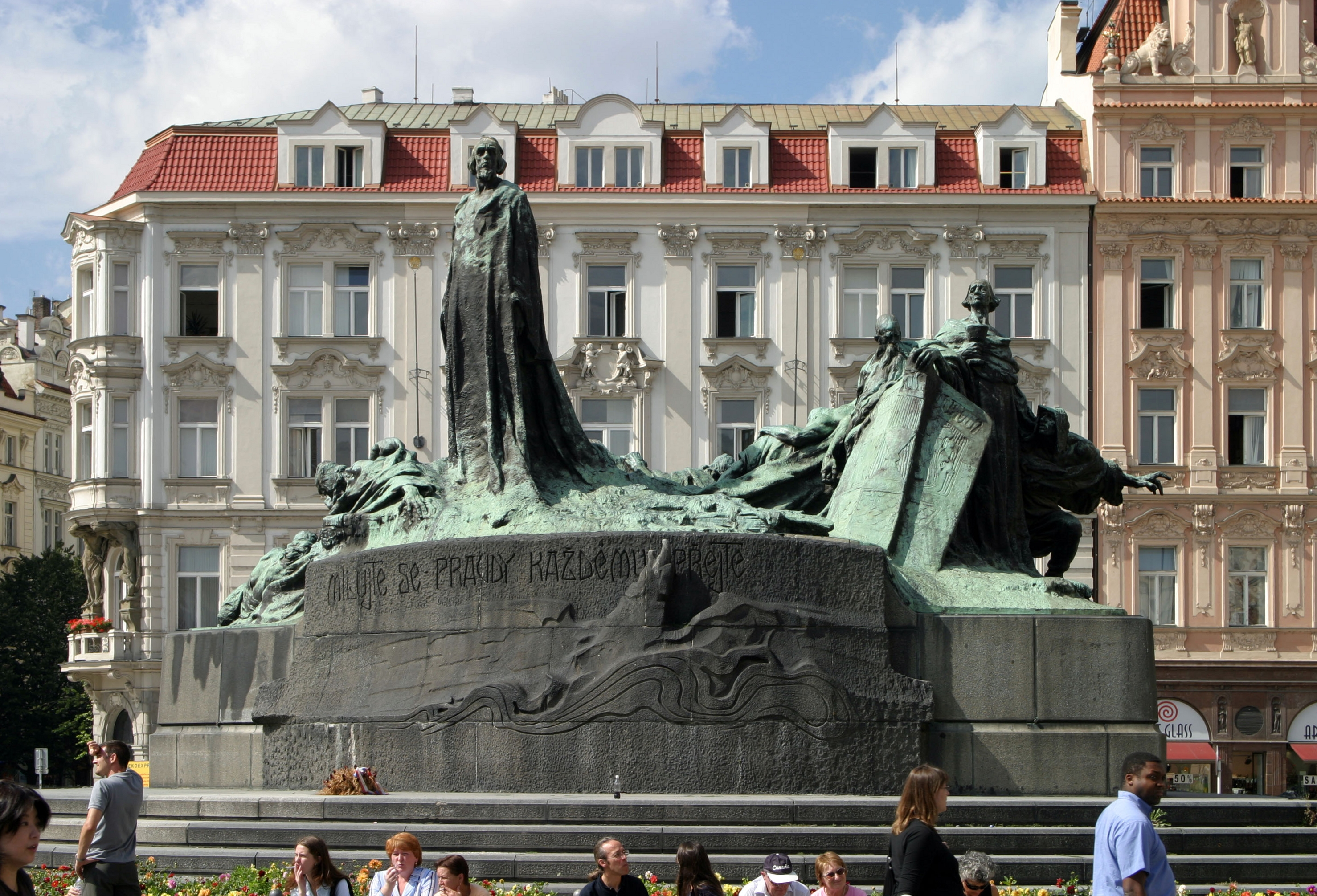
Ladislav Šaloun – Sousoší Jana Husa (1915)
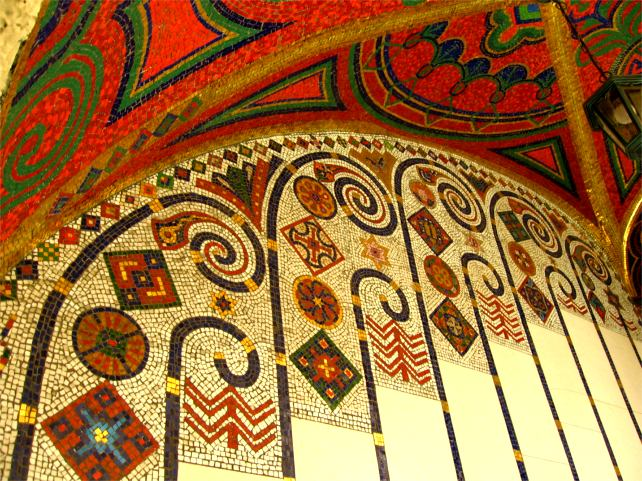
Josef Hoffmann, Vila Primavesi Olomouc (1917)
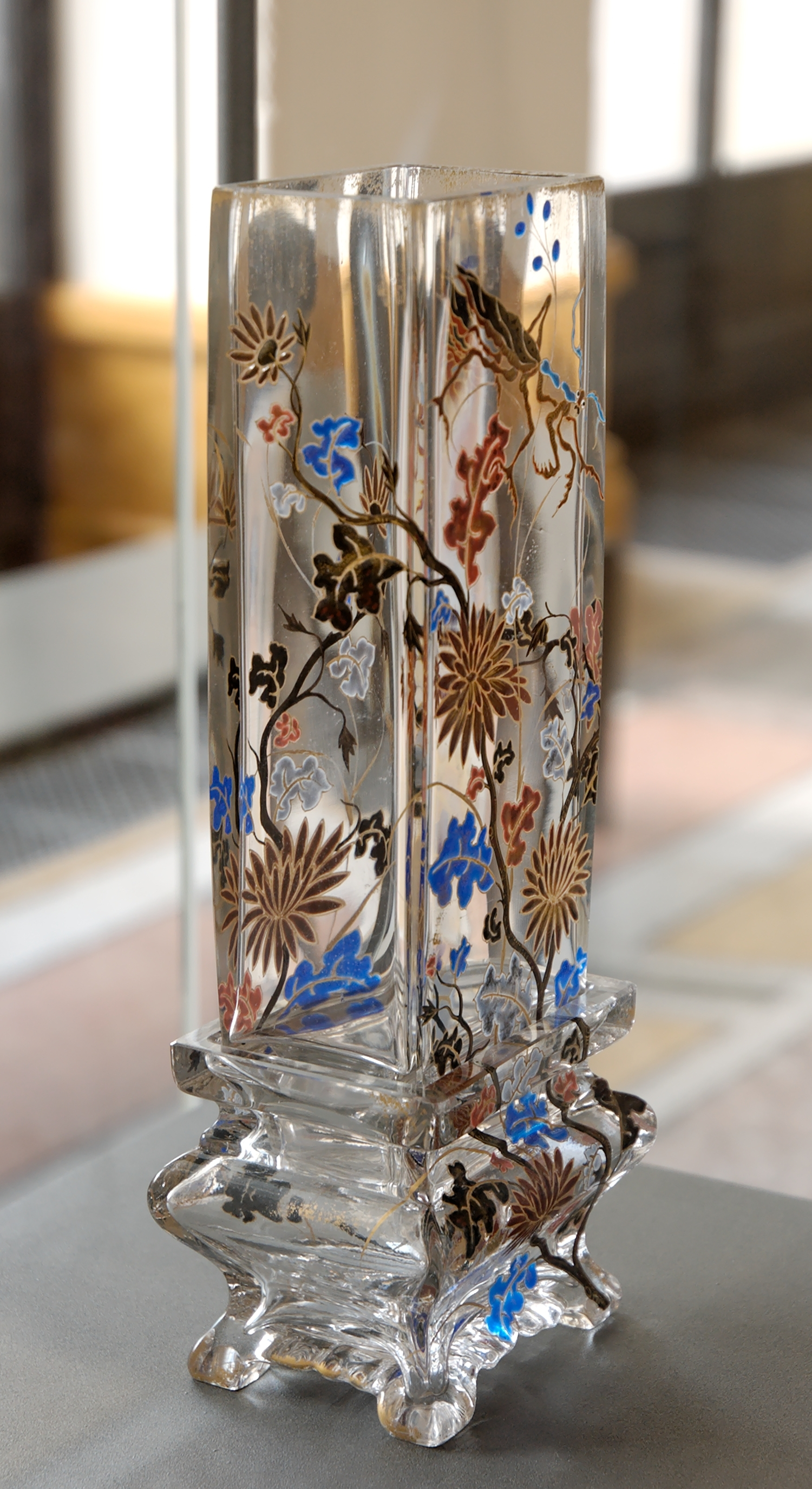
Émile Gallé – váza
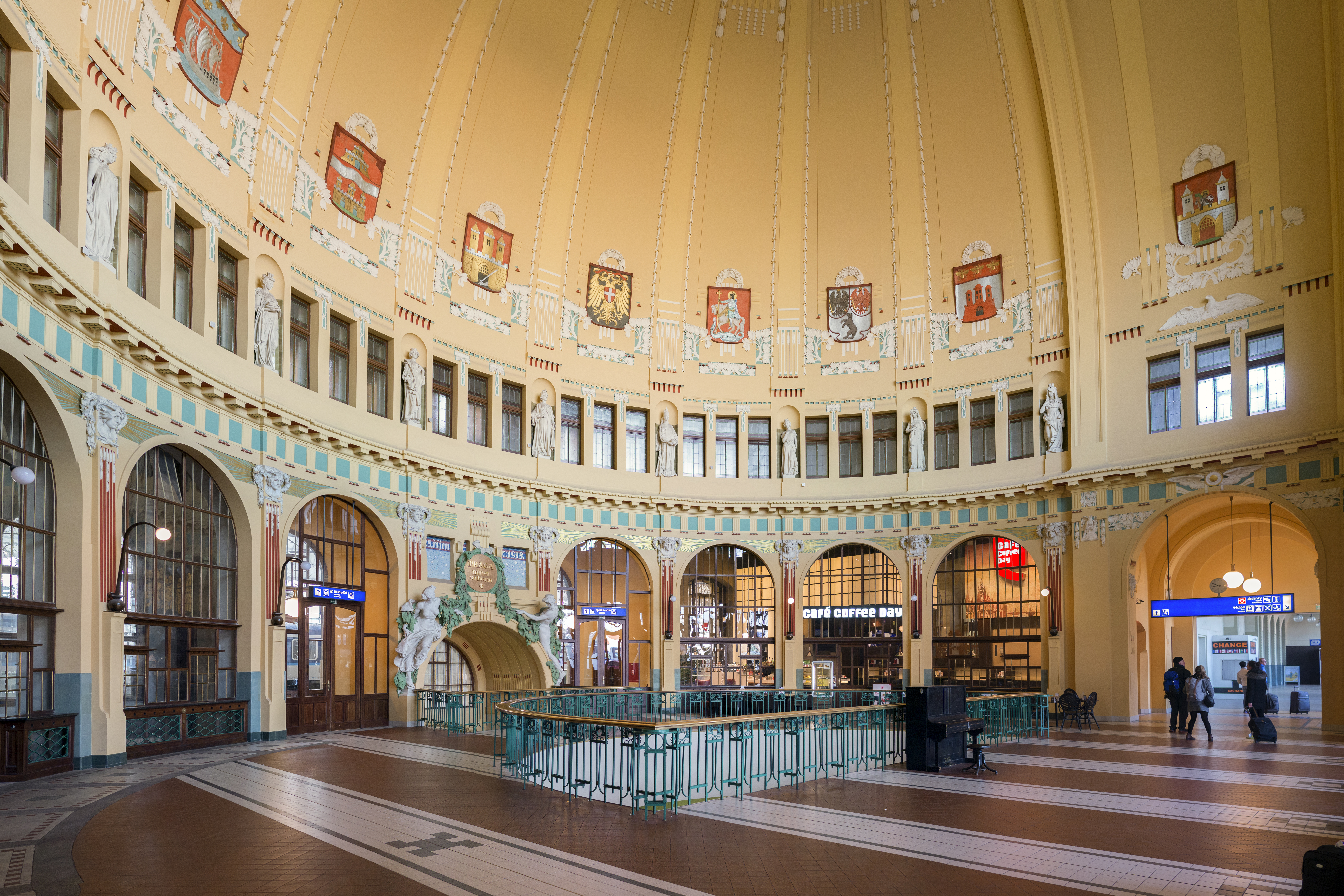
Josef Fanta – hala hlavního nádraží v Praze (1905)

### Kubismus

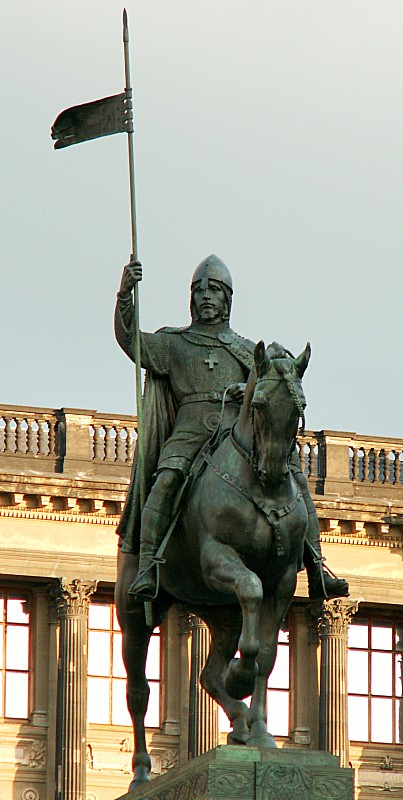
Josef Václav Myslbek, Svatý Václav

Kubismus (z lat. cubus, krychle) jako avantgardní umělecké hnutí, chápající výtvarné umění novým revolučním způsobem, vznikl po roce 1907 v Paříži, kde se tehdy shromáždili mladí umělci z celého světa.
Impulzem k vzniku kubismu byly práce dvou malířů, Španěla Pabla Picassa a Francouze Georga Braque, kteří kolem roku 1906 během svých studií v Paříži vytvořili několik kubistických plastik. Zpočátku pracovali nezávisle na sobě. Oba ovlivnil Paul Cézanne a africké domorodé umění.
Roku 1907 začali pracovat společně a zůstali spolu až do vypuknutí první světové války.

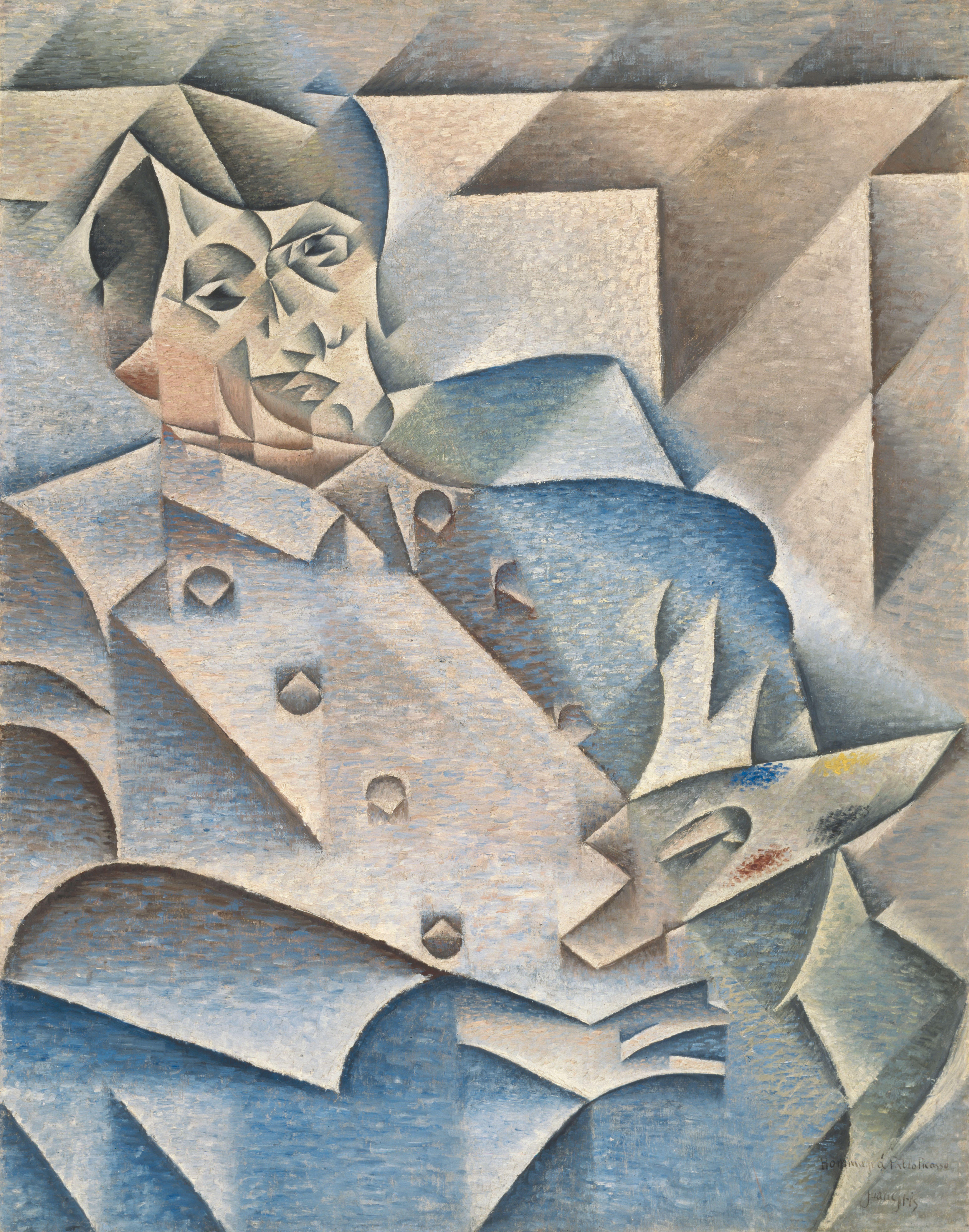
Juan Gris, Portrét Pabla Picassa (1912)

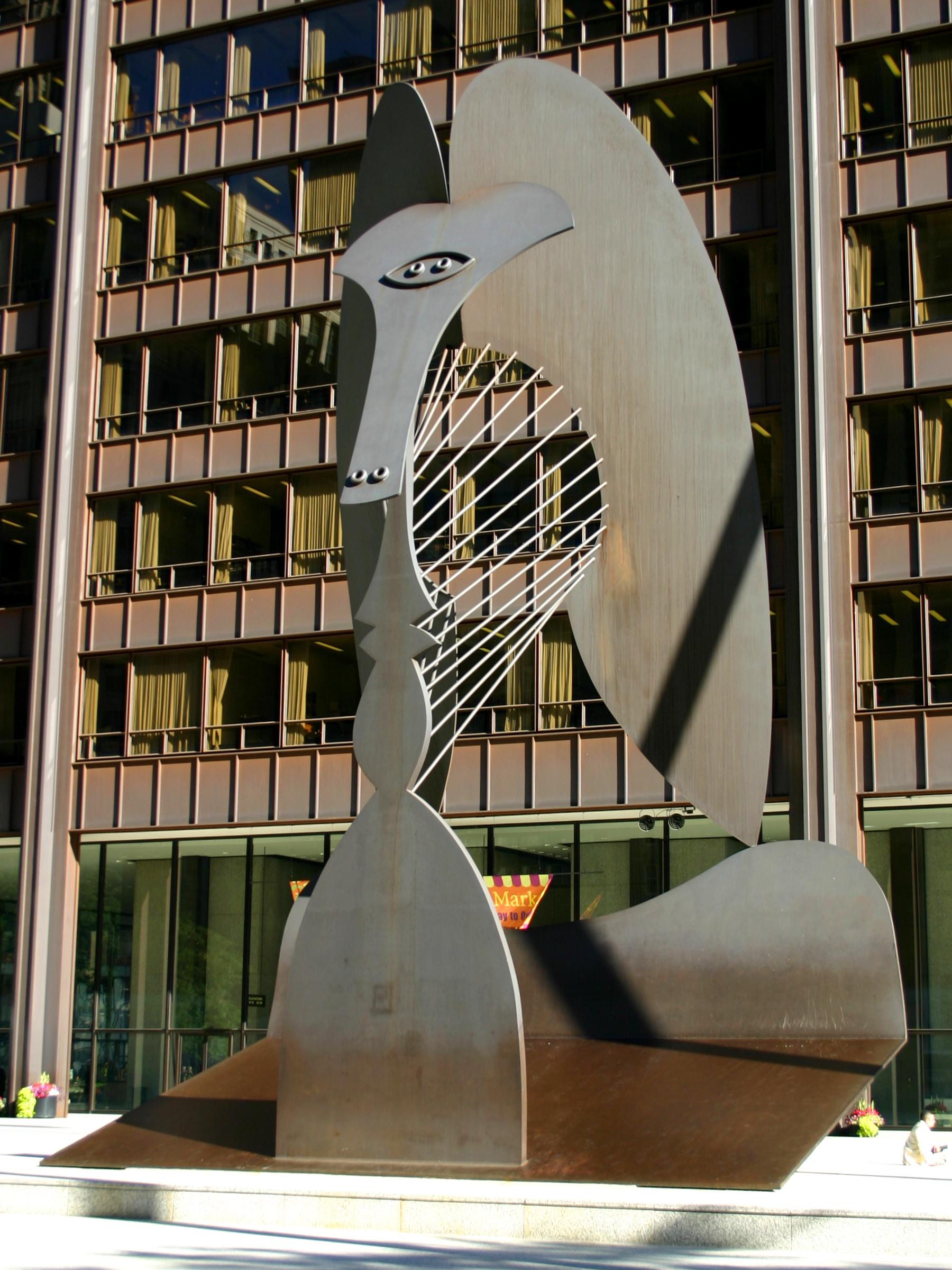
Pablo Picasso, Skulptura v Chicagu

Hlavní znaky: Kubistické prostorové koncepce díla spočívaly v rozkladu zobrazovaného předmětu na jednoduché geometrické tvary (především krychle) a v jejich opětovném skládání do obrazu. Zobrazené předměty pak působily dojmem, že jsou deformované a objevovaly se zároveň z několika pohledů. V jejich vzájemném vztahu pak vznikalo mnoho průhledů s neobvyklými úhly pohledu. Hlavy a figury byly utvářeny tak, aby se navzájem prolínaly jak v pohledu zepředu, tak i z boků. U soch komponovaných ze zjednodušených, téměř geometrických tvarů se tak uplatnily linie nápadně vystupujících hran a hlubokých prohlubní, které rozrušovaly celistvý dojem.

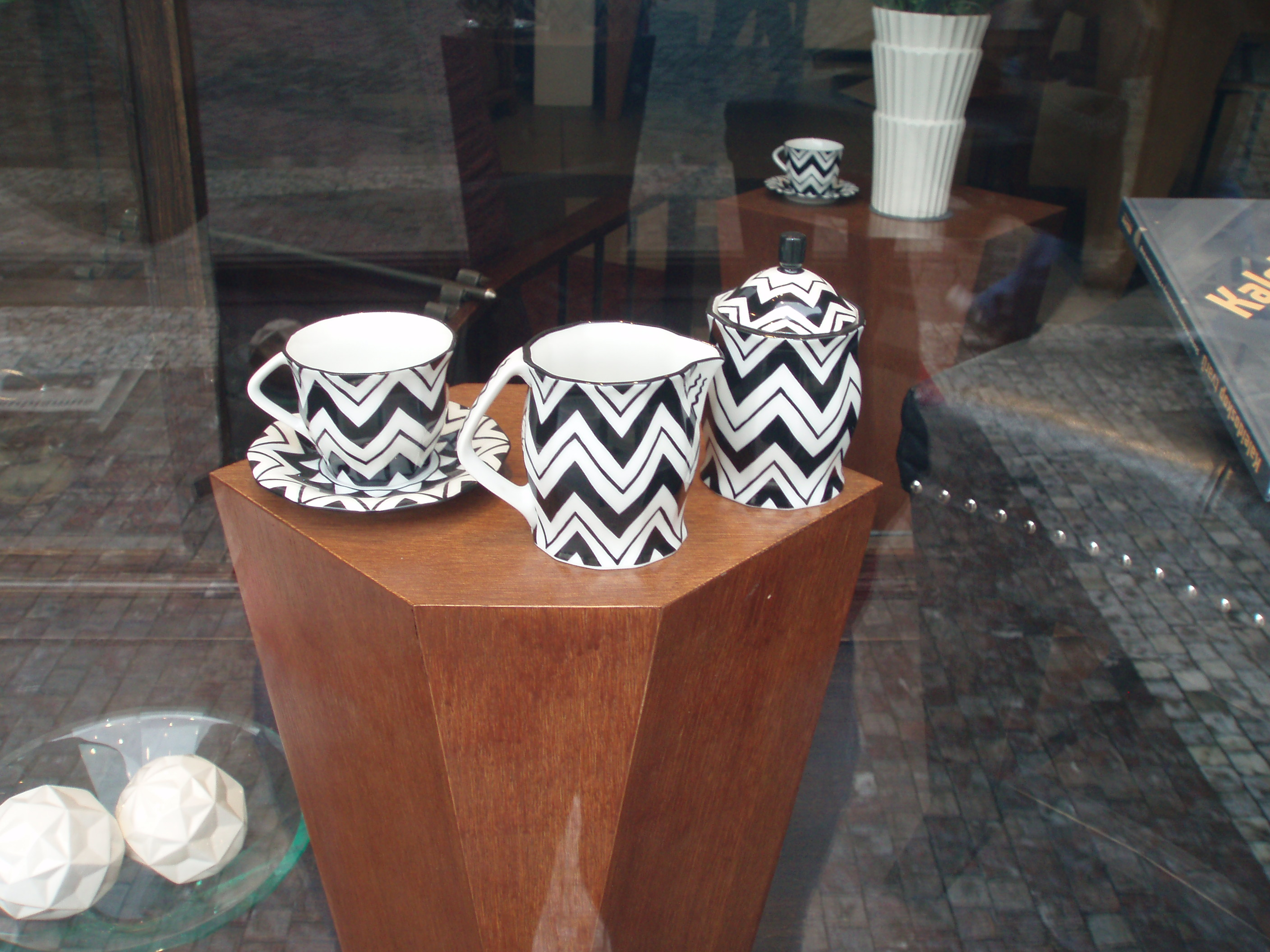
Kubistická keramika
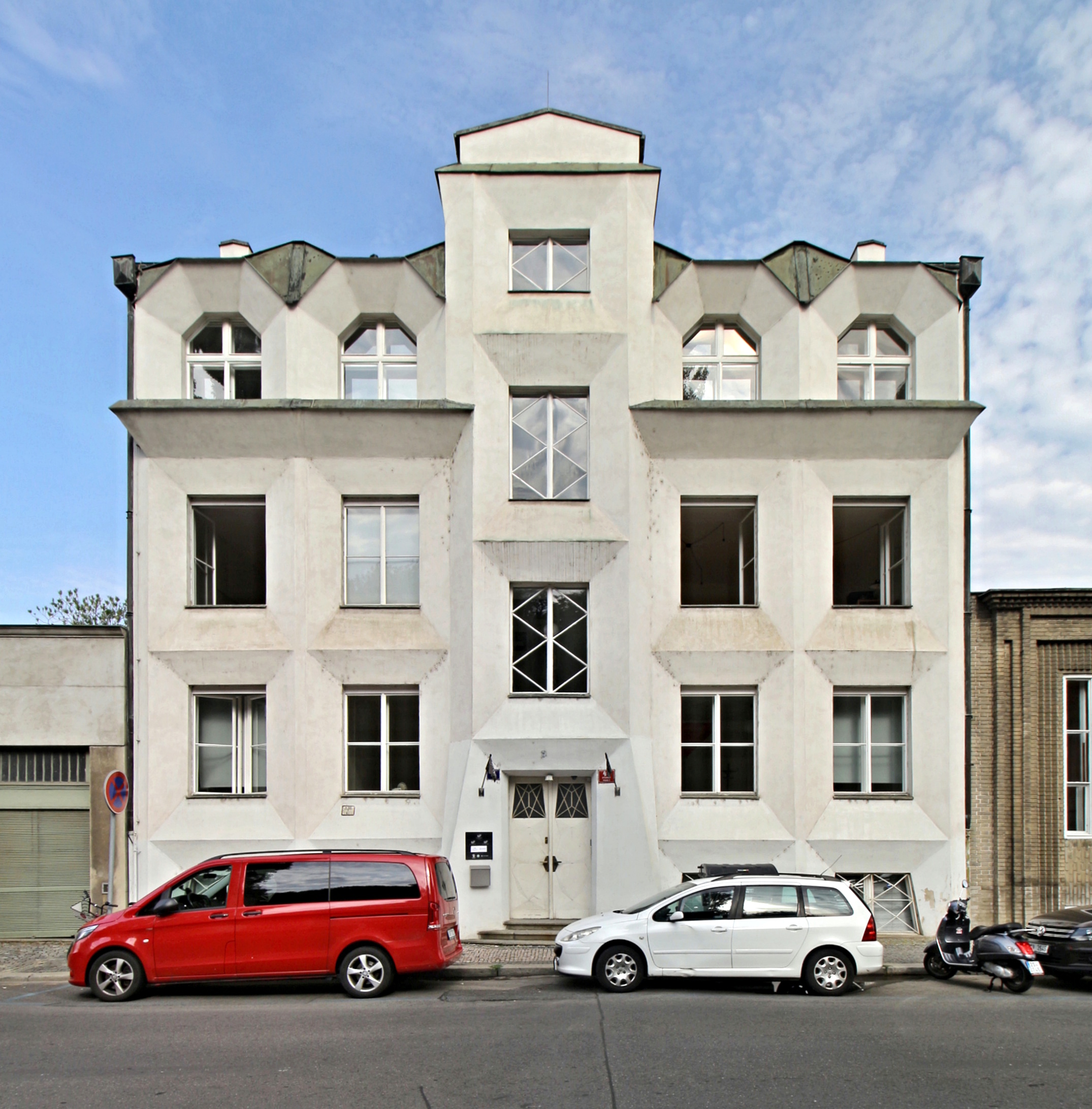
Josef Chochol, Kubistický dům v Praze (1912)
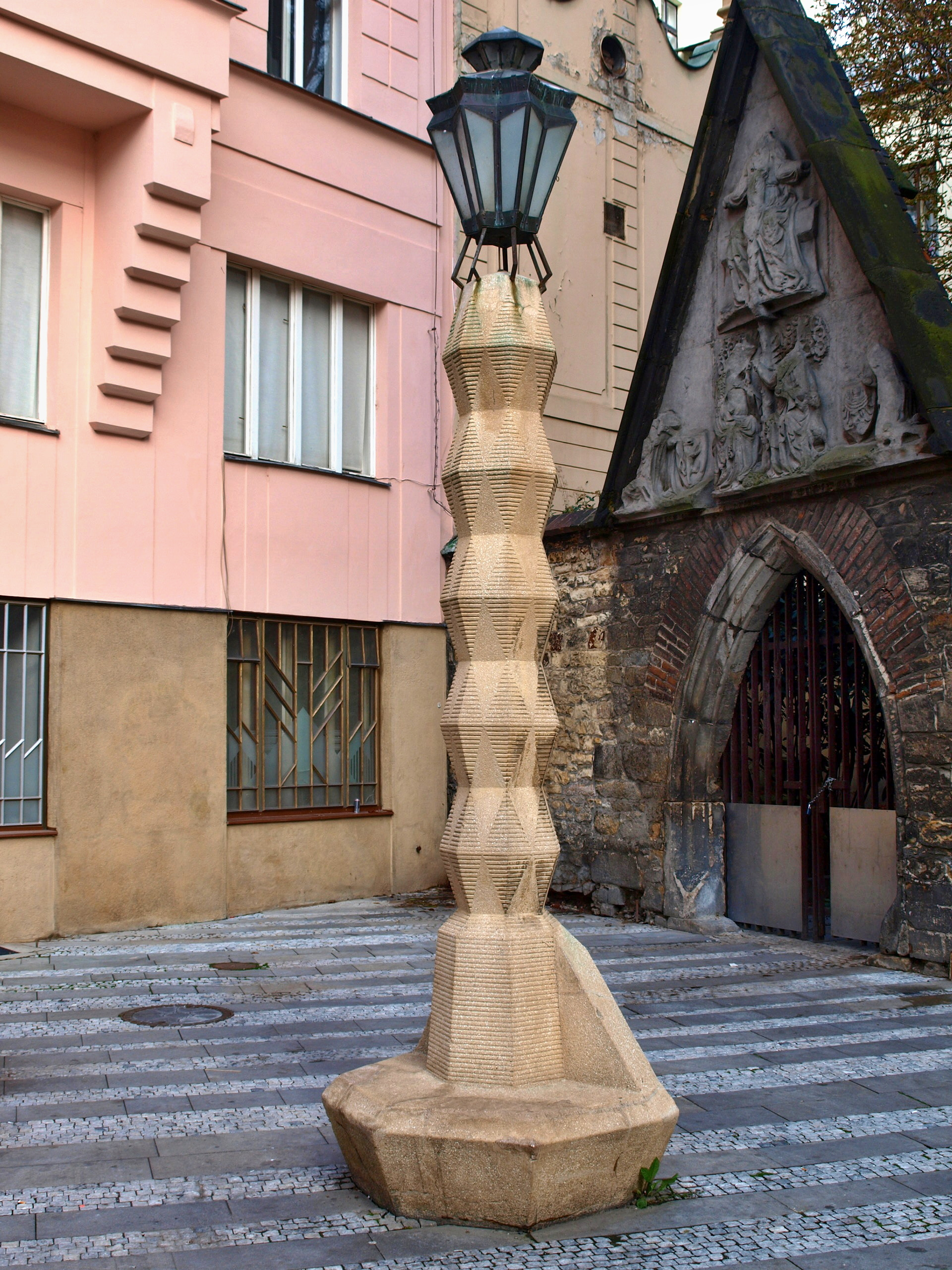
Kubistická lampa na Můstku v Praze
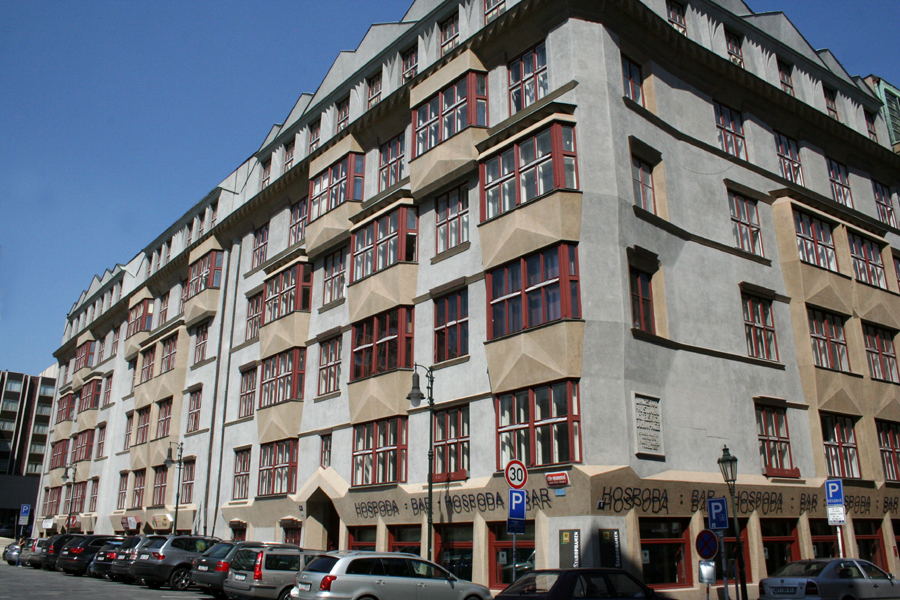
Otakar Novotný, Učitelské domy Praha 1, Elišky Krásnohorské 10-14

Vývoj kubismu prošel několika etapami: Pre-cubismem (1906–1909) se vznikem a objevováním kubistické perspektivy, analytickým kubismem (1909–1912) s přechodem k abstrakci s rozkladem a opětovným skládáním předmětů, Syntetickým kubismem (1912–1914) kdy se kubismus přiblížil abstrakci s předměty skládanými z linií a ploch a z orfismu, kdy již došlo k úplné abstrakci a využití barev a kdy se jednotlivé malířské prvky staly zcela nezávislými na realitě.
Sochařství: Po roce 1910 se kubistické hnutí rychle rozšířilo. K nové tvůrčí metodě se brzy hlásili noví sochaři: Francouz Henri Laurens, Litevec Jacques Lipchitz, Ukrajinec Alexander Archipenko, Rus Ossip Zadkine, Čech Otto Gutfreund a další, kteří v té době žili v Paříži.

### Novoklasicismus
Po první světové válce vznikl opět nový zájem o obnovení dávných sochařských tradic. Umělci hledali v dílech minulosti klid a novou jistotu. Vraceli se k idealizovaným figurám, aktům i k jasným, vyváženým tvarům.

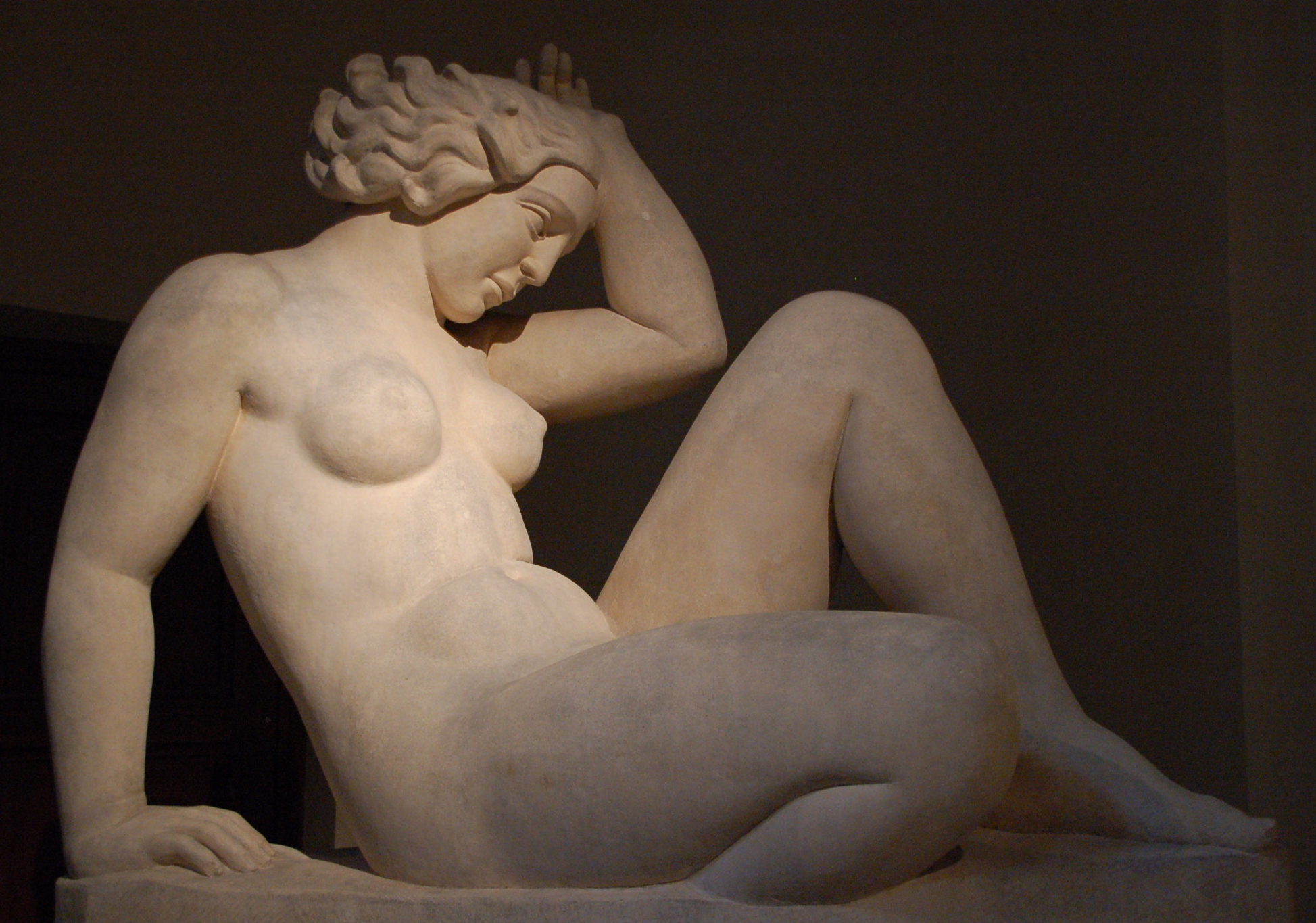
Aristide Maillol, Hora (1937)

Hlavní znaky: Stylová a tvarová kázeň a jednota, kompoziční vyváženost, přesnost a preciznost vyjádření, důraz na intelekt a svébytný tvar uměleckého díla.
Sochařství: V sochařství znamenal návrat ke klasicismu (po roce 1920 nazýván neoklasicismem) a k znovuobjevení antických námětů a harmonických forem. Přední osobností novoklasicismu byl francouzský sochař Aristide Maillol, který ovlivnil mimo jiné i Constantina Brâncușiho nebo Henry Moora, podobně jako svého celoživotního přítele Henri Matisse.
České sochařství: Velký vliv měli Josef Václav Myslbek, Jan Štursa, Karel Lidický, Marta Jirásková.

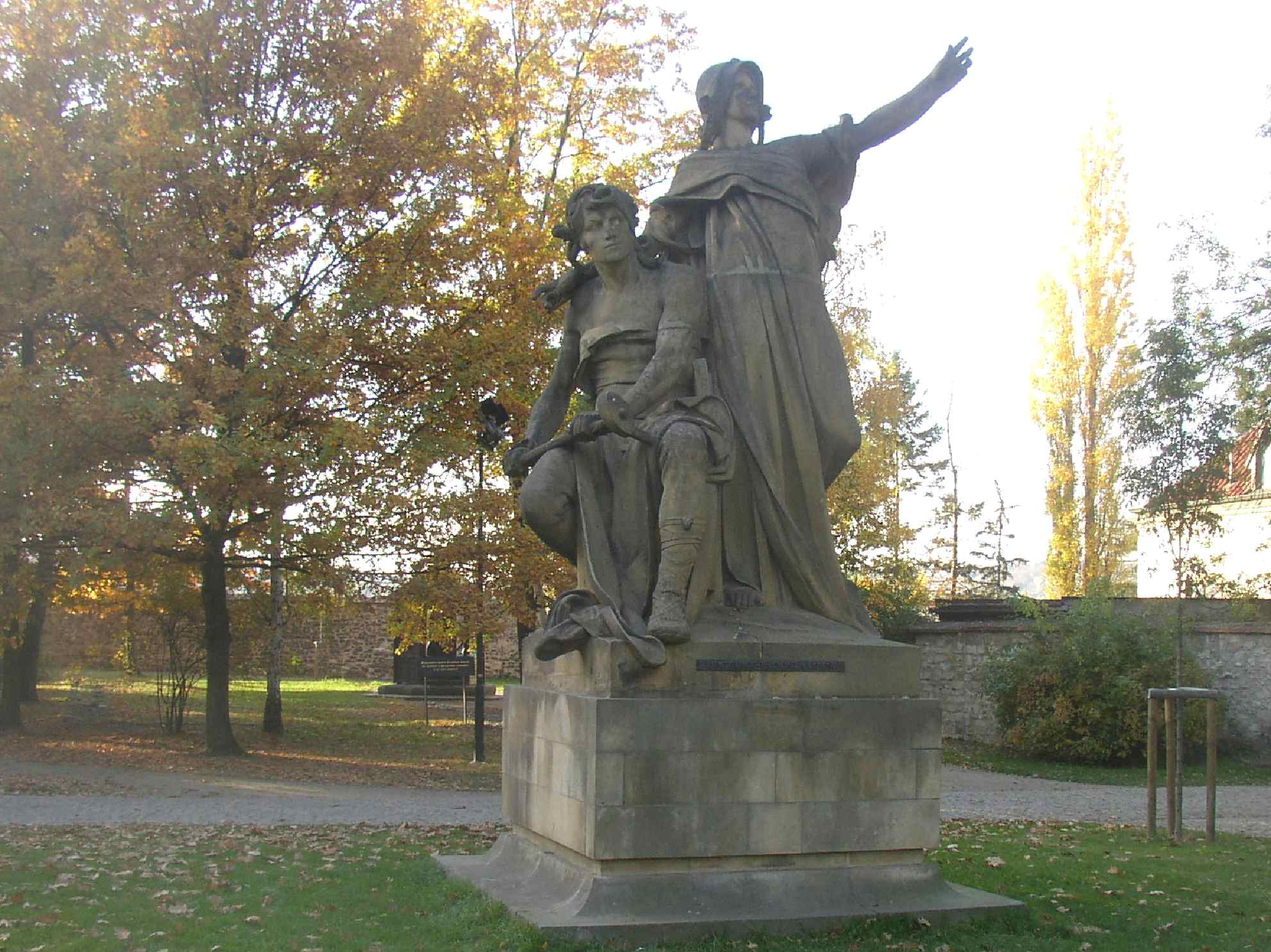
Josef Václav Myslbek – Přemysl a Libuše (1881-1897)
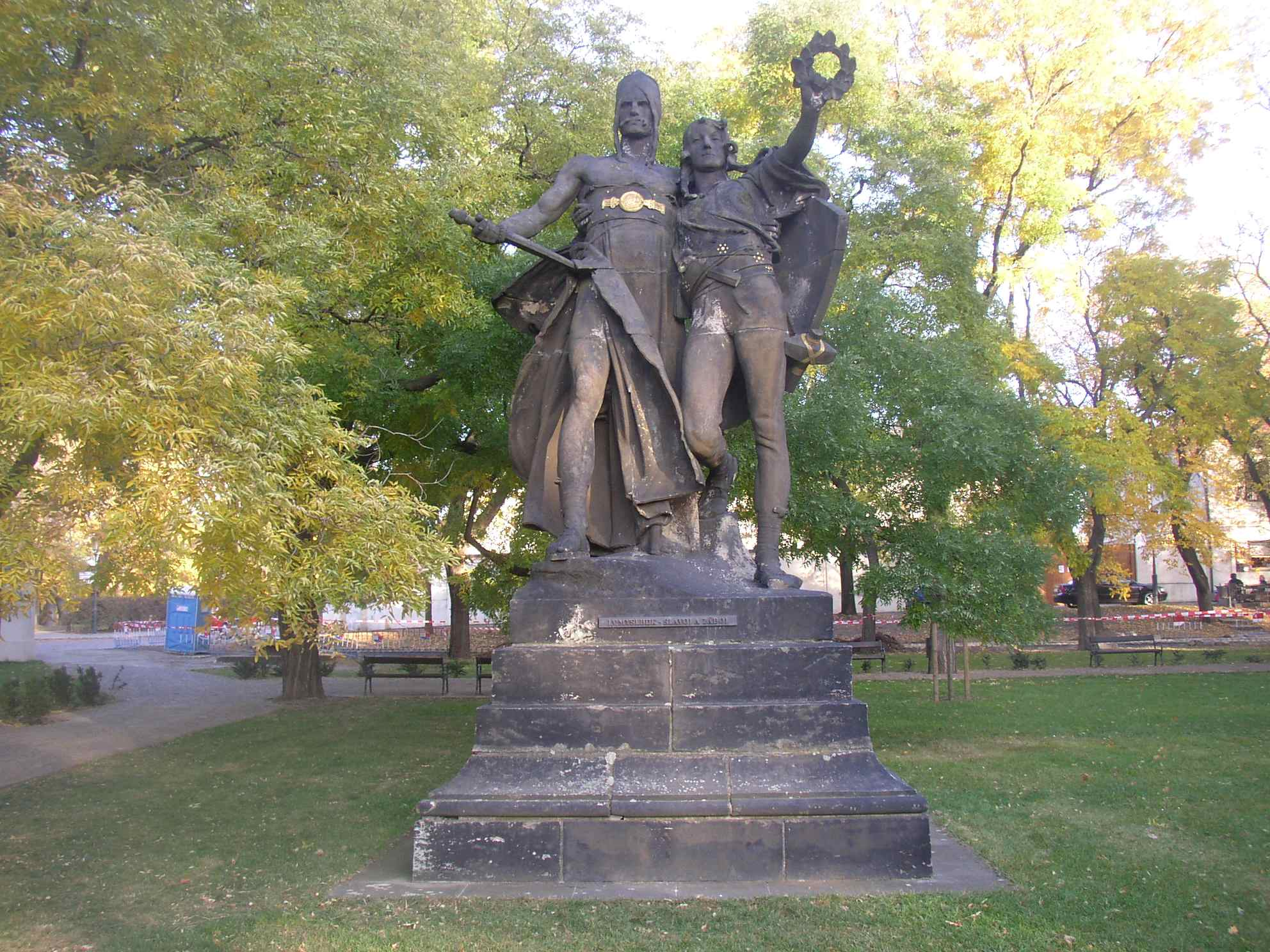
Josef Václav Myslbek – Záboj a Slavoj
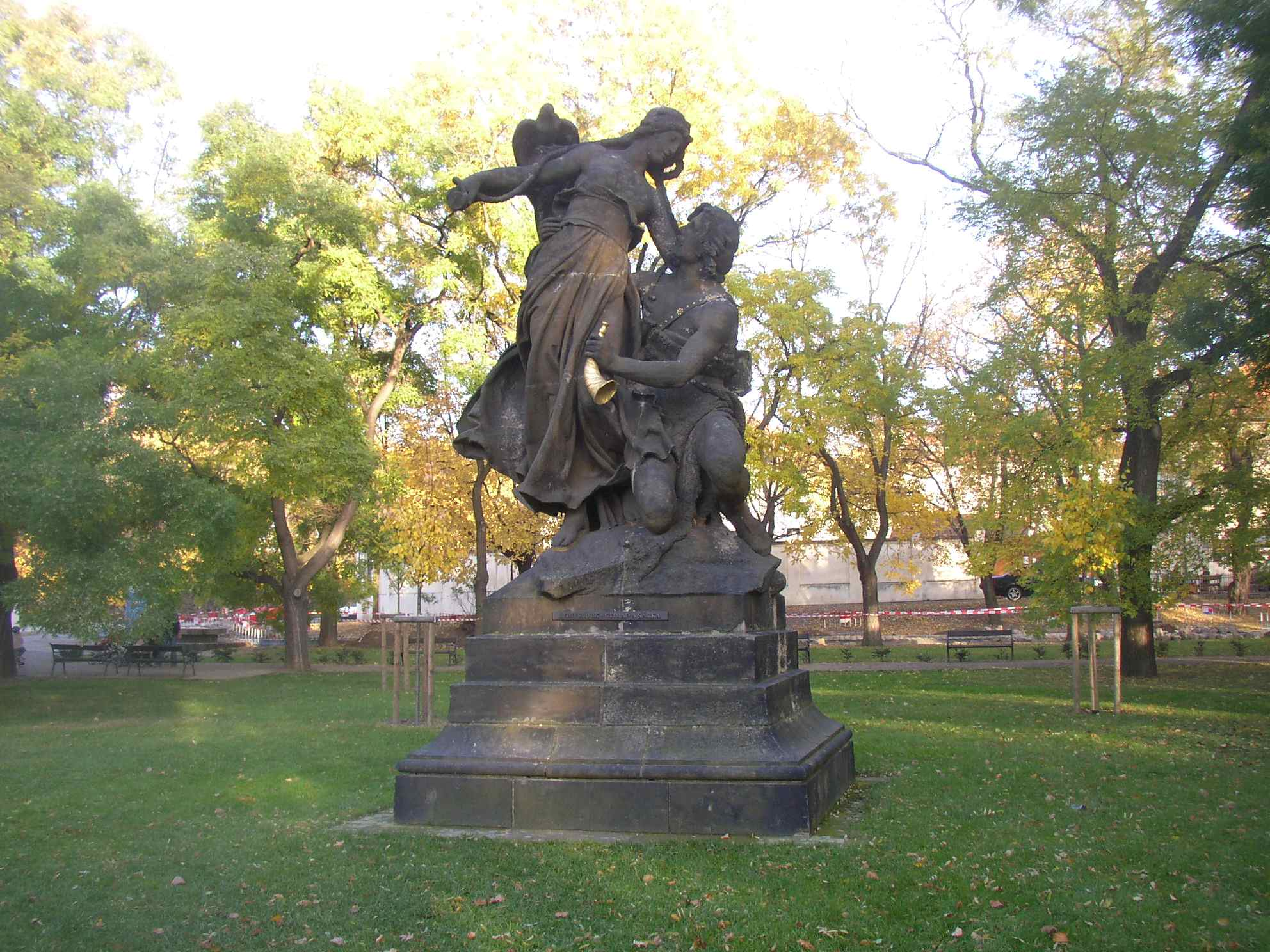
Josef Václav Myslbek – Ctirad a Šárka
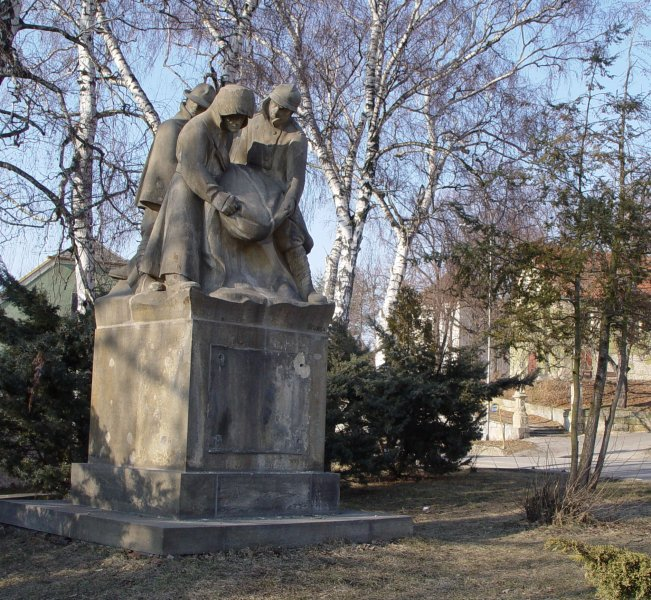
Jan Štursa – Pohřeb v Karpatech

### Expresionismus

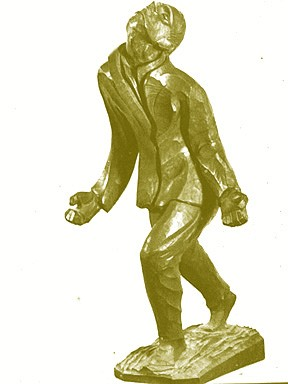
Leoš Kubíček – Zoufalství

Název expresionismus (francouzsky expression = výraz) vznikl kolem roku 1910 v Německu. Označoval umělecká díla, která zdůrazňovala silný výraz citu, individuální lidskou subjektivitu i společenskou a sociální kritiku.
Hlavní znaky: Expresionismus byl protikladem ke klidnému, tvarově neurčitému impresionismu. Podporoval vyjádření prudkých duševních hnutí a představoval uměleckou tendenci, snažící se co nejvěrněji zobrazit pochody v lidské mysli, emoce, city, vášně a pudy. Zabýval se otázkami ceny a důstojnosti lidského života v dobách těžkého pokoření národa. Projevoval rozhodný nesouhlas s ignorancí a bezcitností a hledal nové morálních hodnoty.
Umění: Expresionismus byl umělecký směr, který se projevoval zejména v umění výtvarném, v literatuře a v dramatické tvorbě. Odrážel jednak rostoucí zájem o subjektivní stavy a nálady i o jejich vyjádření navenek, jednak vzrušenou náladu doby před první světovou válkou, plné kulturních i sociálních rozporů. Do popředí se dostala technika dřevořezu a akvarelu v tvorbě skupin Die Brűcke (Most) a Der Blaue Reiter (Modrý jezdec). Druhou skupinu tvořili výtvarníci Vasilij Kandinskij a Paul Klee. Působili na Bauhausu a vzájemně se ovlivňovali. Za hlavního představitele expresionismu byl považován norský malíř Edvard Munch.
Sochařství: To, čeho malíři dosahovali barvou, mělo být v sochařství dosaženo klenutým objemem, napětím tvarů, nadsázkami i deformacemi. Najdeme to v dílech Rodinova současníka i odpůrce Francouze Antoine Bourdelle – Hérakles-lučištník v majetku Národní galerie, i v dílech Käthe Kollwitzové, která byla vynikající grafičkou, a zejména v tvorbě sochaře Ernsta Barlacha – sociální kritika.
 České sochařství mělo dvě podoby. První zdůrazňovala výrazuplný tvar, druhá pak sociálně kritické zaměření. Pod Bourdellovým vlivem pracovala řada českých umělců, na předním místě Jan Štursa, jehož práce se vyznačovaly nadsázkou i snahou o silný účinek formy. Přímým žákem Bourdellovým byl Otto Gutfreund. Sociální hledisko (Barlach) proniklo i do tvorby bratří Leoše a Josefa Kubíčkových, sochařů pracujících hlavně s dřevem.

### Nefigurativní umění
Vznik abstraktivismu – nefigurativního, abstraktního malířství a sochařství spadá do doby kolem roku 1910. V té době Vasilij Kandinskij namaloval v Mnichově svůj první abstraktní obraz. Vyhraněnou podobou se abstraktivismus projevil v architektuře jako konstruktivismus.

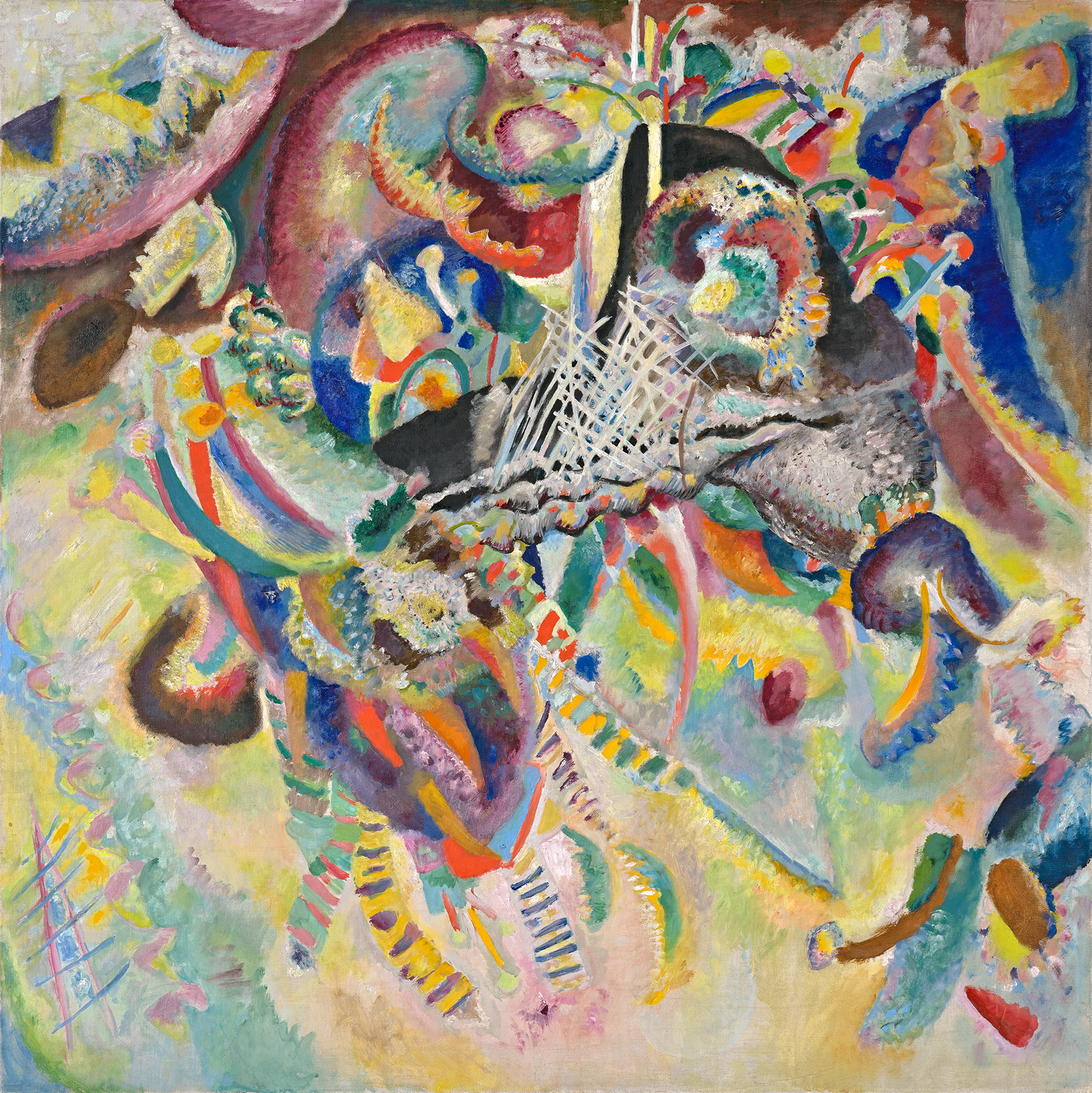
Vasilij Kandinskij, Fuga, 1914
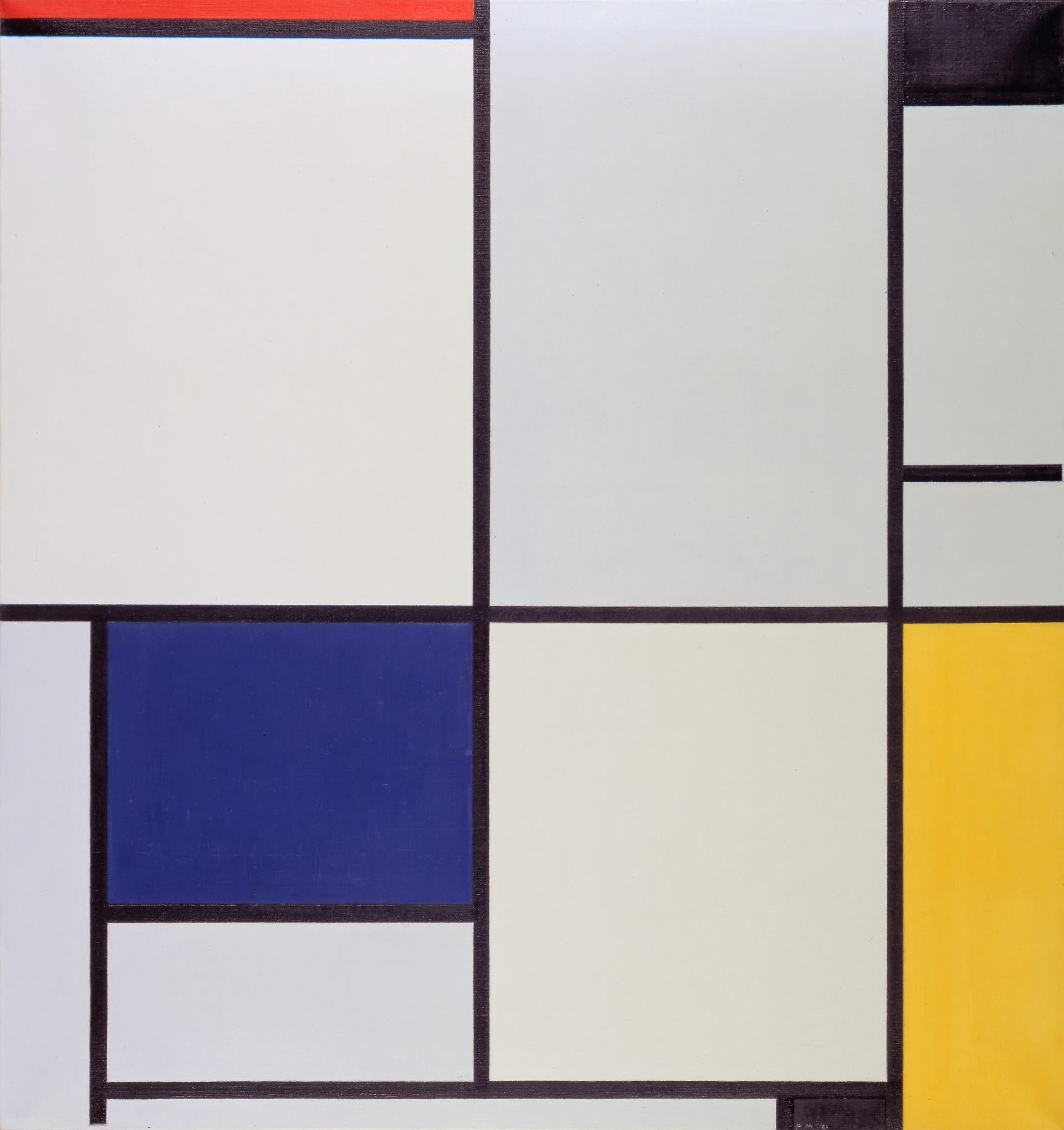
Piet Mondrian, Obraz I. (1921)

Hlavní znaky: Výtvarná díla, která nezobrazují smyslově vnímanou skutečnost, viditelné předměty nebo jevy, označujeme jako nefigurativní, nepředmětná, abstraktní. Taková díla jsou kompozicemi „čistých" forem, geometrických nebo přírodních (organických). I ony však chtějí zachytit něco skutečného, například duševní stav, přírodní děj nebo výtvarný řád. Například rumunský sochař Constantin Brancusi soustavně hledal nejzákladnější přírodní formy. Své sochy postupně oprostil od všech detailů. Dospěl k hlavě (vejci), ptáku (vřetenu), rybě (oválu). Jindy pro své sochy využil geometrických tvarů (polokoule, hranoly, komolé jehlany, šroubové plochy).
Sochařství a malířství: Nejvýznamnější nepředmětná díla vytvořili například Vasilij Kandinskij, Piet Mondrian, Kazimir Malevič a mezi prvními i František Kupka. Příznivce našel nový směr i v německém sochaři Hansi Arpovi a v průbojném anglickém sochaři Henry Kokrovovi.
České sochařství: Před rokem 1950 nebyl v Čechách sochař, který by se cele věnoval abstraktní tvorbě. Nepředmětné plastiky lze nalézt v díle Hany Wichterlové, Vincence Makovského a Bedřicha Stefana. Teprve další generace výtvarných umělců se dočasně věnovala ve větší míře nefigurativní tvorbě.

### Konstruktivismus
Konstruktivismus vznikl jako architektonické a umělecké hnutí v Rusku na sklonku první světové války kolem roku 1917. K jeho zakladatelům patřil především ruský avantgardní umělec Vladimir Tatlin – socha zvaná: „Věž třetí internacionály“. Spoluzakladatelem byl sovětský konstruktivista a fotograf Alexandr Ročenko.

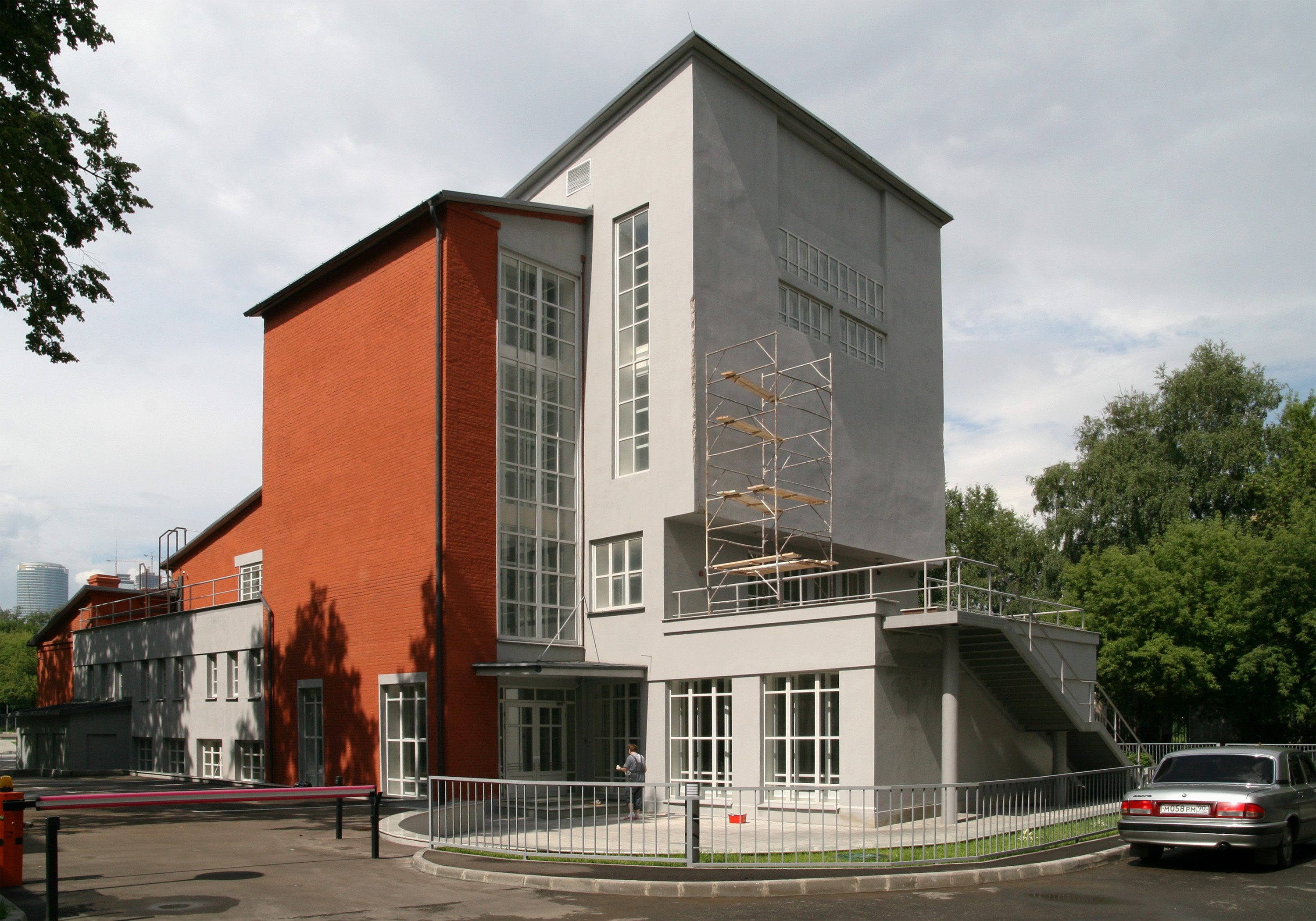
Konstantin Melnikov - Frunze klub

Hlavní znaky: Byl to styl, který přeceňoval konstrukce na úkor ostatních složek. Zdůrazňoval technickou dokonalost, krásu hmoty a účelnost stavby. Prolínal se s raným funkcionalismem. Na rozdíl od něj však kladl větší důraz na dynamismus (vertikalitu konstrukcí, diagonály).
Architektura a technika: Styl měl blízko k architektuře a k světu strojů. Jeho základem byla geometrie přímek, ploch, kružnic, hranolů a křivek v prostoru. Významným ruským konstruktivistickým architektem byl Konstantin Melnikov.
České sochařství: V Čechách měl konstruktivismus ohlas zejména v architektuře. Do sochařství pronikal v tvorbě Zdeňka Pešánka, který se zabýval tvorbou světelných objektů. Roku 1930 vytvořil pohyblivý (kinetický) světelný "pomník"- pro transformační stanici v Praze. Po roce 1960 konstruktivistické postupy uplatnilo již více sochařů: architekt El Lisický, bratři Naum Gabo (vlastním jménem Nahum Pevsner) a Anton Pevsner. Oba po Říjnové revoluci pracovali v Moskvě a později emigrovali do Paříže.

### Purismus

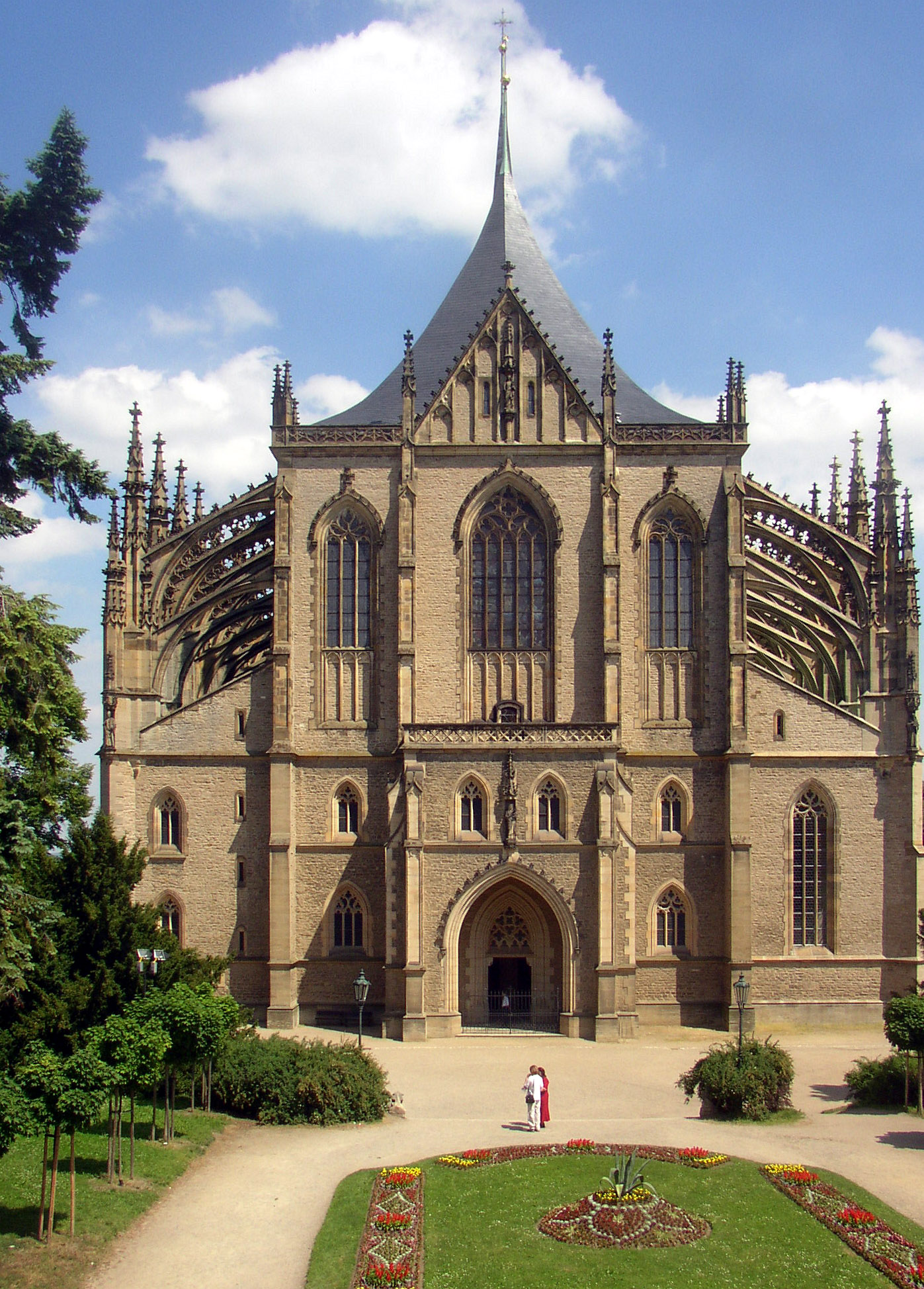
Rekonstrukce průčelí chrámu svaté Barbory v Kutné Hoře

Architektonický purismus (z latinského purus = čistý) byl jako úsilí o stylovou čistotu uplatňován v historizující architektuře a v obnově historických památek v 19. století. Další pojem purismus se používá ve 20. století v architektuře – v české architektuře představitelé puristické čtyřky ve 20. a 30. letech – Jaroslav Fragner, Evžen Linhart, Karel Honzík, Vít Obrtel.

Dostavba průčelí katedrály svatého Víta, Václava a Vojtěcha v Praze

Hlavní znaky: Purismus byl reprezentován dvěma směry. Bylo pro něj v 19. století charakteristické přísné lpění na tzv. čistém slohu, které se projevovalo odstraňováním veškerých pozdějších úprav. Proti takovému přístupu vystupovali zastánci analytické památkové péče Alois Riégl a Max Dvořák. Tyto zásahy na jedné straně doslova fyzicky zachránily rekonstruované stavby před rozpadem a v přeměnu ve zříceniny (Karlštejn). Na druhé straně však také znamenaly velice výrazné poškození historické podoby stavby. Přičemž velmi často spíš než o návrat k původní podobě stavby šlo o realizaci romantických představ a de facto i falšování historické podoby obnovovaných budov.
V Čechách byl významným neogotickým restaurátorem v puristickém duchu např. Josef Mocker, který rekonstruoval řadu středověkých památek.

### Dadaismus
Dadaismus se zrodil uprostřed první světové války (1914–1918) ve Švýcarsku a v USA jako protest proti nesmyslnému vraždění na válečných frontách. Tvořili ho sochaři, malíři a básníci, kteří se uchýlili do Švýcarska, do země, která nevedla válku. Po roce 1918 se hnutí rychle rozšířilo do dalších zemí, především do Německa a do USA. K dadaistům se přihlásil Hans Arp, v Německu byl jeho šiřitelem Kurt Schwitters, ve Francii a v USA Marcel Duchamp.
Hlavní znaky: Dadaisté popírali vše, co bylo vytvořeno v uměleckých ateliérech, vytvářeli si vlastní vztah k hmotě a k materiálům i předmětům, které je obklopovaly. Netvořili sochy, ale montovali objekty. Využívali náhod, překvapení a hry bez pravidel, které vedly k souvislostem vymykajícím se racionálnímu chápání. Objevili nové tvůrčí metody – koláže, ready-made (předem zhotovené).

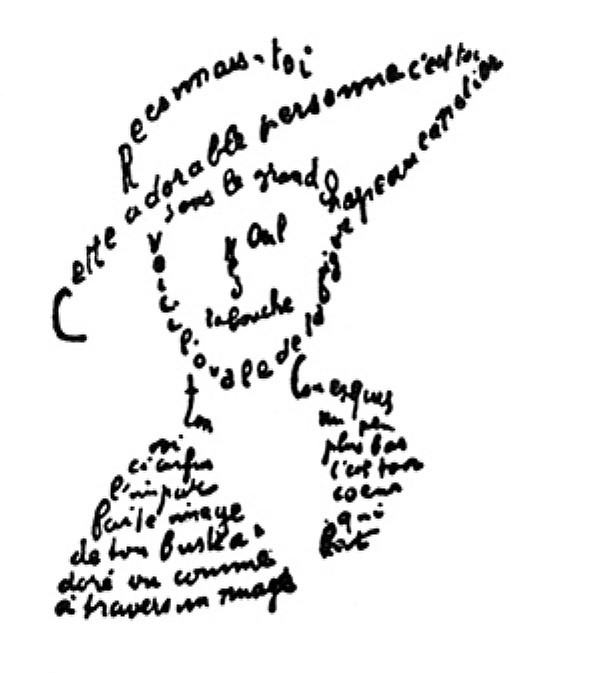
Guillaume Apollinaire – kaligrafie
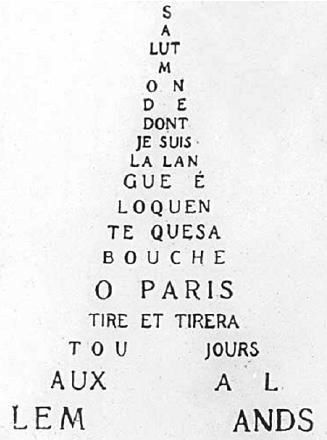
Guillaume Apollinaire – kaligrafie
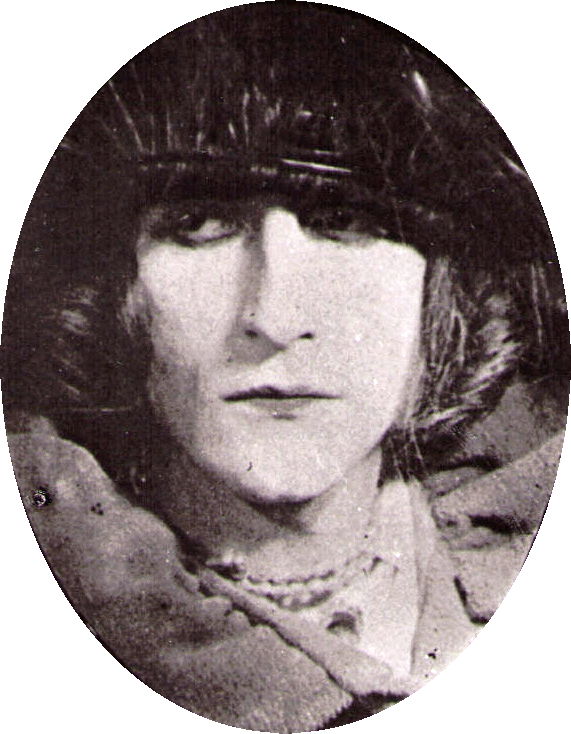
Man Ray – Rose Sélavy
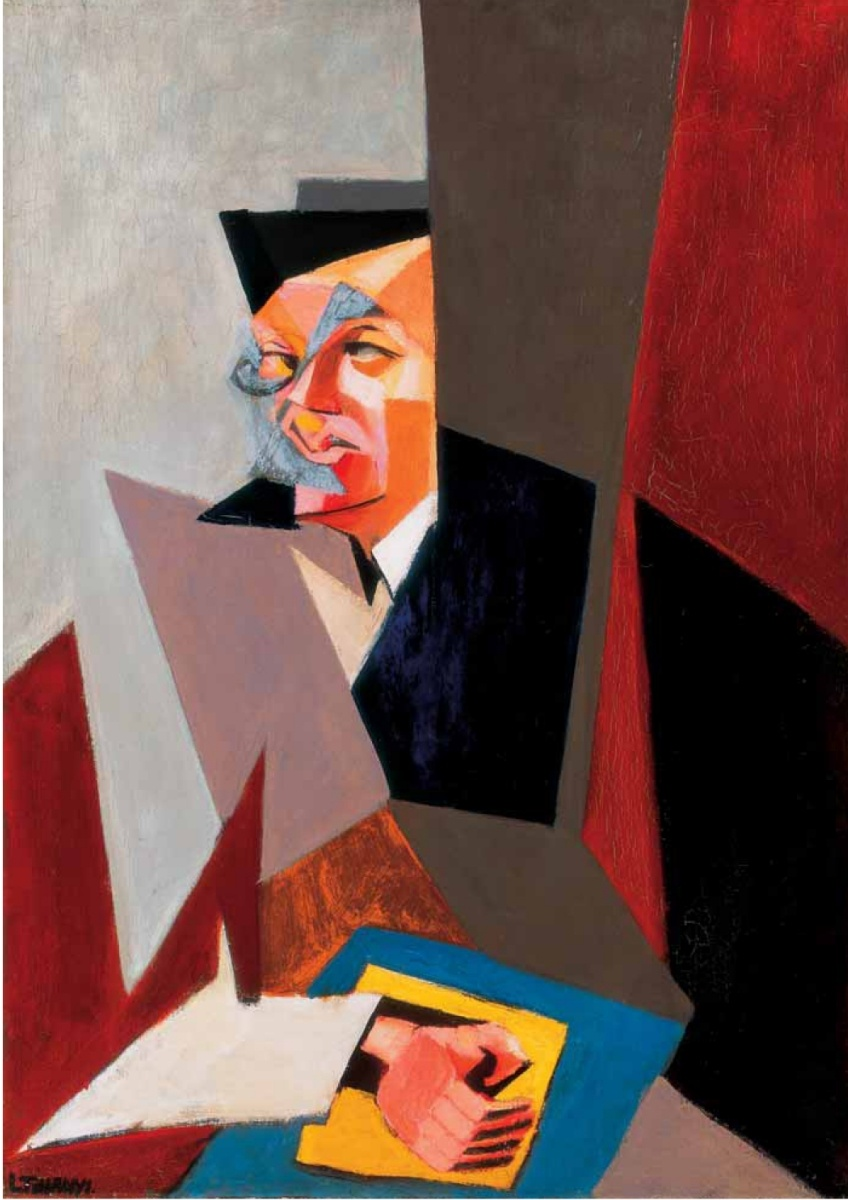
Tristan Tzara – Tihanyi
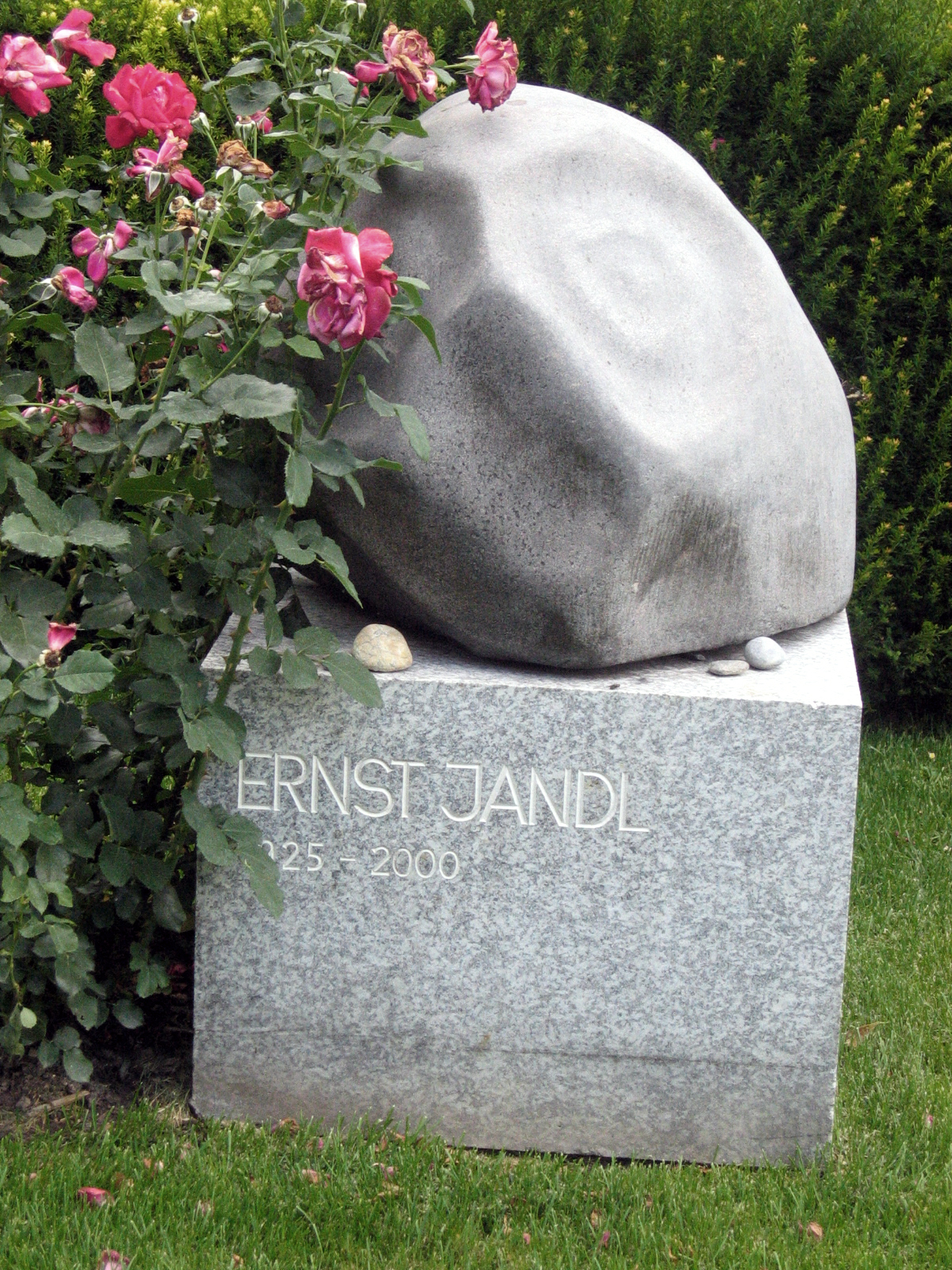
Ernst Jandl – hřbitov

Výtvarná umění: Kurt Schwitters se proslavil reliéfními objekty z odpadového materiálu (dřeva, papíru apod.), kterým dal název Merz. Marcel Duchamp byl vyhraněným odpůrcem všeho "klasického". Obesílal výstavy jen běžně nalezenými předměty. Bez jakékoli úpravy je prohlásil za hotová výtvarná díla a dal jim jméno ready-made.
Dadaismus v Čechách: V českém umění zapůsobil dadaismus převážně na básníky. Ohlas mezi výtvarníky našel až teprve ve spojení se surrealismem.

### Futurismus
Futurismus (latinsky futurus = budoucí), umělecký směr stojící na počátku avantgardy, dostal jméno roku 1909, když italský básník a spisovatel Filippo Tommaso Marinetti zveřejnil v pařížském listu Le Figaro „Manifest futurismu".

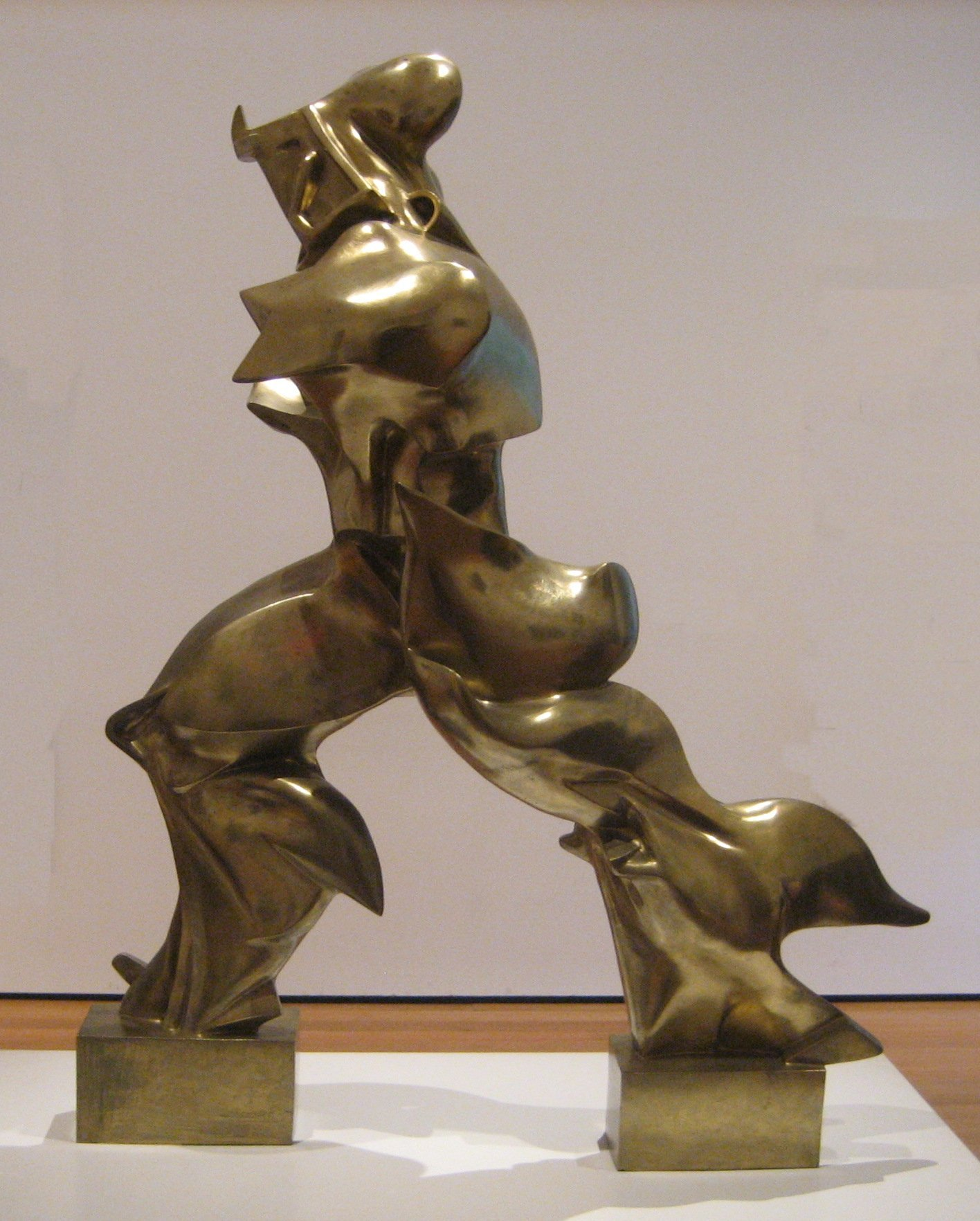
Umberto Boccioni – socha 01 „Jedinečné tvary kontinuity v prostoru"
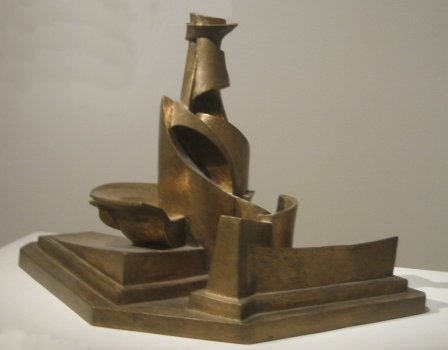
Umberto Boccioni – socha 02 „Vývoj láhve v prostoru"
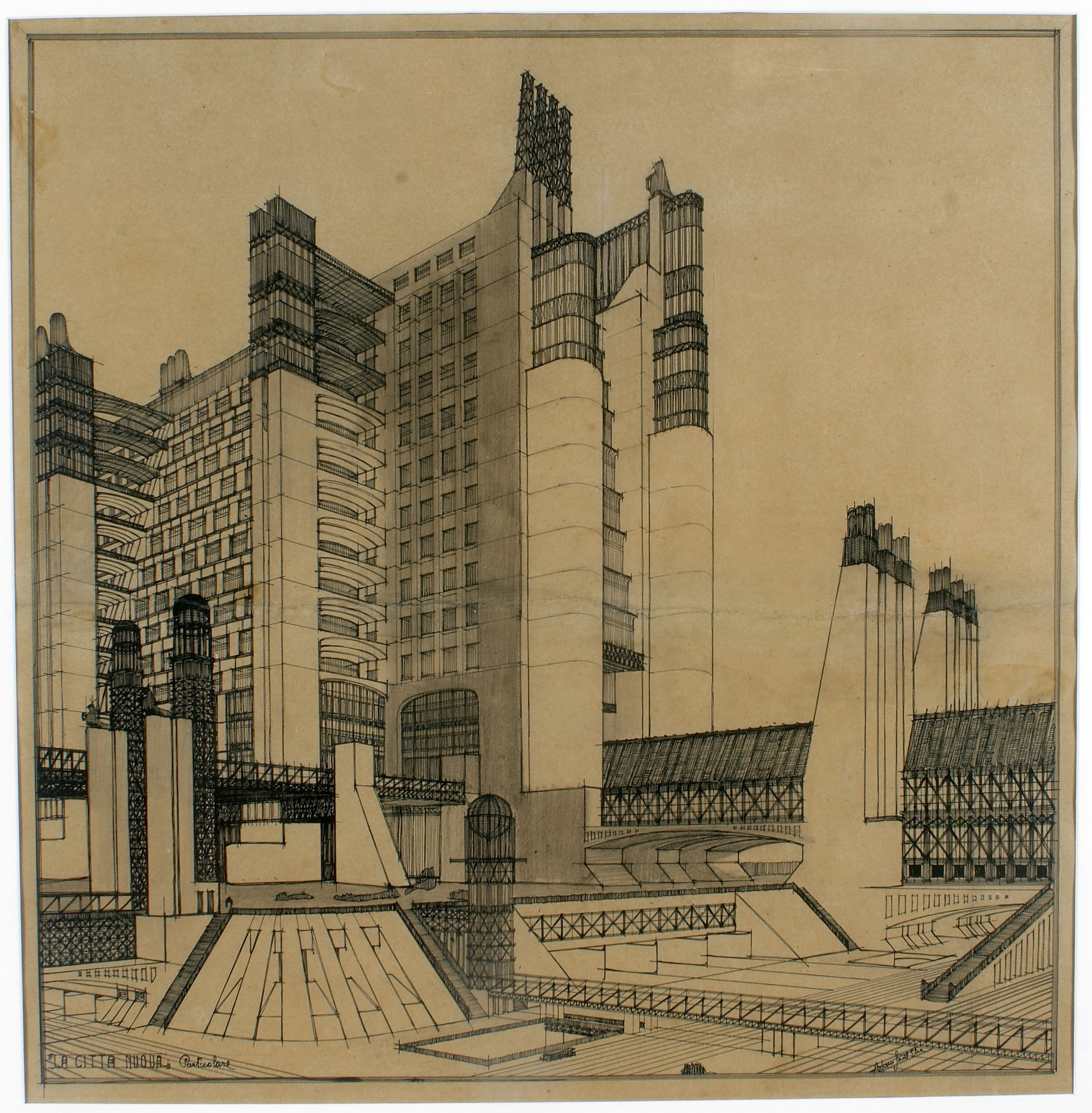
Antonio Sant Elia – stavba 01 (1914)
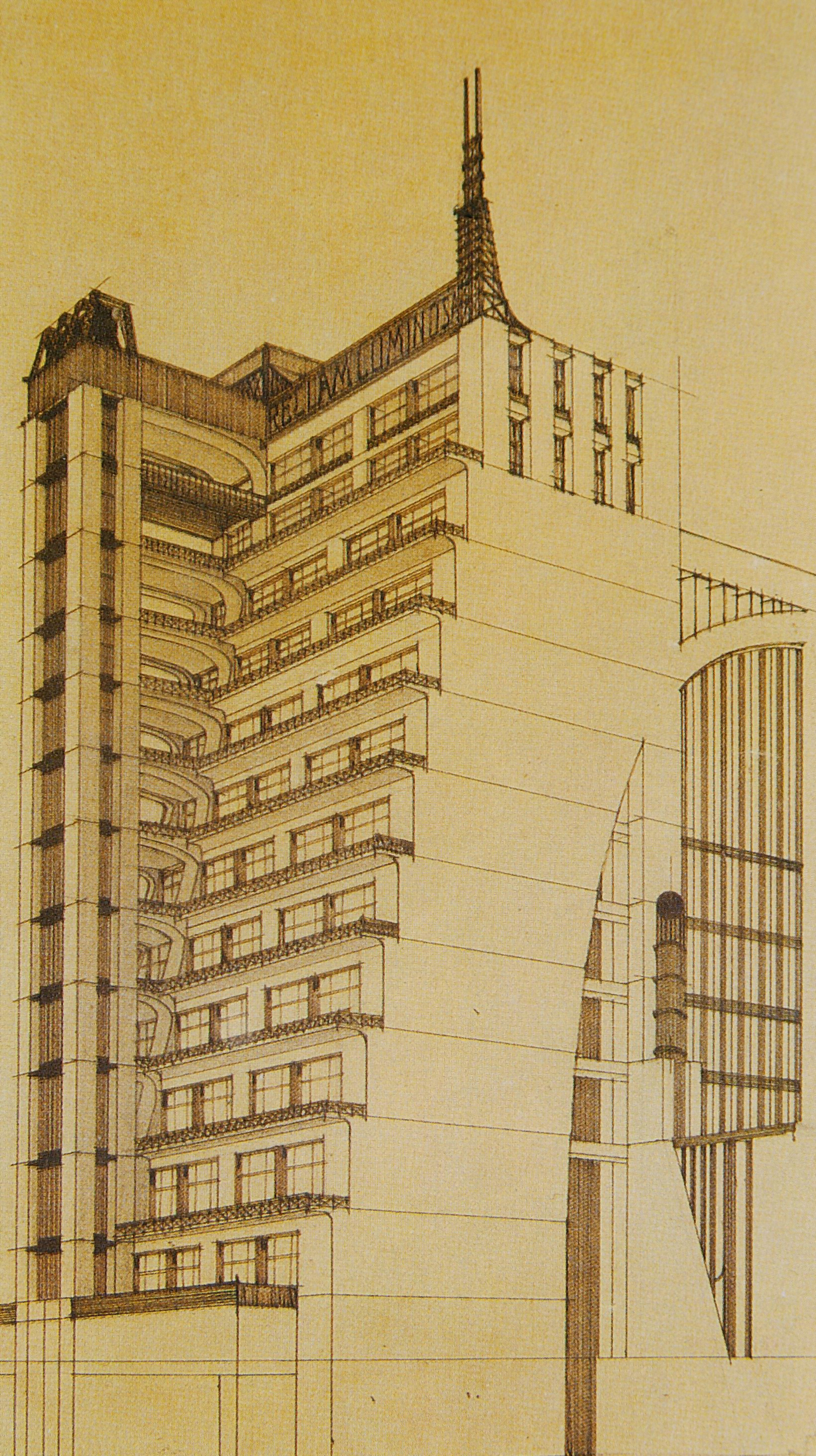
Sant Elia – stavba 02
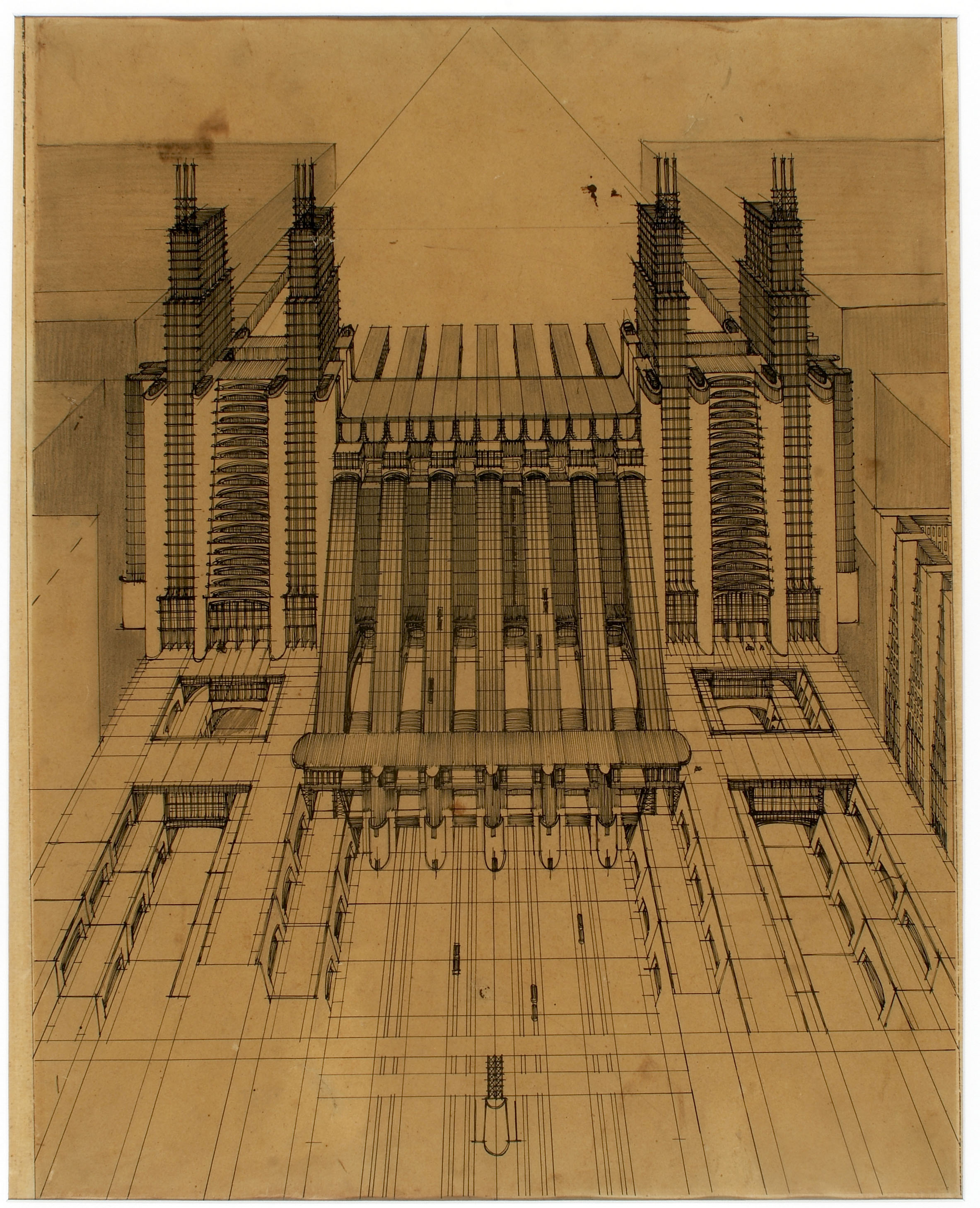
Sant Elia – stavba 03
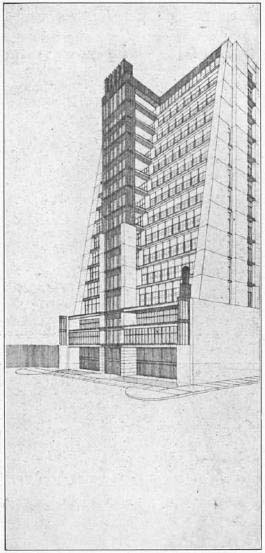
Sant Elia – stavba 04

Hlavní znaky: Ústředními tématy futurismu byly pohyb, rychlost, síla a destrukce. Futuristé oslavovali sílu a rychlost strojů. Viděli krásu v technické civilizaci, obdivovali automobily, letadla i zámořské parníky. Zachycovali pohyb tím, že ho rozložili do jednotlivých, postupných fází. Neprojevovali však jen obdiv k technické civilizaci, ale i radikální odpor ke způsobu života předindustriální společnosti a k mocenskému postavení katolické církve.
Sochařství a výtvarná umění: Nejvýznamnějším futuristickým sochařem byl Umberto Boccioni. Podobně jako Picasso zrušil celistvý objem plastiky, rozčlenil ji na jednotlivé části, které pak opět sestavil v celek.
Futuristé v Čechách: Futurismus vzbudil zájem mladých umělců v Itálii, v Rusku, i v řadě dalších zemí. Měl své stoupence i v Čechách. Svou studii o něm napsal i malíř Josef Čapek. Okouzleni technikou přejali čeští futuristé mezinárodně uznávaný směr avantgardy - poetismus.

### Surrealismus

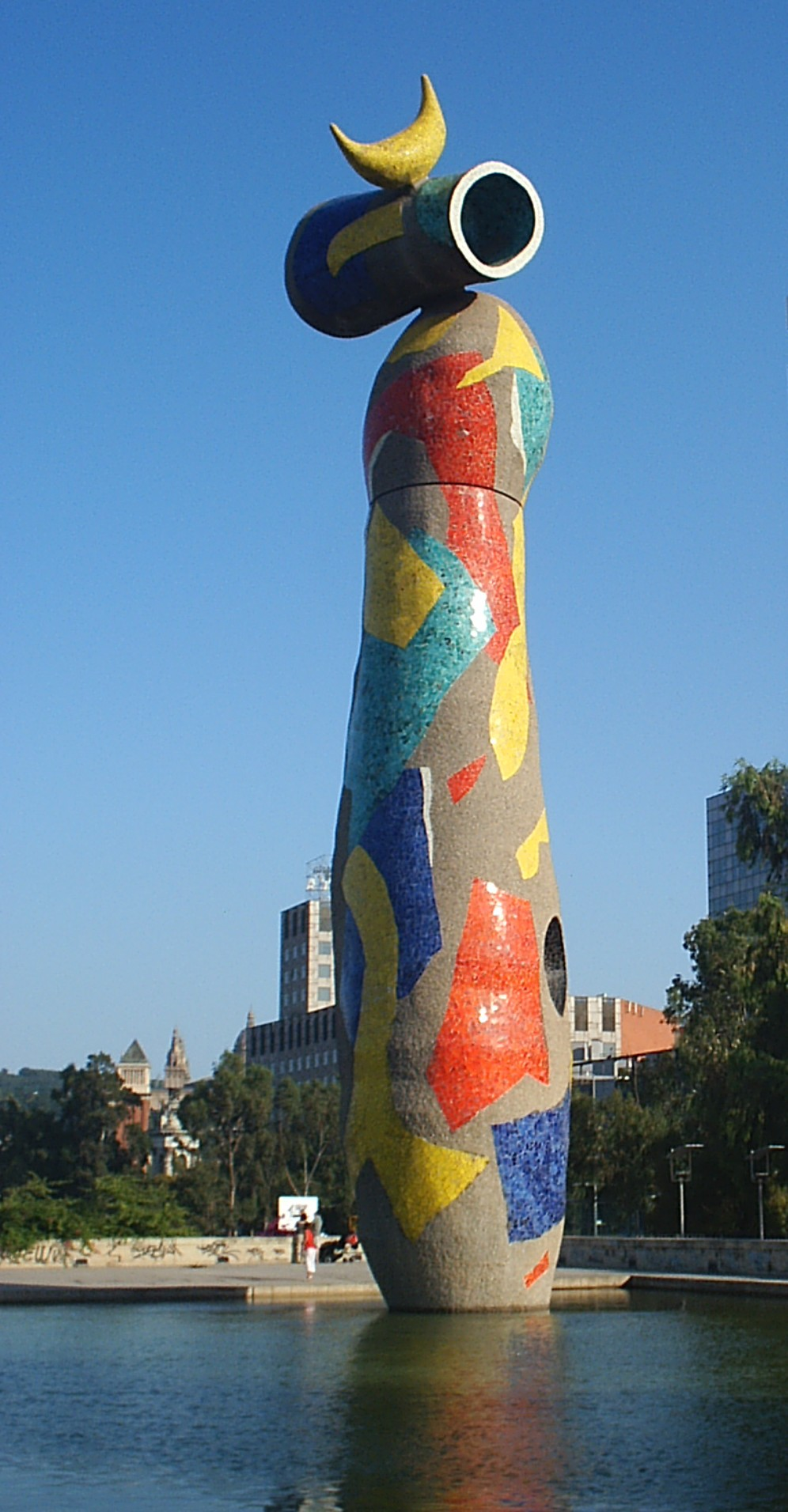
Joan Miró – Žena a pták

Surrealismus (z francouzského surréalisme = nad-realismus) vznikl po roce 1924 v pařížské dadaistické skupině na základě hnutí vyvolaného francouzským básníkem André Bretonem.
Hlavní znaky: André Breton charakterizoval surrealismus jako čistý psychický automatismus a jako diktát nevědomí, nahodilost bez jakéhokoliv rozumového dozoru či cenzury, mimo jakékoliv estetické nebo mravní zřetele. Dal mu také program prezentovaný formou manifestu. Opíral se o učení rakouského psychiatra Sigmunda Freuda, zakladatele psychoanalýzy, která zkoumá funkce lidského povědomí.
Sochařství a výtvarná umění: André Breton vytvořil řadu asambláží (objektů sestavených z nalezených předmětů). Podobné vytvořili i malíři Salvador Dalí a Joan Miró i další. K surrealistickým sochařům patřili i Hans Arp a Max Ernst.
Mezi českými umělci k nim patřili Vincenc Makovský, Ladislav Zívr a Zdeněk Rykr.

### Funkcionalismus
Funkcionalismus jako architektonický sloh vznikl ve 20. letech 20. století a až do konce sedmdesátých let zůstal vedoucím architektonickým mezinárodním směrem evropské avantgardy tvořícím pod heslem: „Forma následuje funkci“.

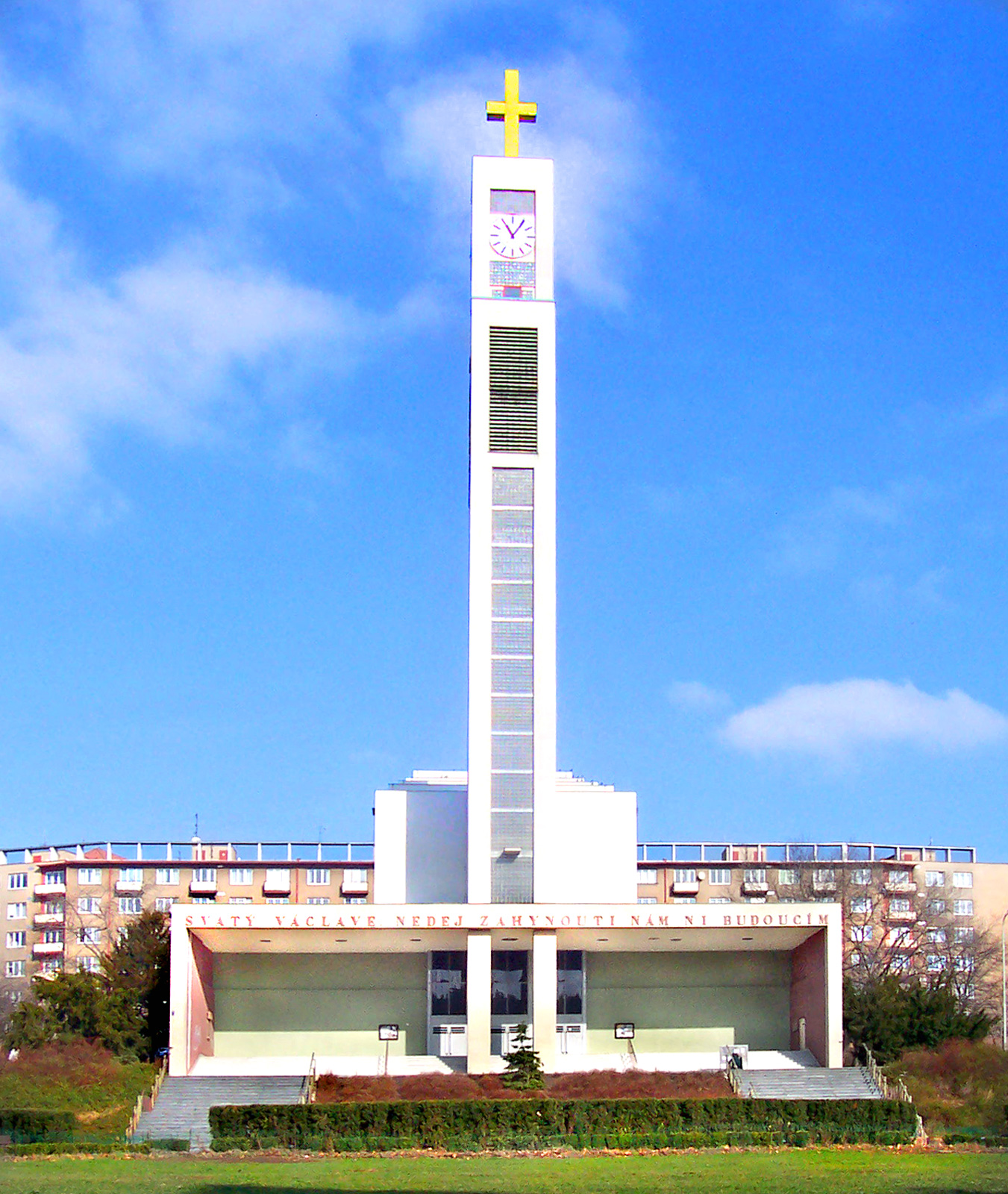
Josef Gočár, kostel sv. Václava v Praze (1930)
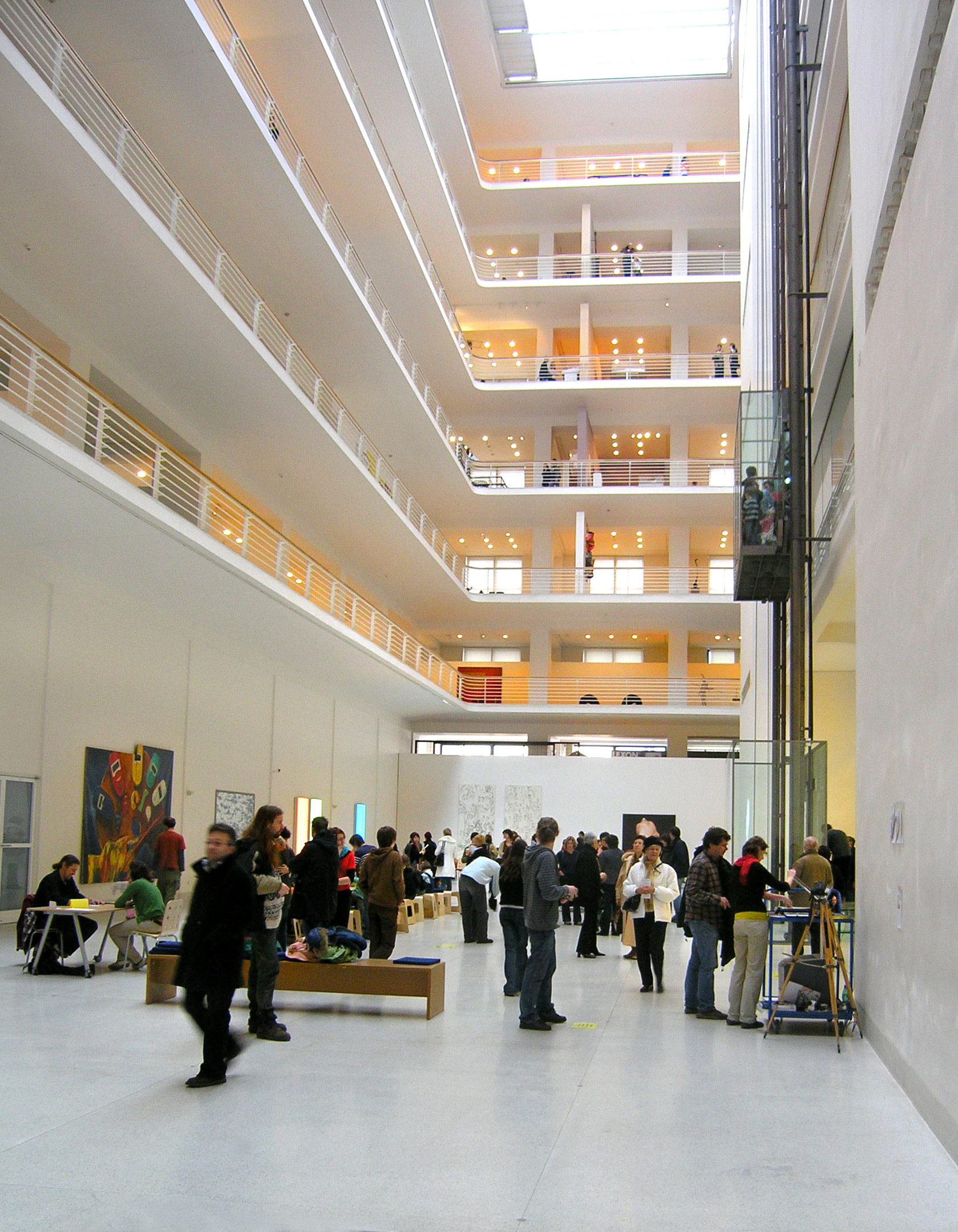
Veletržní palác Praha – hala
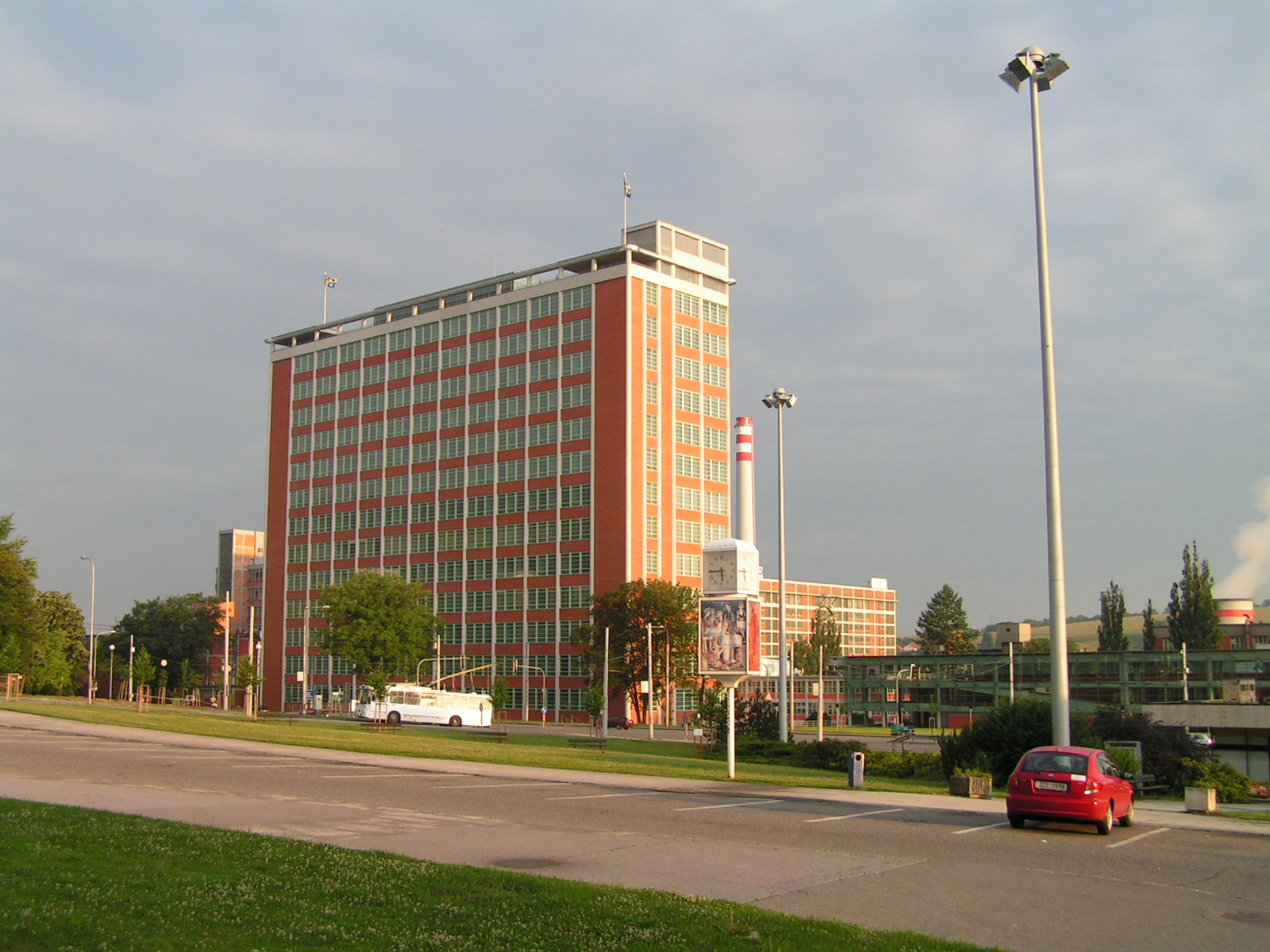
Vladimír Karfík, Baťův mrakodrap ve Zlíně (1938)
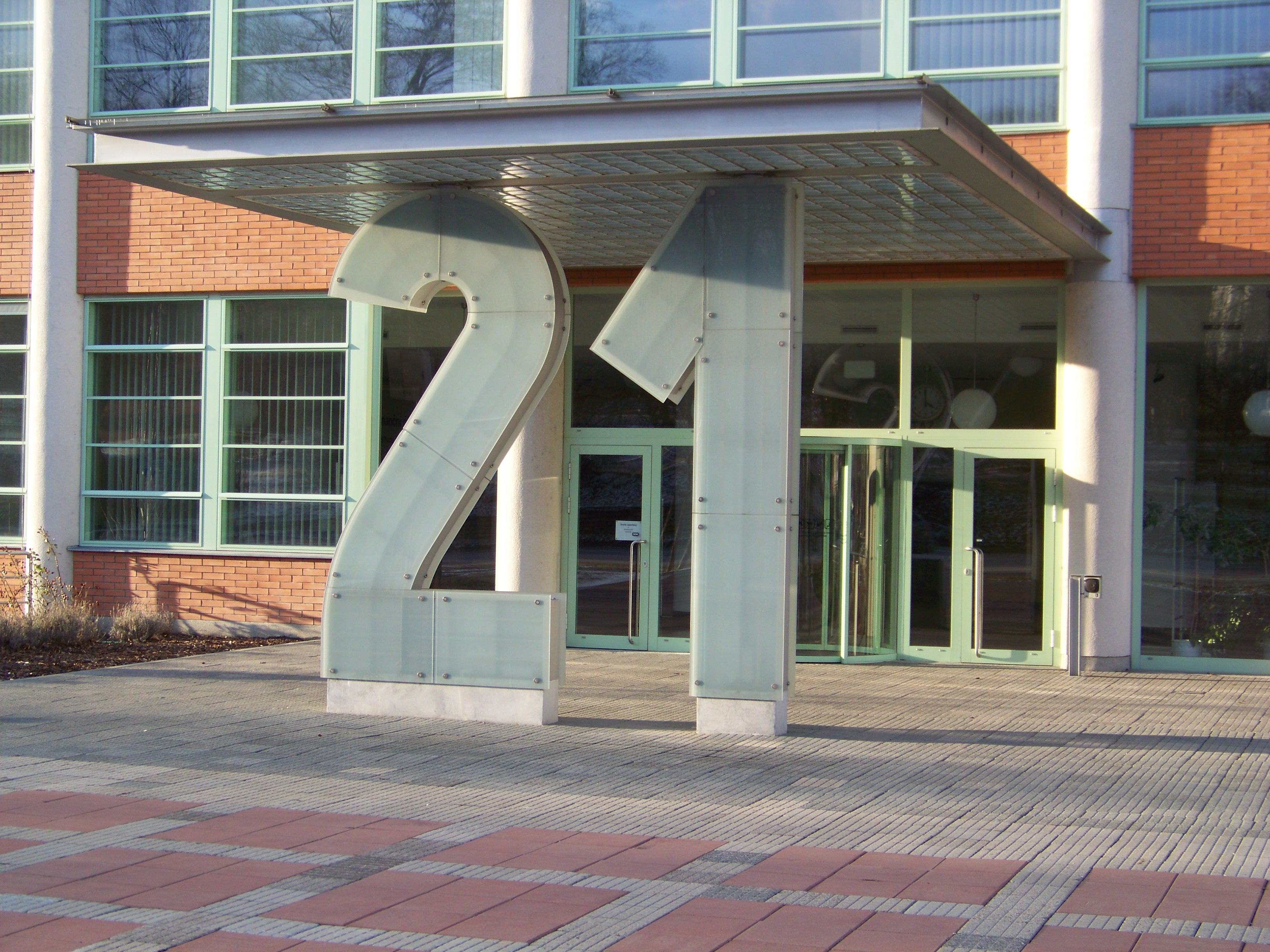
Krajský úřad – Zlín č. 21
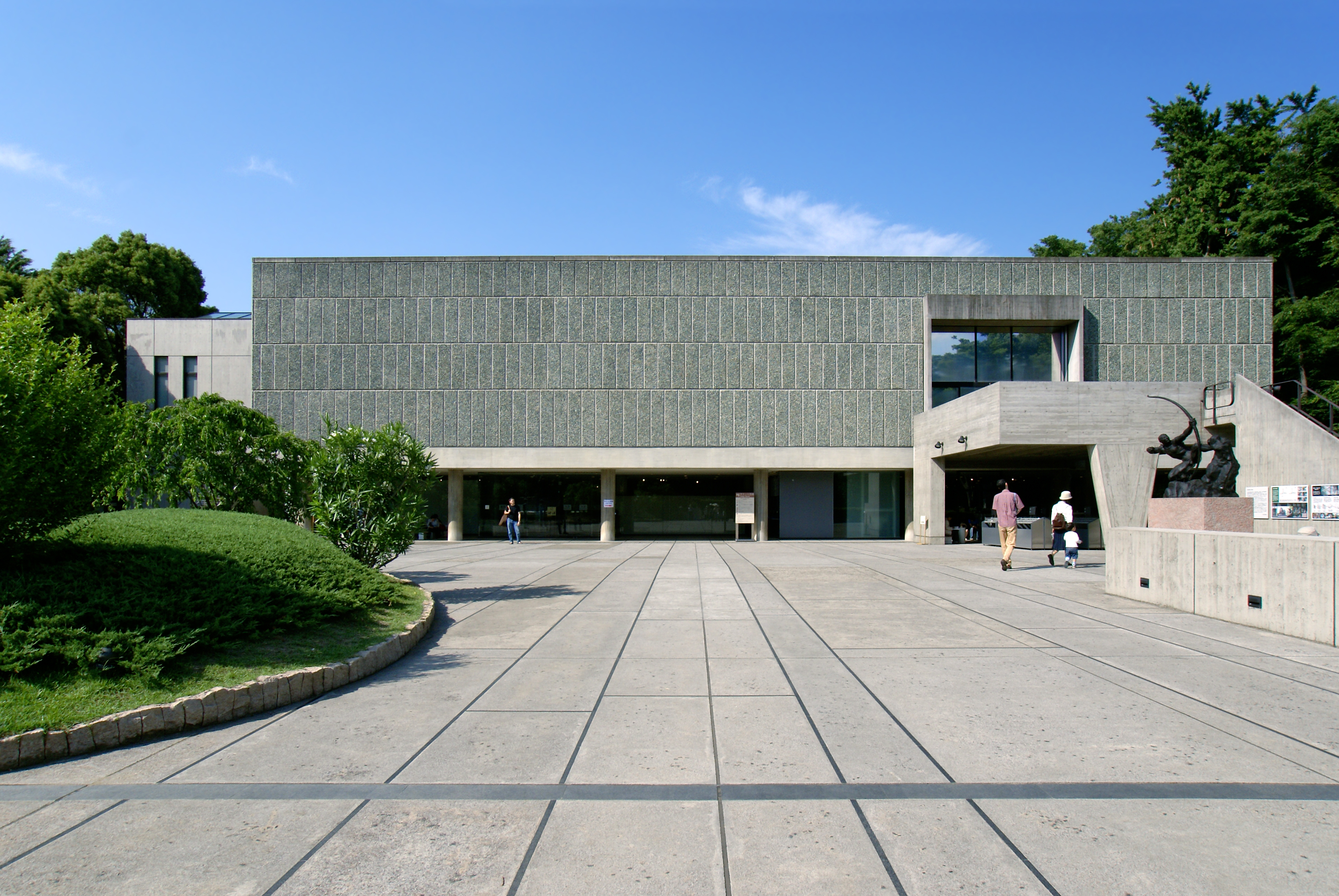
Le Corbusier, Muzeum západního umění, Tokio

Hlavní znaky: Podstatu funkcionalismu objasnil architekt Le Corbusier, který také zformuloval jeho manifest. Funkcionalistům šlo o oproštění od povrchní dekorativnosti, okázalostí a strojené estetiky, které měla nahradit geometrická čistota tvarů, v architektuře ovšem podřízená funkci.
Sochařství a architektura: Funkcionalismus přerostl meze architektury a stal se novým způsobem myšlení. Architektura byla považována za organizaci životního dění ve smyslu biologickém, sociálním, ekonomickém, psychickém a technickém. Funkcionalistické budovy jednoduchých tvarů s použitím nových materiálů (betonu, železa, šarlatových cihel apod.) byly strohé, ale tvarově čisté, a než se staly bezduchou formou - například na prefabrikovaných sídlištích - mohly být i na vysoké umělecké úrovni.

### Art deco
Styl Art deco vznikl na počátku 20. století v souvislosti se společenským opojením modernistickými tendencemi.
V roce 1925 byla v Paříži konána výstava dekorativního umění (Exposition Internationale des Arts Décoratifs et industriels Modernes). Na výstavě byly vystavovány užitné předměty silně ovlivněné modernismem.
Hlavní znaky: Nový dekorativní styl propagoval pevné linie a dekorativní interiér, který byl zpočátku velmi luxusní a byl určen především pro bohaté (hotel Alcron). Brzy však získal velkou oblibu v široké veřejnosti, protože v mnoha oborech pronikl i do průmyslové výroby v masovém měřítku.
Sochařství: Výtvarná umění, včetně sochařství, byla zaměřena na tvorbu dekorativních předmětů a předmětů denní potřeby vyráběných ze skla, keramiky, bakelitu a kovu se zjednodušenými liniemi, chromovým leskem a jasnými barvami.
Architektura: V české architektuře je představitelem stylu Art deco hotel Alcron postavený v roce 1932 Aloisem Kroftou.

## Umění druhé poloviny 20. století

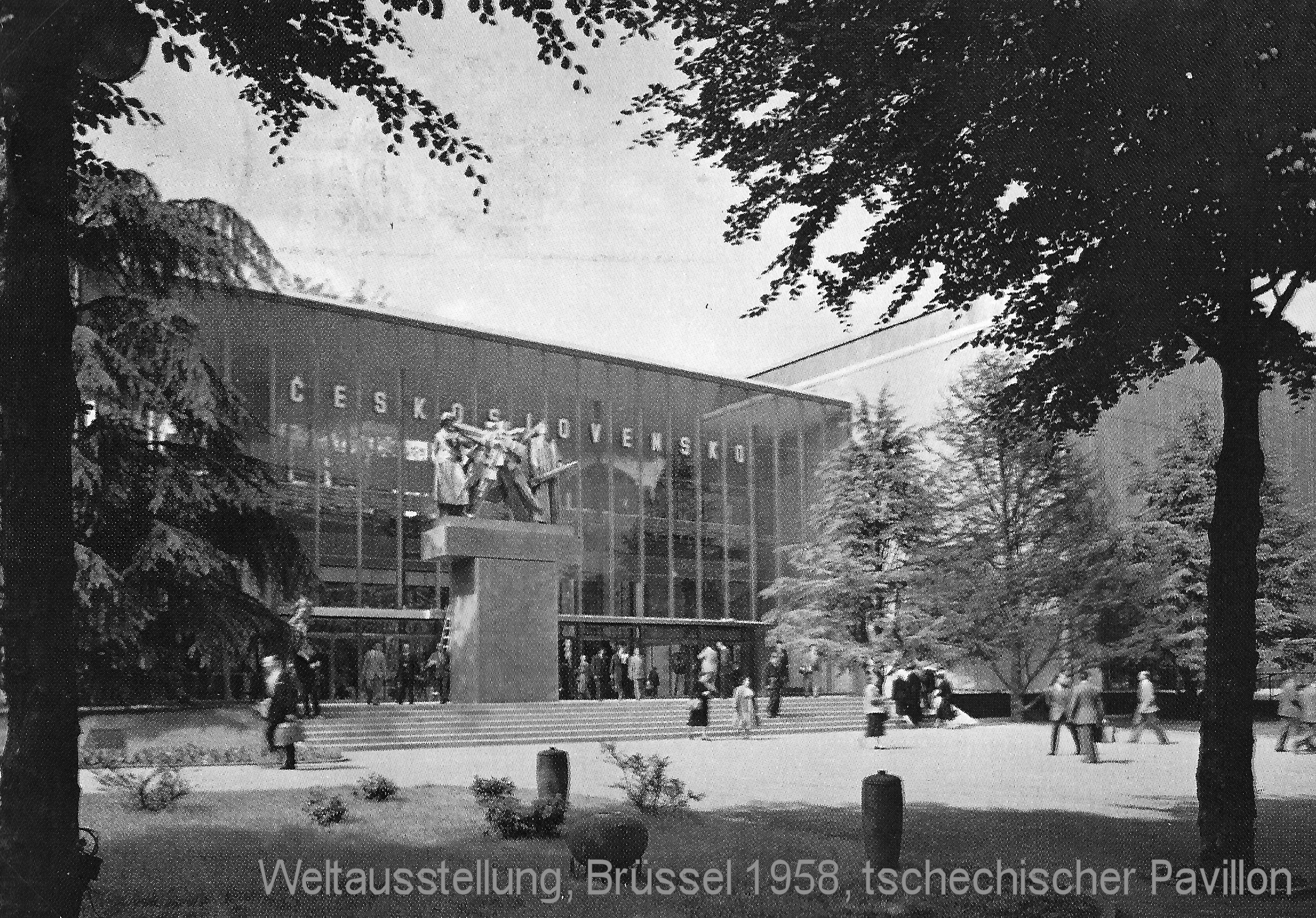
Pavilon Československa v Bruselu roku 1958

### (Československý) Bruselský styl
Koncem 50. let zaznamenává československá účast na EXPU 58 v Belgii neskonalý úspěch. Československý pavilon je vyhlášen jako ten nejlepší a získal Zlatou hvězdu. Dále je uděleno další 170 ocenění generálním komisařem Světové výstavy, baronem Georgesem Moensem de Fernig a mezinárodní jury.
Protnutí různorodých architektonických vizí a designových trendů s fascinací vesmírnou tematikou, nově vzniklými materiály a střetu tradičních forem s dynamickou organikou dalo vzniknout novému uměleckému výrazu – tím je „Bruselský styl“, též zkráceně jen „Brusel“ – svým názvem odkazující právě na legendární výstavu EXPO, konanou v roce 1958 a na úspěch československých keramiků, výtvarníků, architektů, designérů, grafiků, řezbářů, sklářů, aranžérů, filmařů, potažmo scénografů a dalších umělců, tvůrčích i zručných lidí, na kterémž má svůj podíl i precizní příprava samotného pavilonu a výstavy, pravděpodobně i díky četným tiskových materiálů k její prezentaci i k představení jejích dílčích částí. Hlavním scenáristou byl Jindřich Santar, který vypracoval koncepci celé výstavy. Zvoleno bylo heslo „Jeden den v Československu“, vyjádřené ve zkratce „Práce – kultura – odpočinek“. Tyto tři části rozpracované do dvanácti dílčích expozic měly obsahovat vše podstatné, čeho bylo v zemi dosaženo a dochováno z historie až do současnosti. Ohlas vzbudil následně jak ve své domovině, tak i v zahraničí a svou nemalou měrou ovlivnil umění a společnost. Ačkoliv ke konci šedesátých let zájem o tento styl částečně opadl, svou nadčasovostí vlastně zůstává stále aktuální, ať už jako styl, který může splynout s dalšími trendy či jako styl samostatný. Přestože jeho náznaky mohly býti patrné i v dalších místech světa, lze předpokládat, že jako jeho katalyzátor účinkovala právě ona pověstná výstava v Bruselu, kterou v té době mělo možnost zhlédnout více než 42 milionů návštěvníků. Ta tento styl de facto definovala.
Architektura: Nádraží v Havířově dle návrhu Josefa Hrejsemnou; kavárna Československého pavilonu na Letné, jehož autory jsou František Cubr, Josef Hrubý a Zdeněk Pokorný; Pavilon Z na výstavišti v Brně dle návrhu týmu, vedeného Ferdinandem Ledererem a dalších tvůrců; Městské divadlo ve Zlíně; komplex činžovních domů v Českých Budějovicích, zvaný „Perla“, dle restaurace v přízemí a vyhlídkové kavárny. Autory návrhu byly architekti Bohumil Böhm, Jaroslav Škarda a Bohumil Jarolím; Hotel Continental v Brně navržený Zdeňkem Řihákem, Aloisem Semelou a Vladimírem Kovaříkem; Krajský národní výbor (nyní Magistrát města) v Ústí nad Labem s půdorysem neúplného písmene H od Jana Gabriela, Jiřího Fojta a Jiřího Nenadála s křídlatými střechami a prosklenou fasádou; plavecký stadion v pražském Podolí ve tvaru vlny podle návrhu architekta Richarda Ferdinanda Podzemného; vliv bruselského stylu lze vnímat také vně i uvnitř hotelu a vysílače Ještěd.

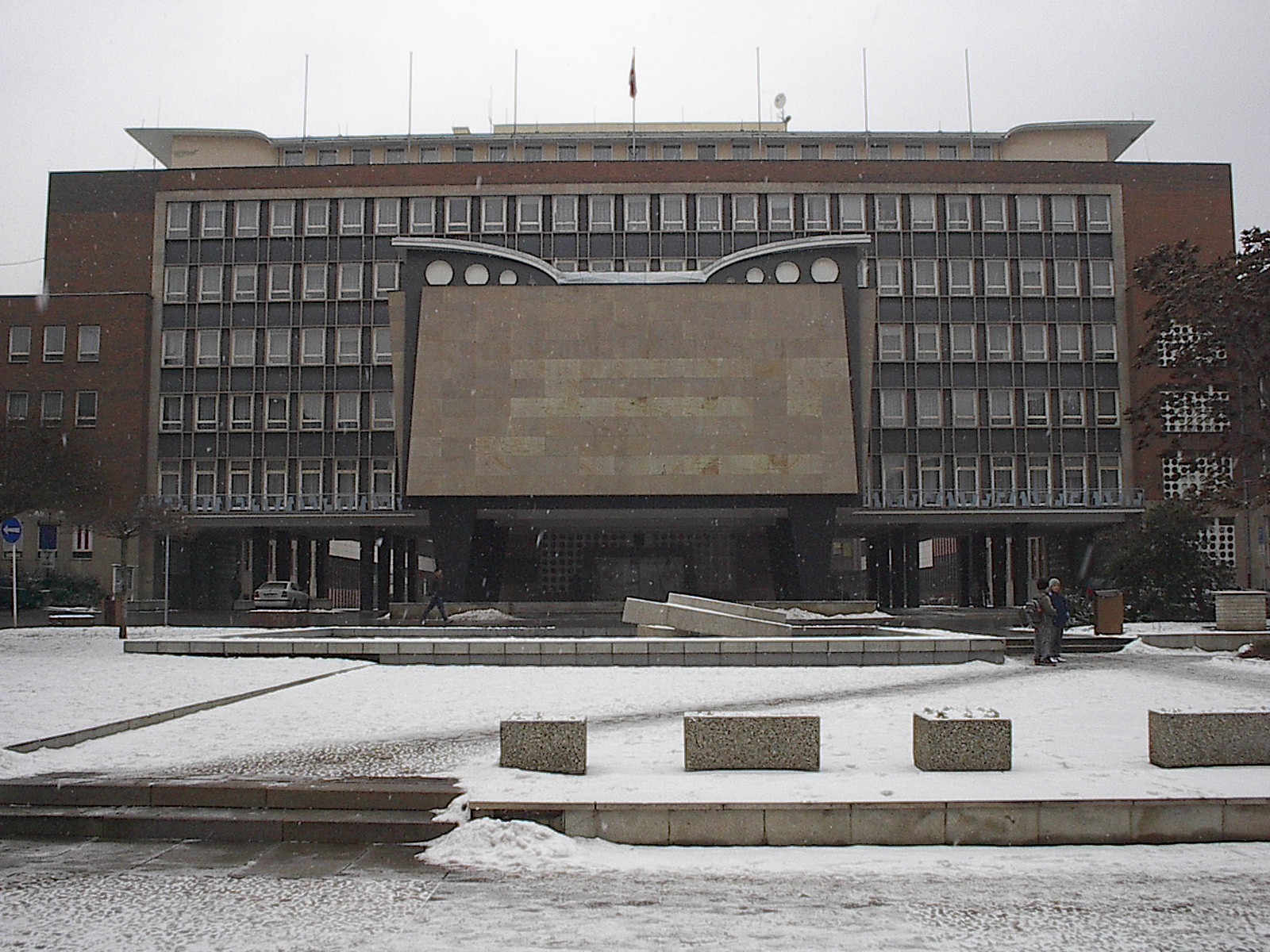
Budova Krajského národního výboru v Ústí nad Labem (nyní Magistrát města)
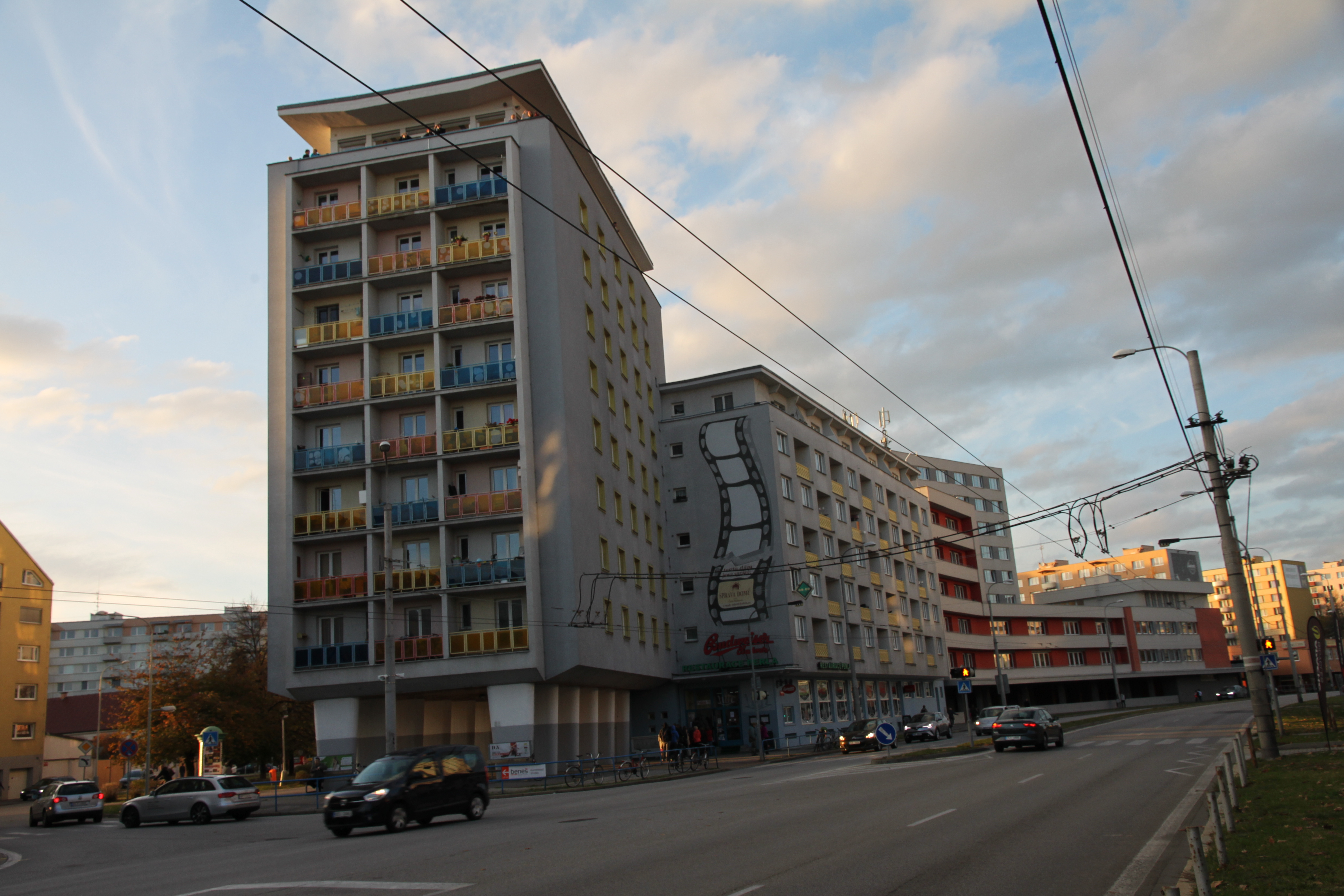
Komplex činžovních domů „Perla" v Českých Budějovicích
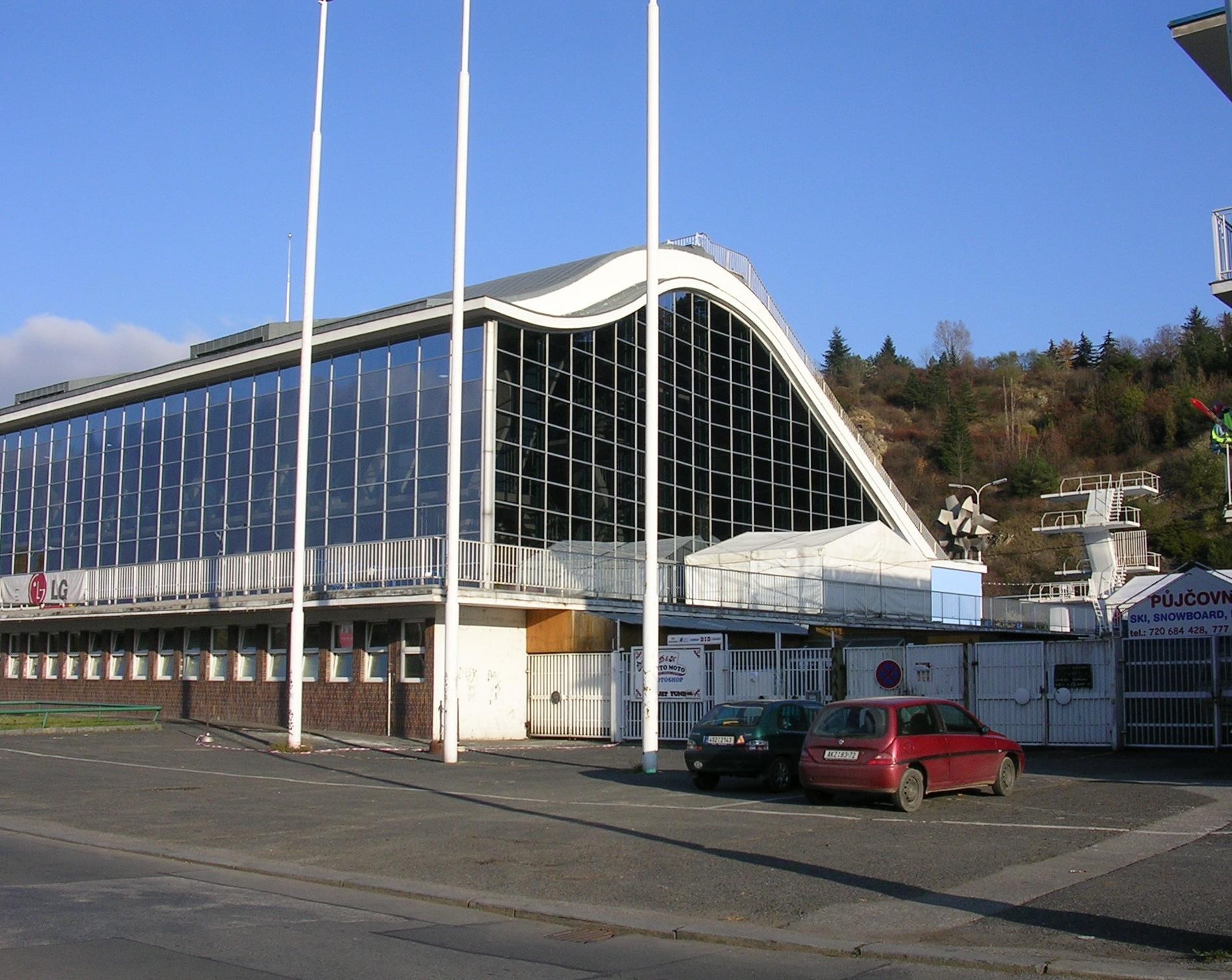
Plavecký stadion Podolí v Praze
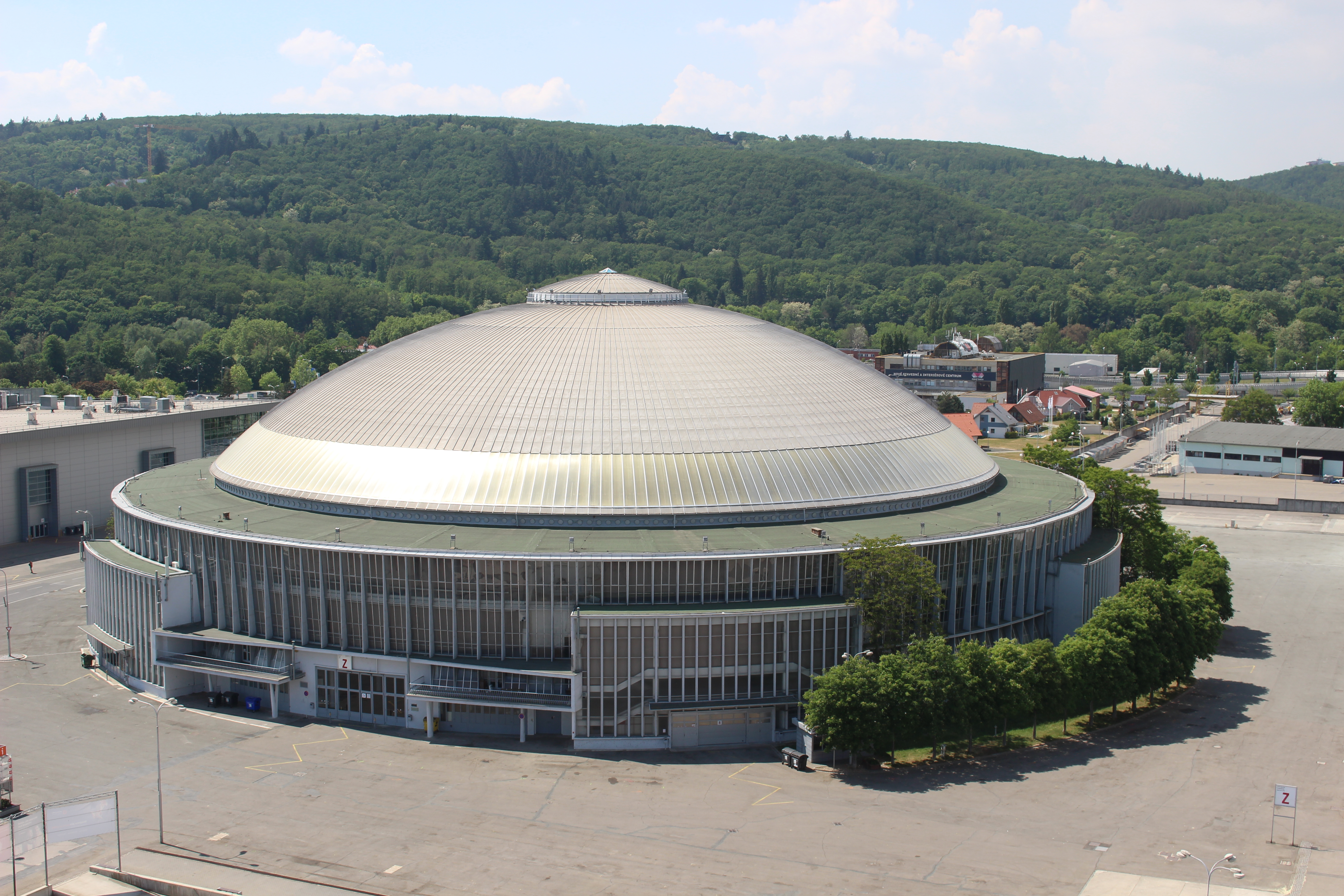
Pavilon Z brněnského výstaviště
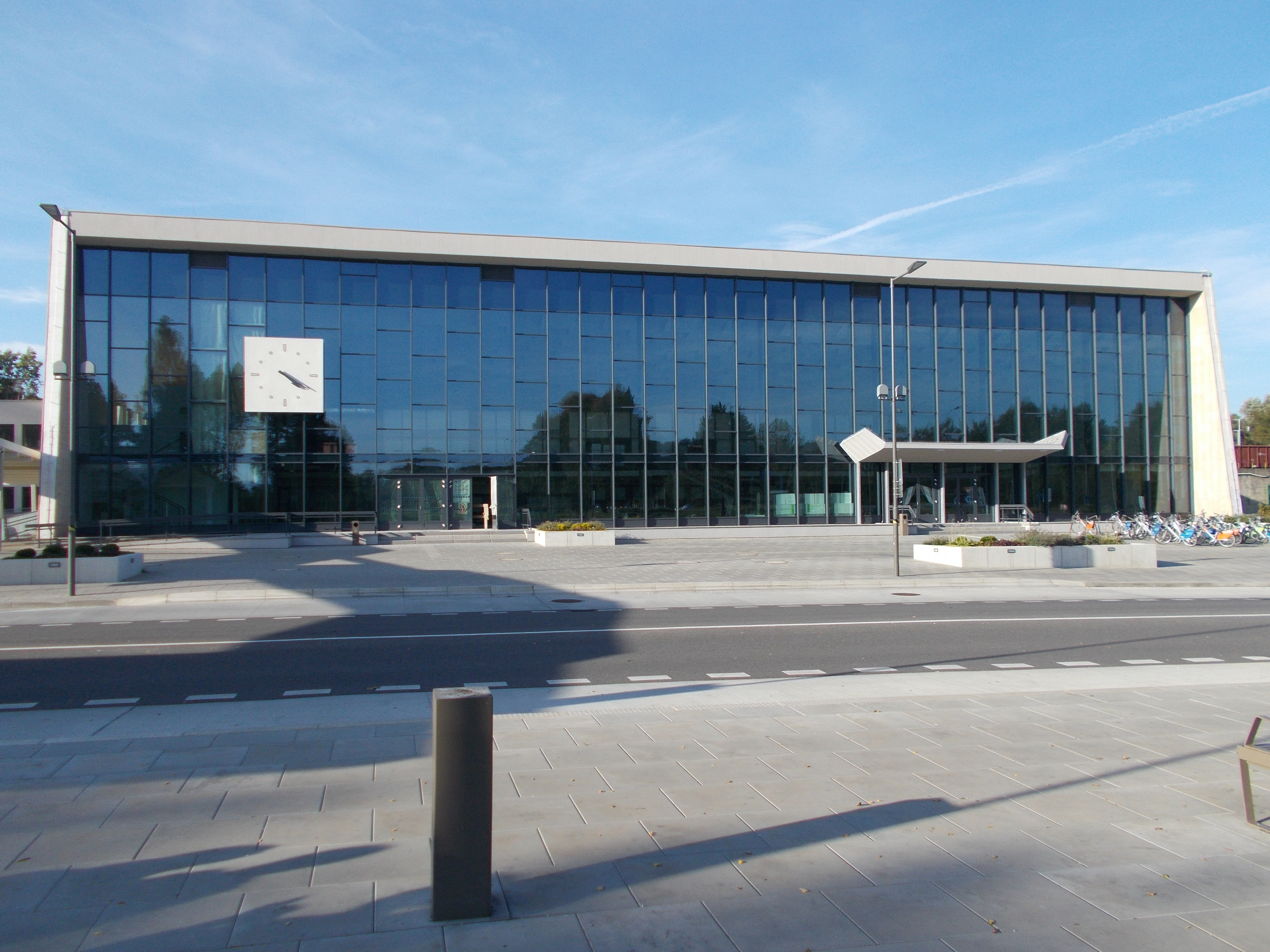
Staniční budova nádraží v Havířově po opravě
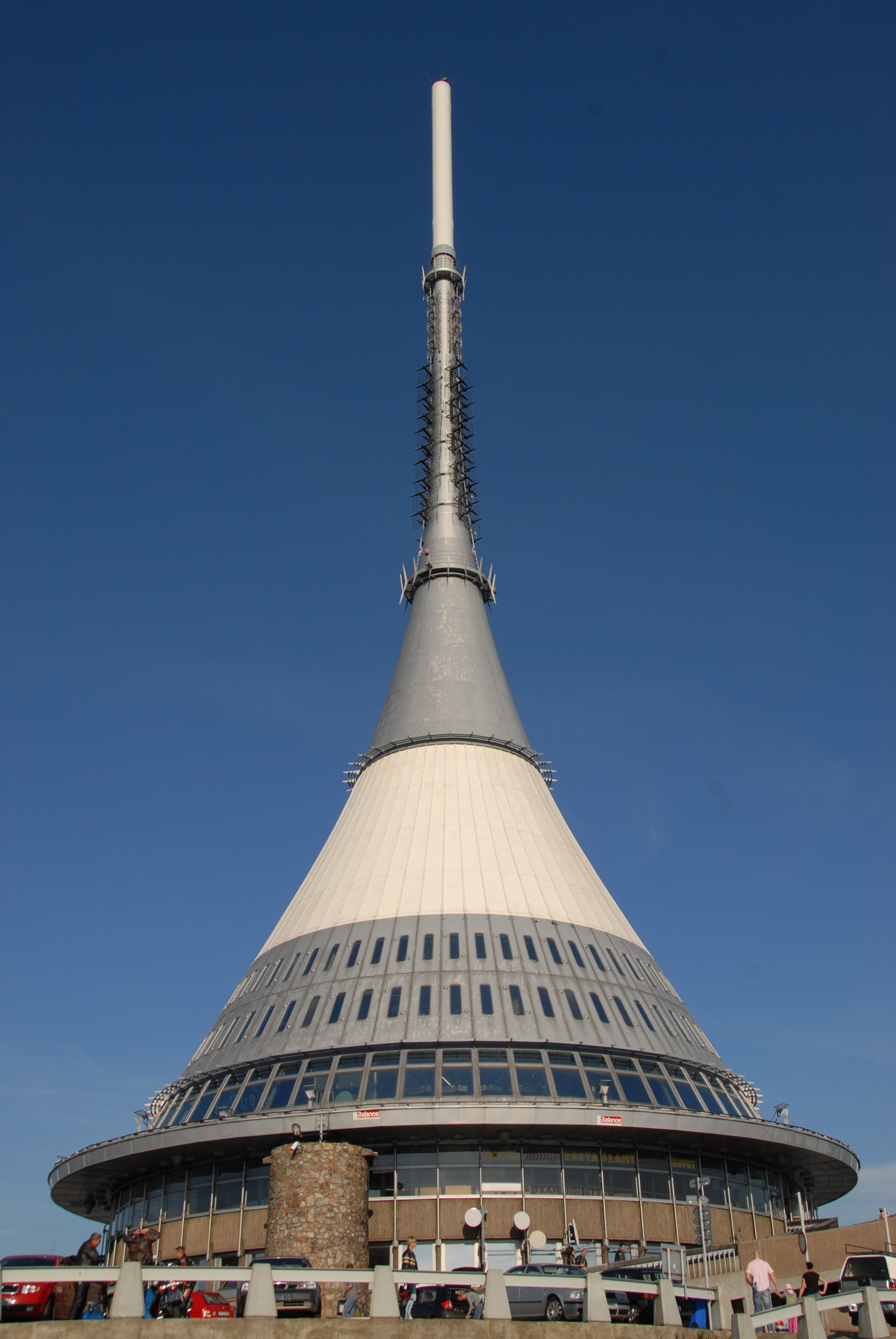
Hotel a vysílač Ještěd na vrcholu stejnojmenného kopce

Keramika, porcelán a plastiky: Moka servis „Elka“, varná souprava „Asmanit“, „Sophia“ a kompozice tří porcelánových sošek „Klisnička a hřebečkové" od Jaroslava Ježka; „Milenci s čezetou“, vodní ptactvo a další díla Jiřího Černocha; „Volavka“ a další díla Vincence Vinglera; váza „Charleston“ Vladimíra Tichého.

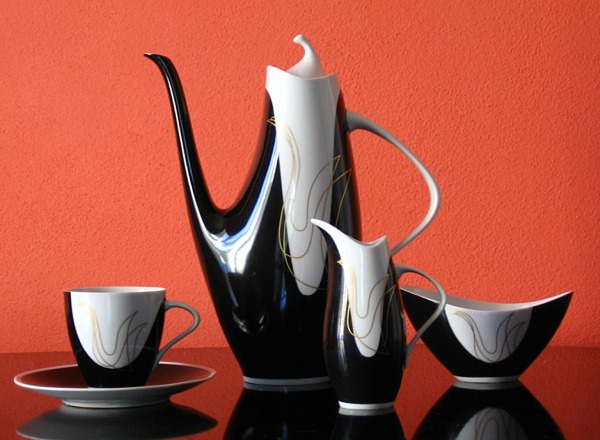
Oceněná porcelánová souprava „Elka" od Jaroslava Ježka
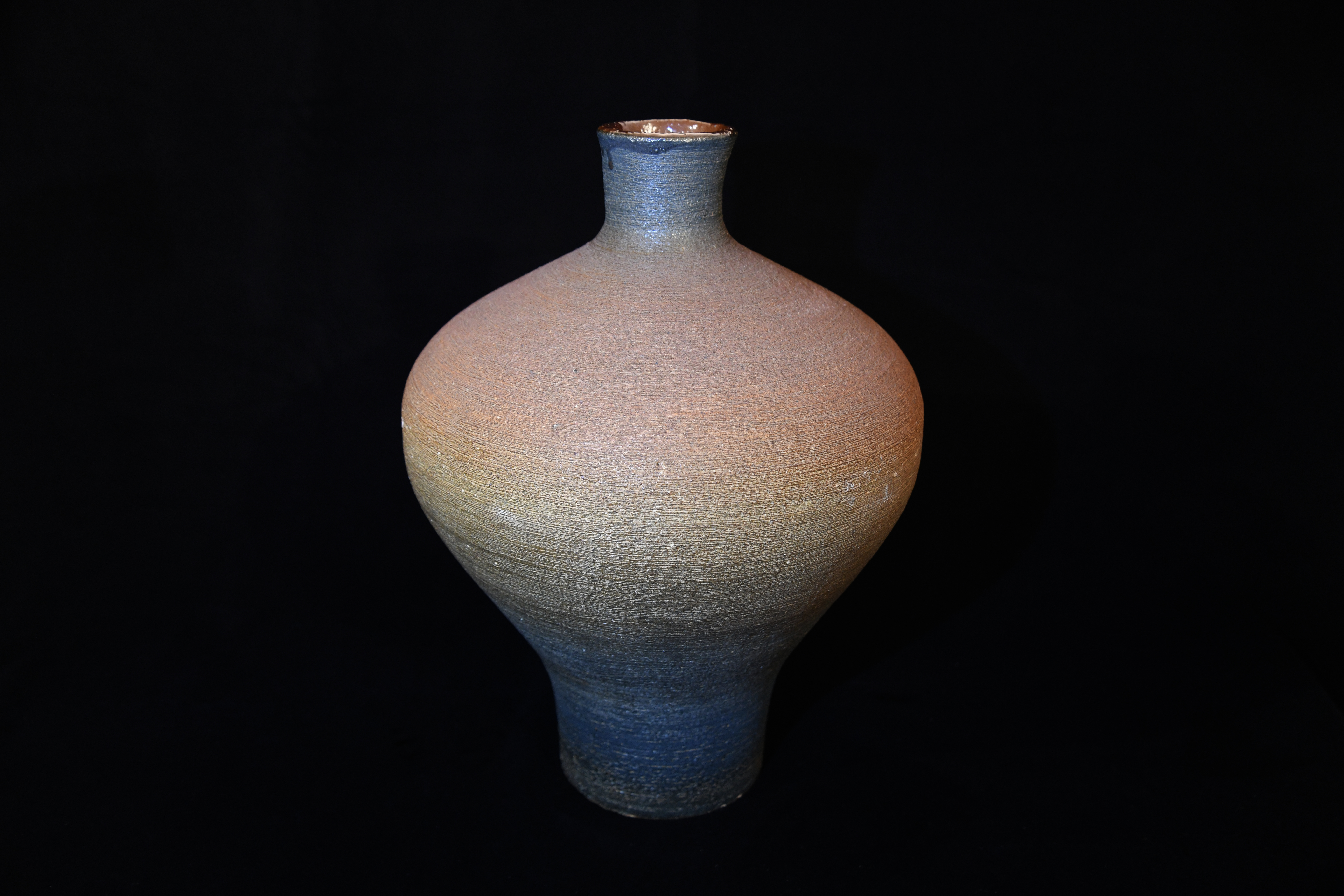
Váza Vladimíra Tichého, Městské muzeum Bechyně
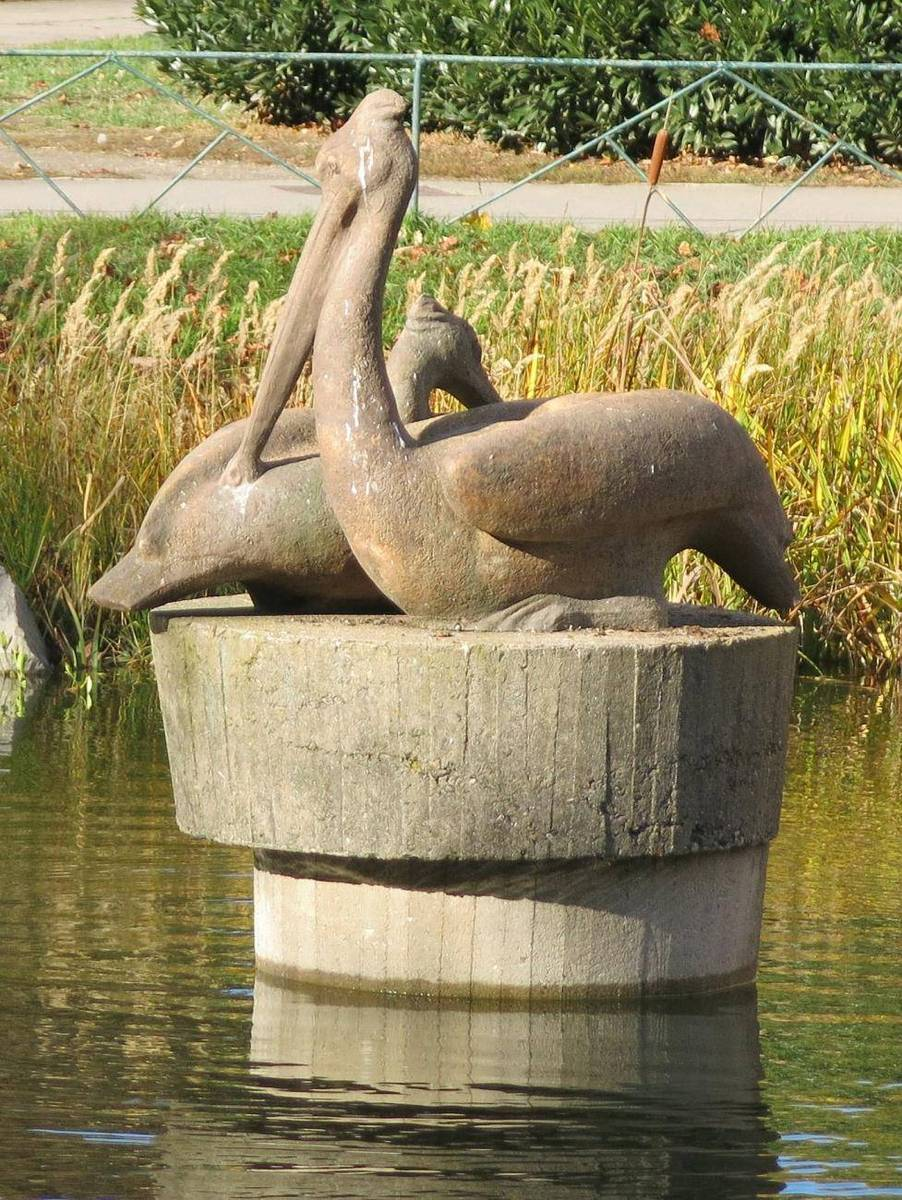
Sousoší pelikánů od Jiřího Černocha v jezírku parku u ulice Taussigova v Praze

Sklářství: Monumentální skleněná mozaika „Hold sklu“ Josefa Kaplického; barevná prostorová vitráž Jana Kotíka s názvem „Slunce, voda, vzduch“; kolekce „Karneval“ Františka Koudelky a mnohé další; dózy, vázy a další tvorba Karola Hološky a Jaroslava Taraby.

Textilní umění a další odvětví: Elena Holéczyová (textilní umění); Libuše Niklová (návrhy hraček); Klaus Kunis (průmyslový design – konvice)

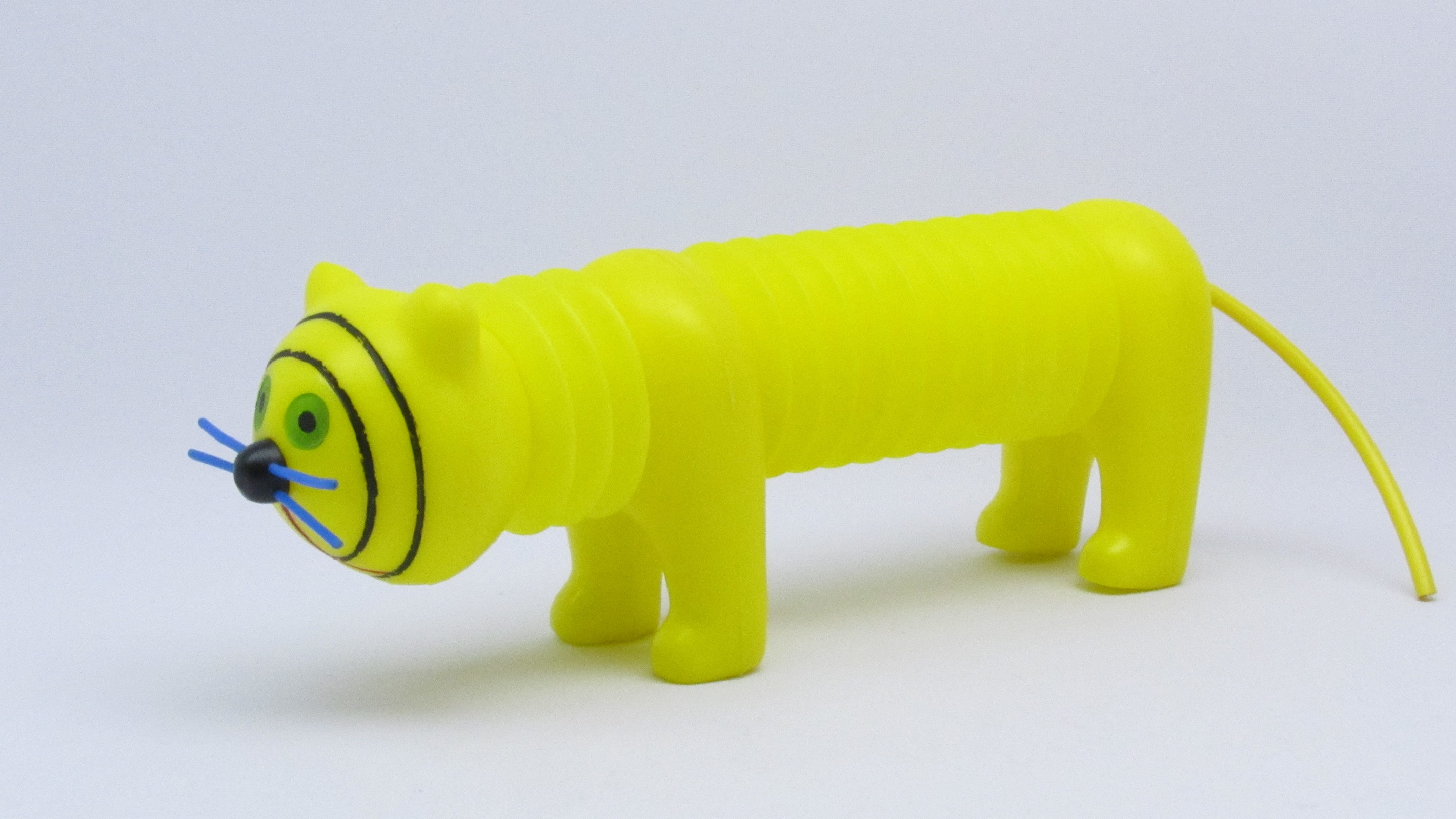
Tygr, 1964, soukromá sbírka
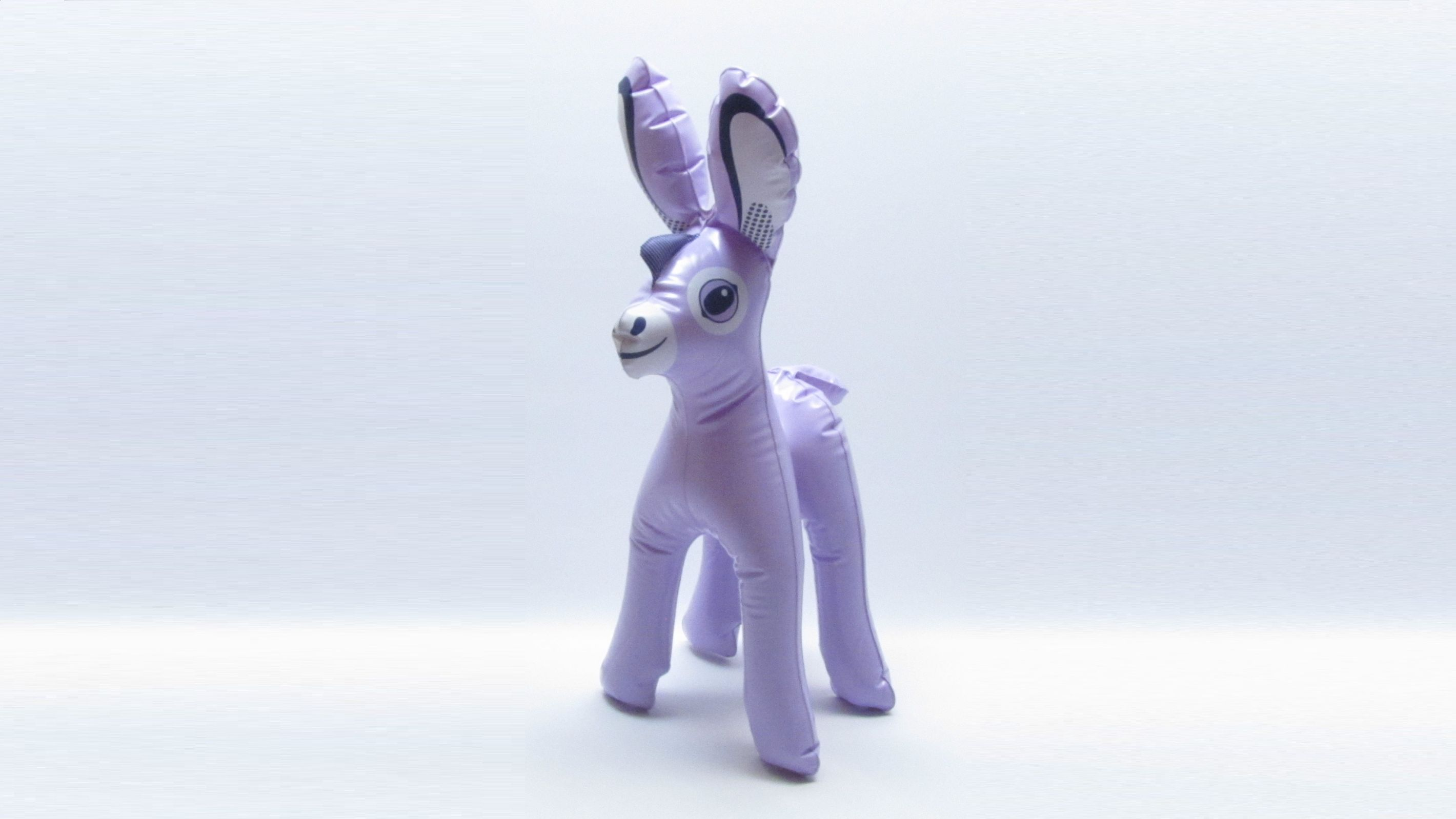
Nafukovací oslík, 1975, soukromá sbírka
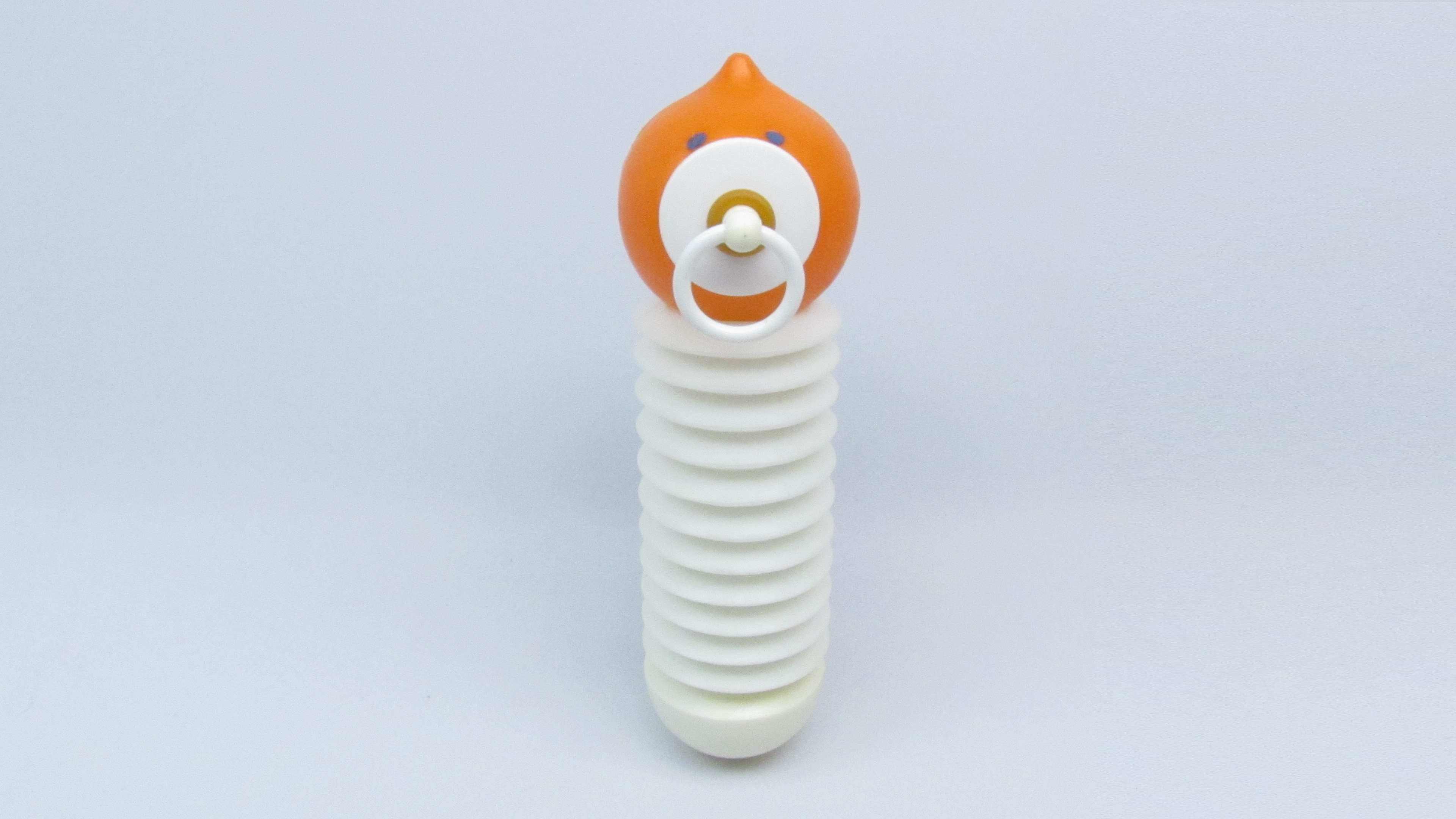
Zavinuté miminko, 1964, soukromá sbírka

Dopravní prostředky: Automobil Tatra 603 navržený Františkem Kardausem a Vladimírem Popelářem; skútr Čezeta ČZ 501, 502 a 506 (2017), jejíž design vytvořil konstruktér Jaroslav František Koch; lokomotiva řady 230 a autobus Škoda 706 RTO (design Otakara Diblíka).

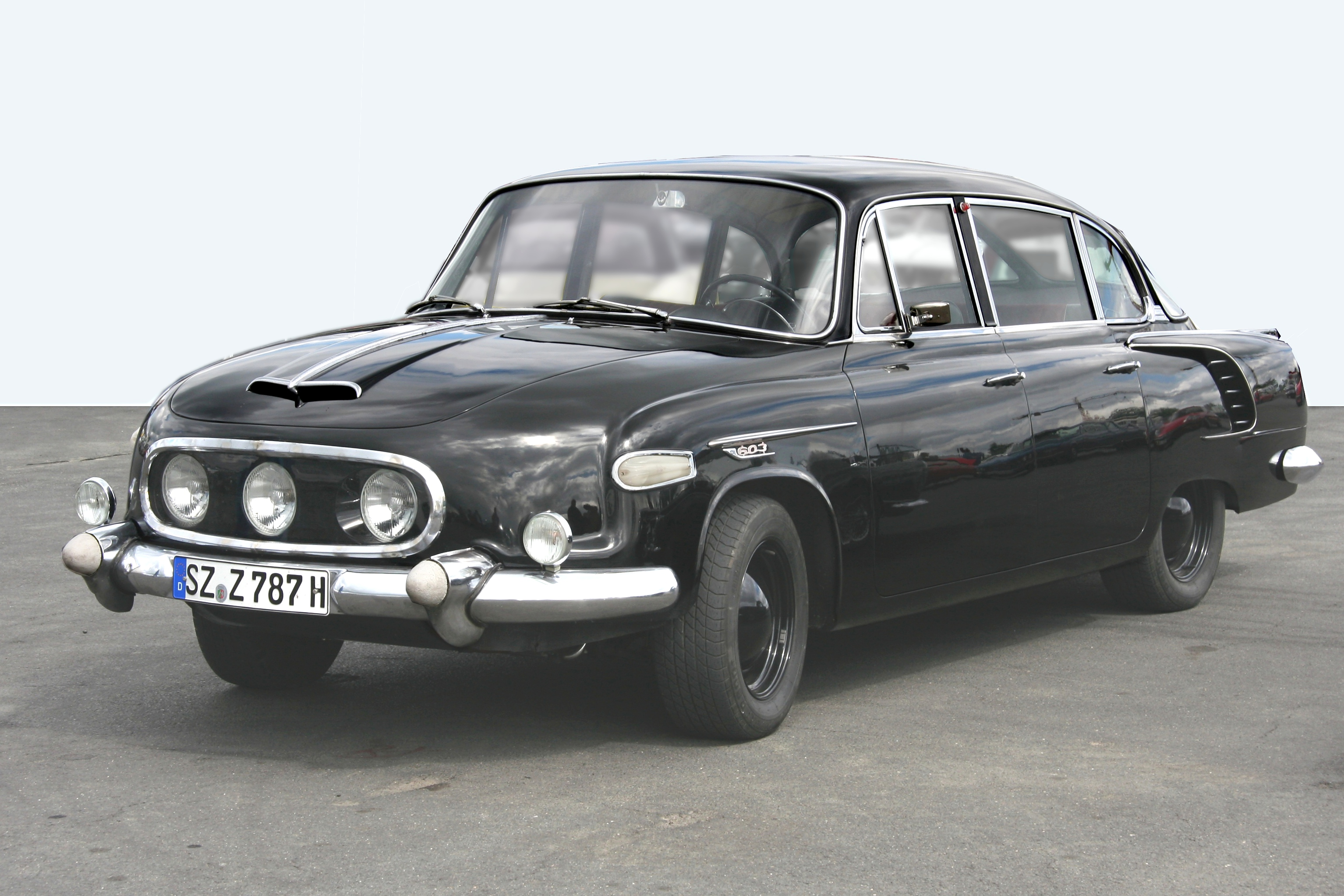
Automobil Tatra 603, Typ 1
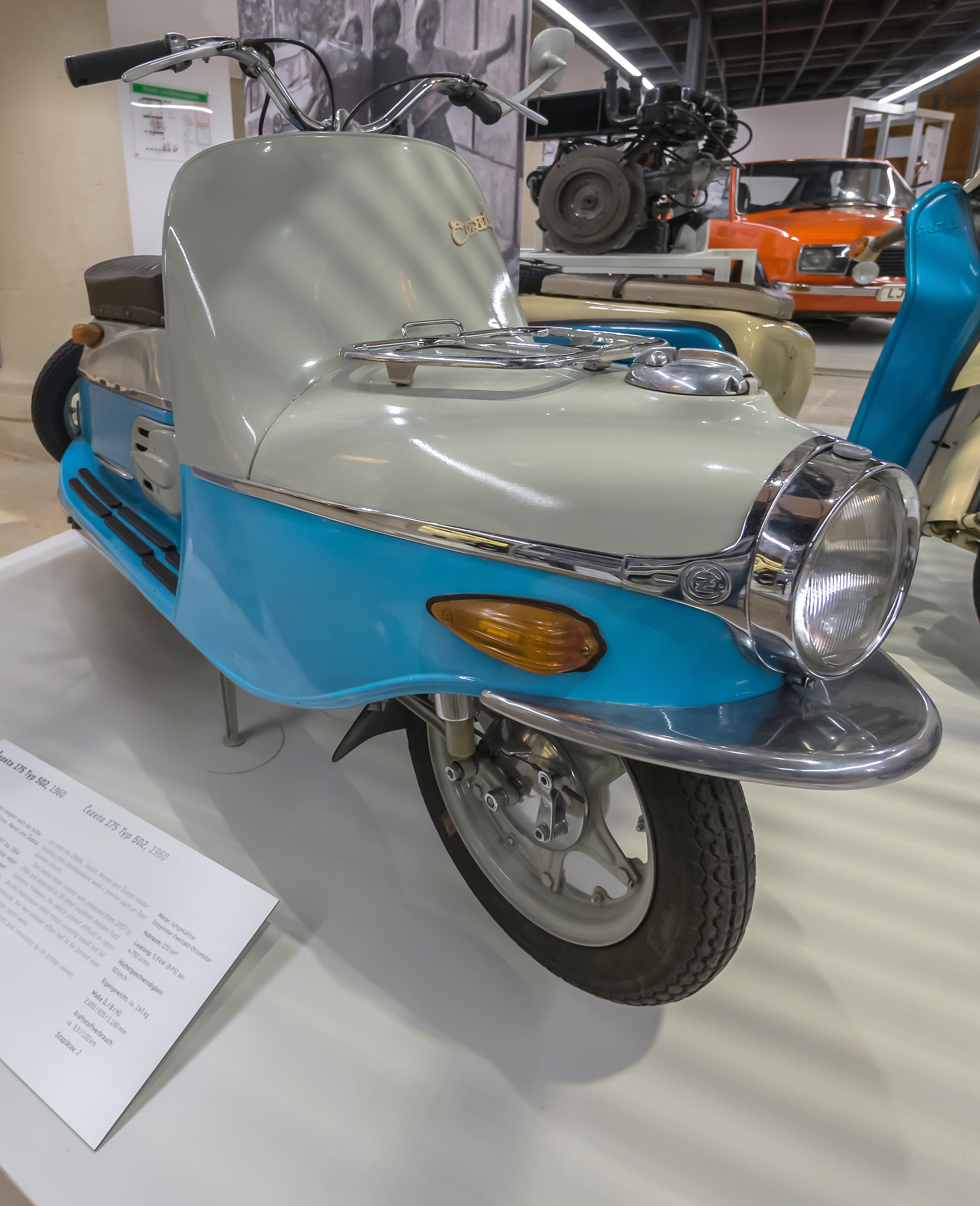
ČZ 175/502 Čezeta (1960)
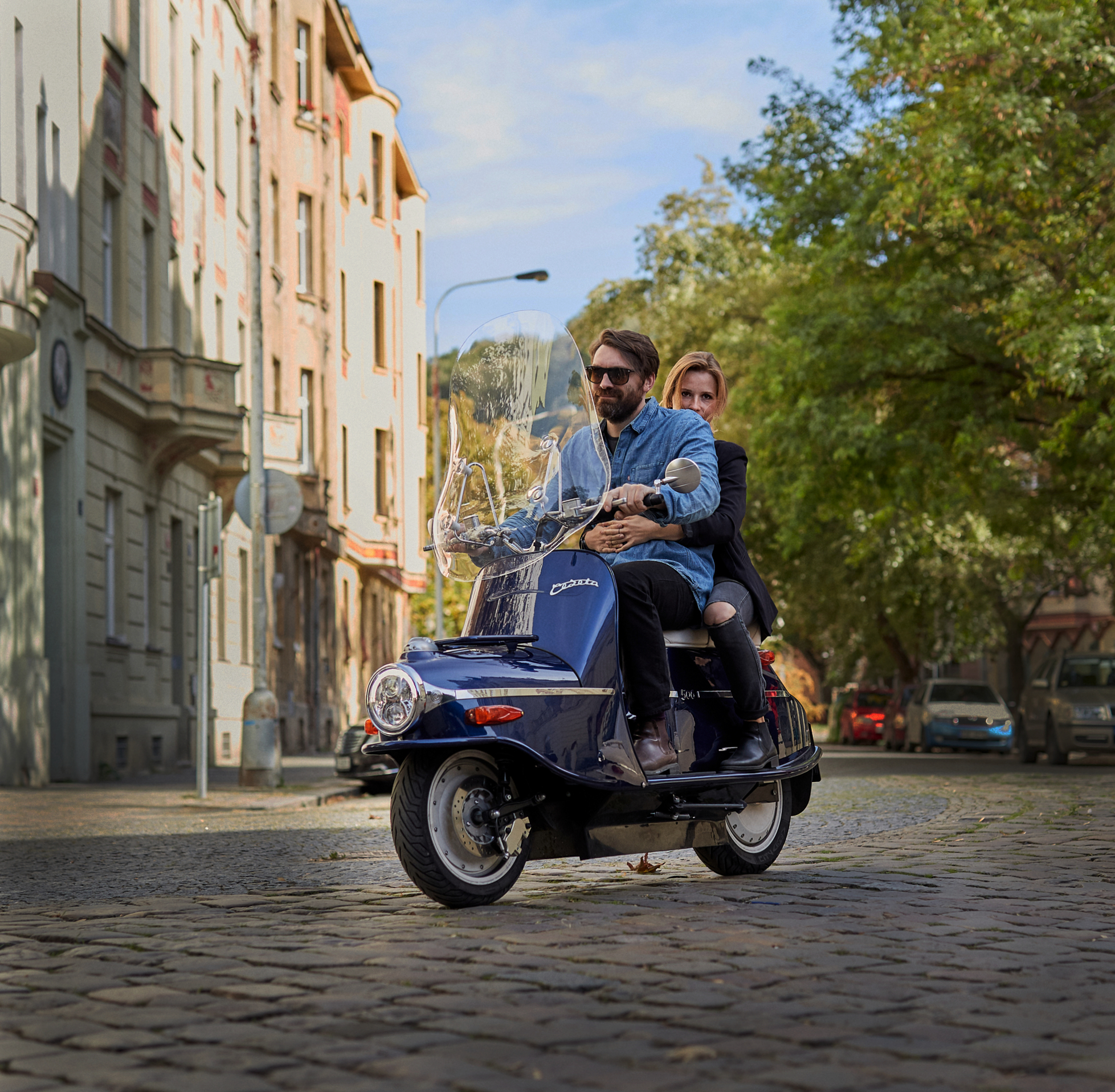
Elektrický skútr Čezeta 506 (2017) vyrobený v Čezeta Motors
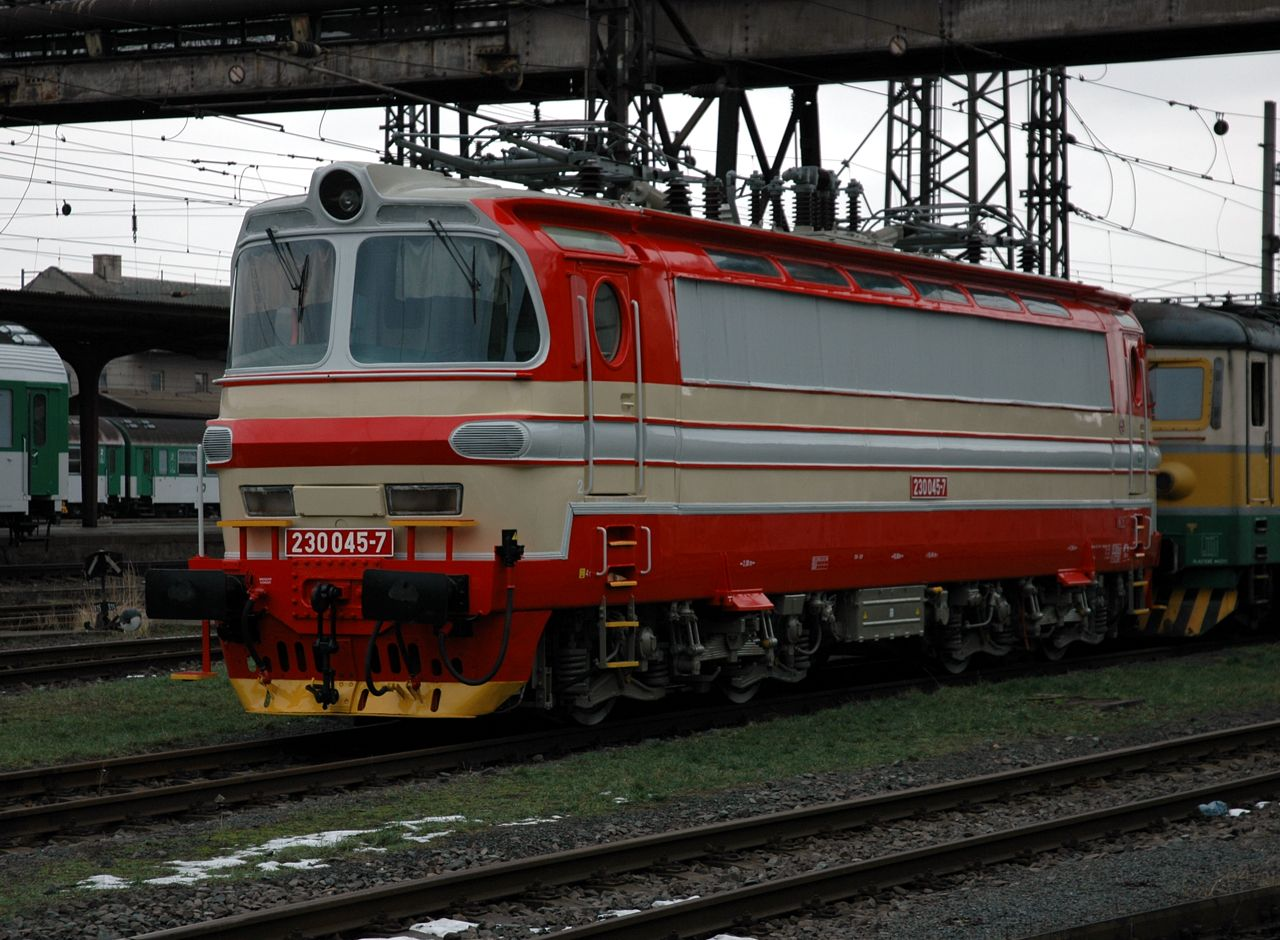
Lokomotiva 230.045
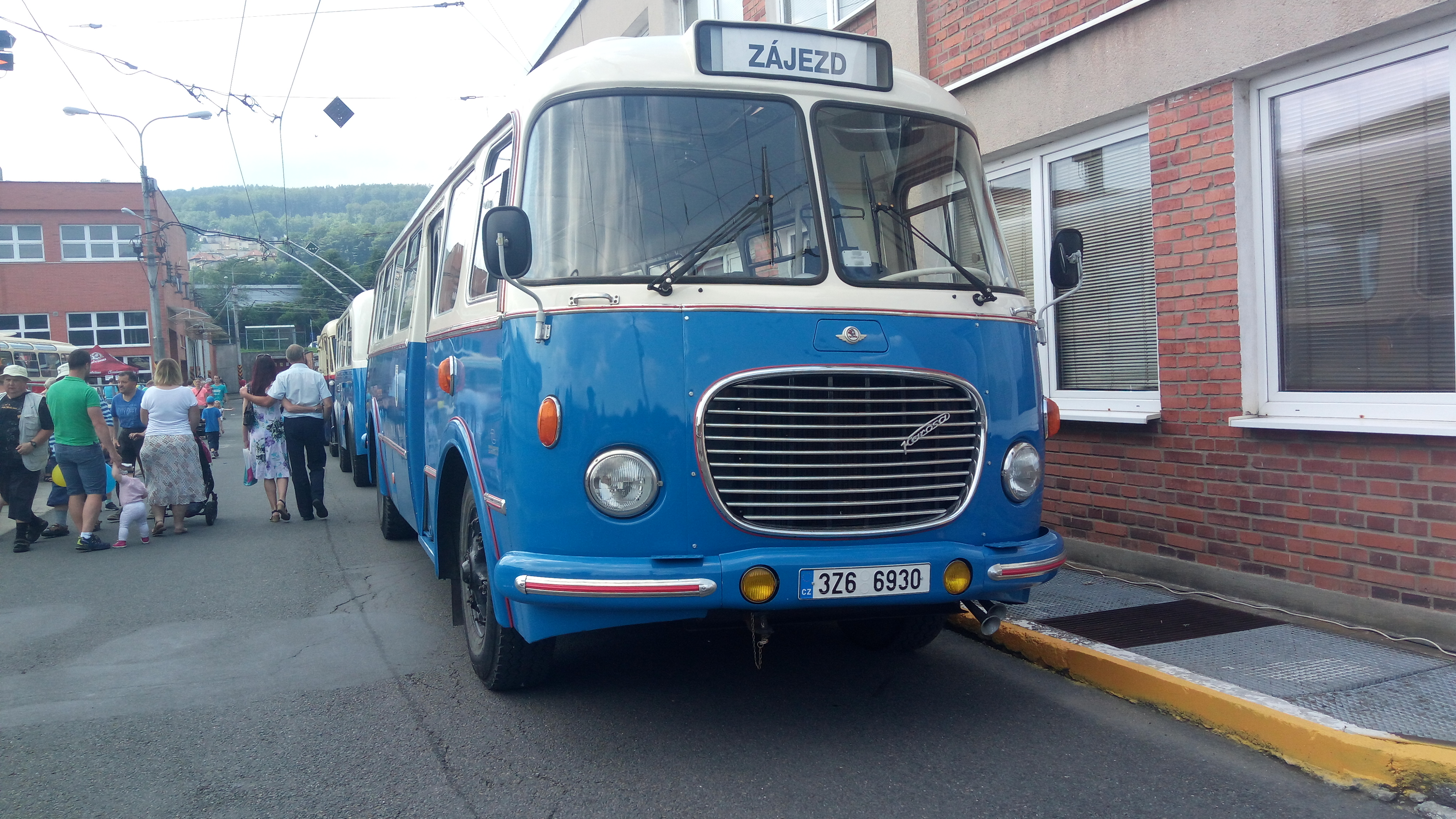
Autobus Škoda 706 RTO (rámový trambusový osobní)
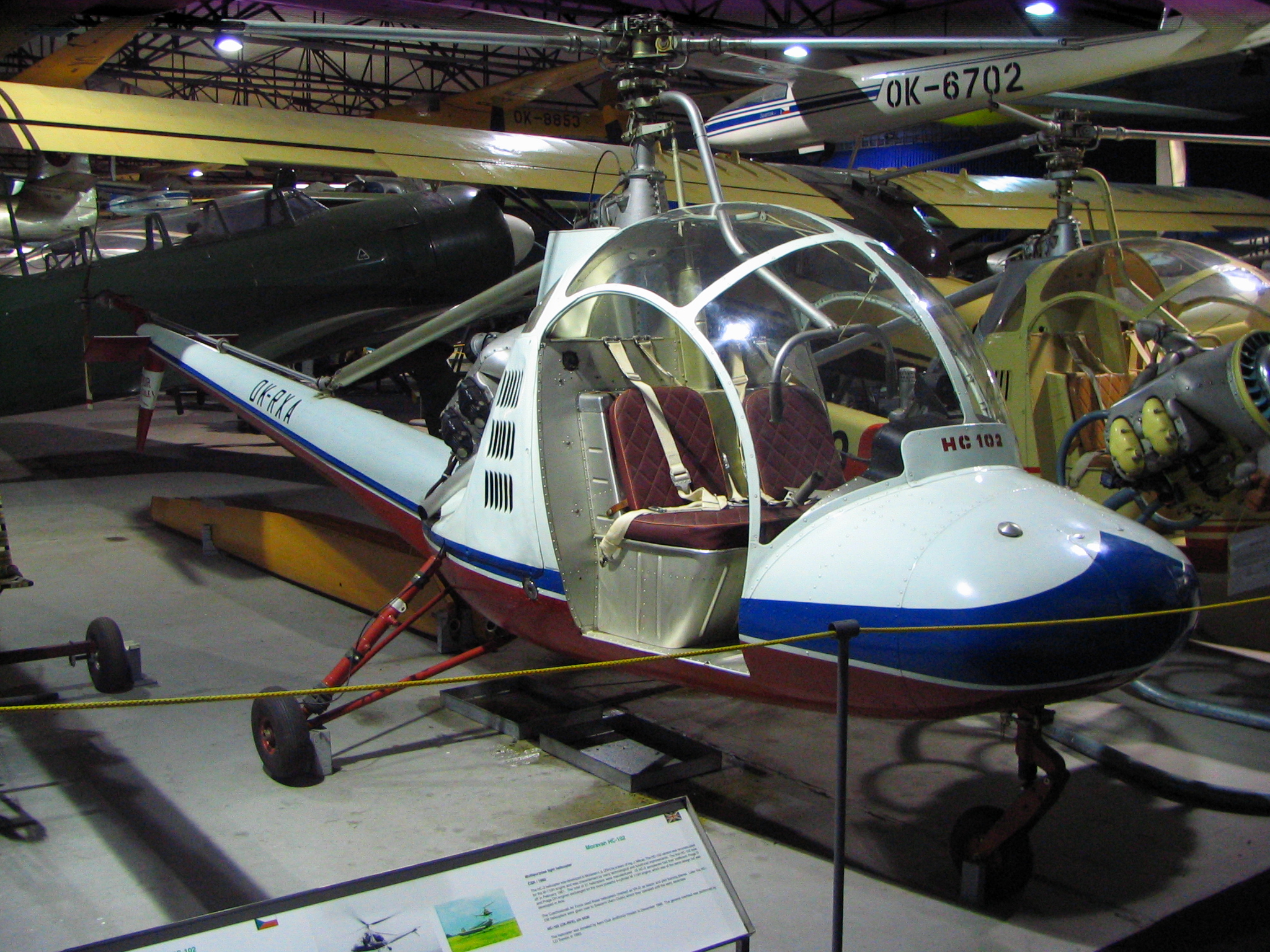
V bruselském stylu se nesly, a to doslova, i některé další dopravní prostředky, jako lehký, cvičný a spojovací vrtulník pro dvoučlennou posádku HC-2 Heli Baby; na obrázku je jeho modernizovaná verze HC-102; prototyp vrtulníku byl rovněž součástí světové výstavy EXPO 58

Bruselský styl „pronikl“, respektive se projevil v mnoha odvětvích života a lidské činnosti, včetně kuchyní, bytových doplňků, elektroniky i módy, a tím se stal důležitým slohem moderního designu, kterému nechybí hravost a smysl pro estetičnost.